# Muzeum Książąt Czartoryskich w Krakowie

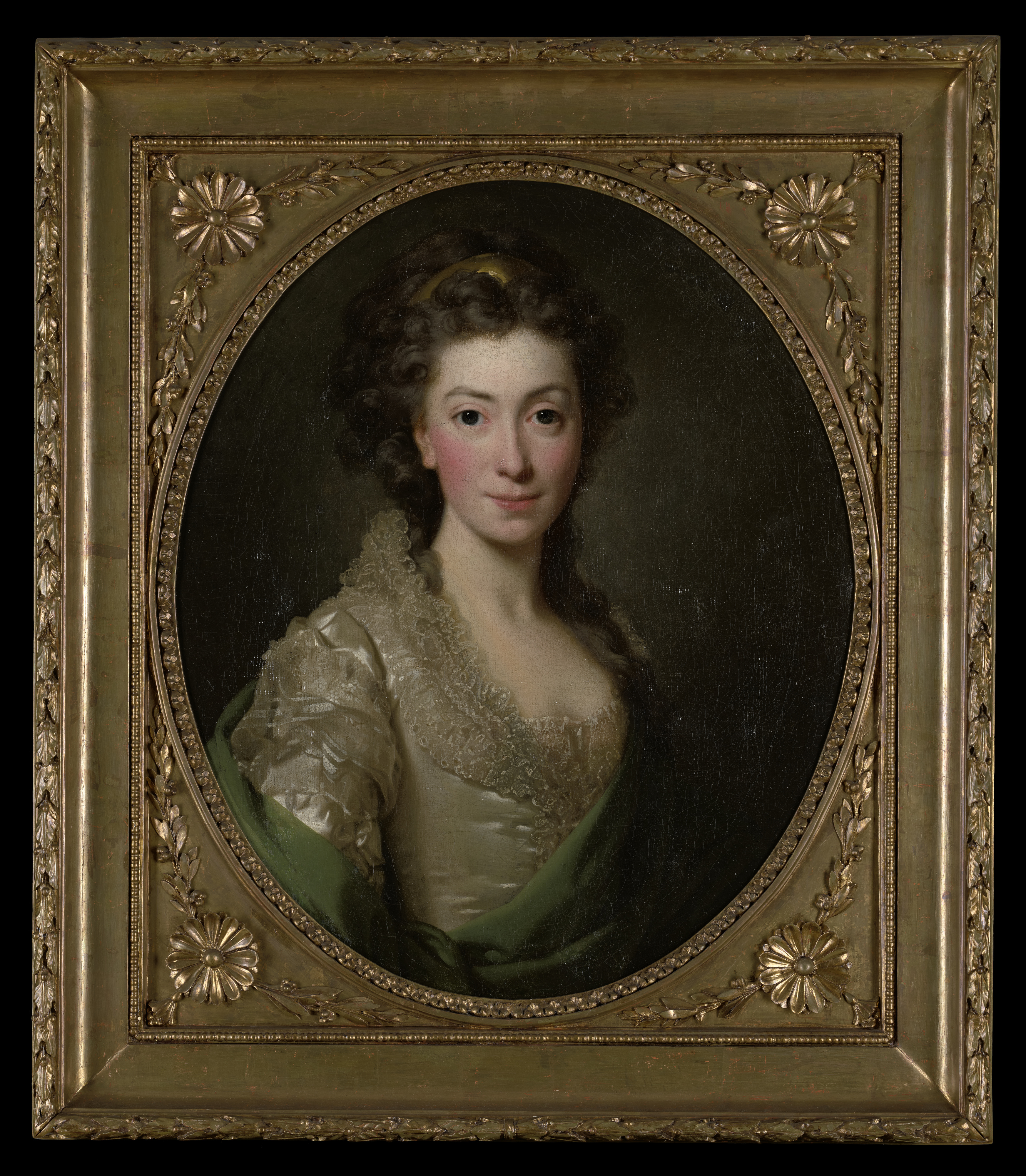
Alexander Roslin, Portret Izabeli z Flemingów ks. Czartoryskiej (1746 - 1835)

Muzeum Książąt Czartoryskich w Krakowie – jedno z najstarszych muzeów w Polsce, oddział Muzeum Narodowego w Krakowie. W jego skład wchodzą trzy budynki: Pałac Czartoryskich przy ul. św. Jana 17-19 (na rogu z ul. Pijarską 15), Klasztorek przy ul. Pijarskiej 6 oraz budynek dawnego Arsenału Miejskiego przy ul. Pijarskiej 8.
Zostało otwarte w Krakowie w 1876 roku, zaś jego początki sięgają roku 1801 i zbiorów księżnej Izabeli Czartoryskiej, prezentowanych w Puławach.
Po II wojnie światowej muzeum było pod opieką Muzeum Narodowego w Krakowie, a w 1991 pieczę nad zbiorami przejęła Fundacja Książąt Czartoryskich. 29 grudnia 2016 roku Fundacja Książąt Czartoryskich sprzedała Skarbowi Państwa całą kolekcję wraz z budynkami muzealnymi za łączną kwotę 100 mln euro. Od tej pory kolekcja książąt Czartoryskich stała się integralną częścią Muzeum Narodowego w Krakowie.
Muzeum gromadzi dzieła malarstwa europejskiego XIII–XVIII w., zabytki europejskiego i islamskiego rzemiosła artystycznego od średniowiecza do XIX w., grafiki, sztuki starożytnej oraz militaria. Najcenniejszym dziełem w muzeum jest Dama z gronostajem Leonarda da Vinci.

## Historia
W 1801 roku otwarto Świątynię Sybilli w Puławach – prywatne muzeum założone przez księżną Izabelę Czartoryską, małżonkę księcia Adama Kazimierza Czartoryskiego.
Zbiory puławskie uległy częściowemu rozproszeniu i zniszczeniu po upadku powstania listopadowego i konfiskacie majątku Czartoryskich przez Rosjan, większość jednak udało się uchronić i następnie przewieźć do Paryża do Hôtelu Lambert. W 1870 roku książę Władysław Czartoryski zdecydował o przeniesieniu zbiorów do Krakowa, gdzie ostatecznie trafiły w roku 1876. W tym samym roku Czartoryscy przekazali również swój wielki księgozbiór do użytku publicznego w Krakowie (Biblioteka Czartoryskich).

### Puławy

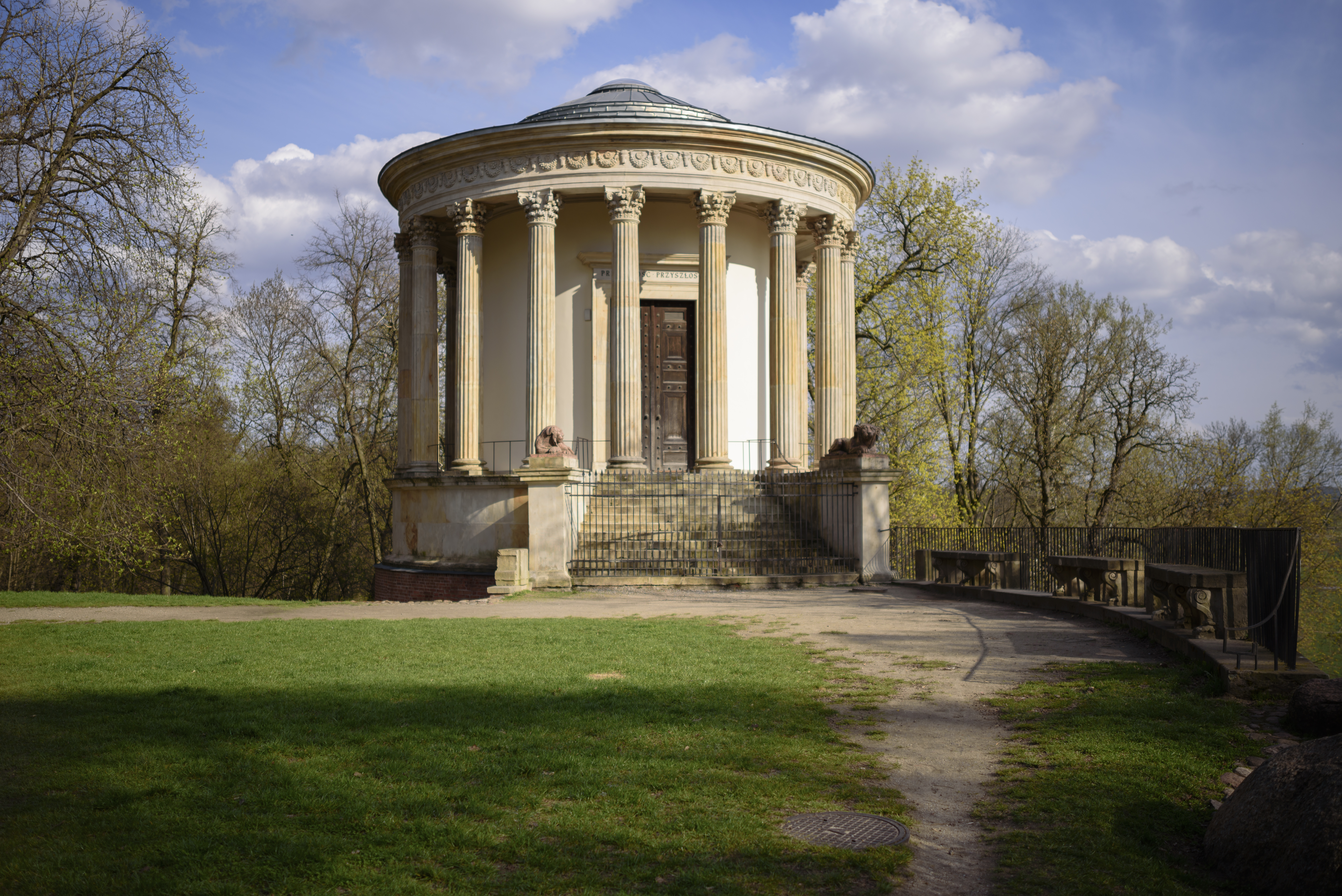
Świątynia Sybilli, Puławy

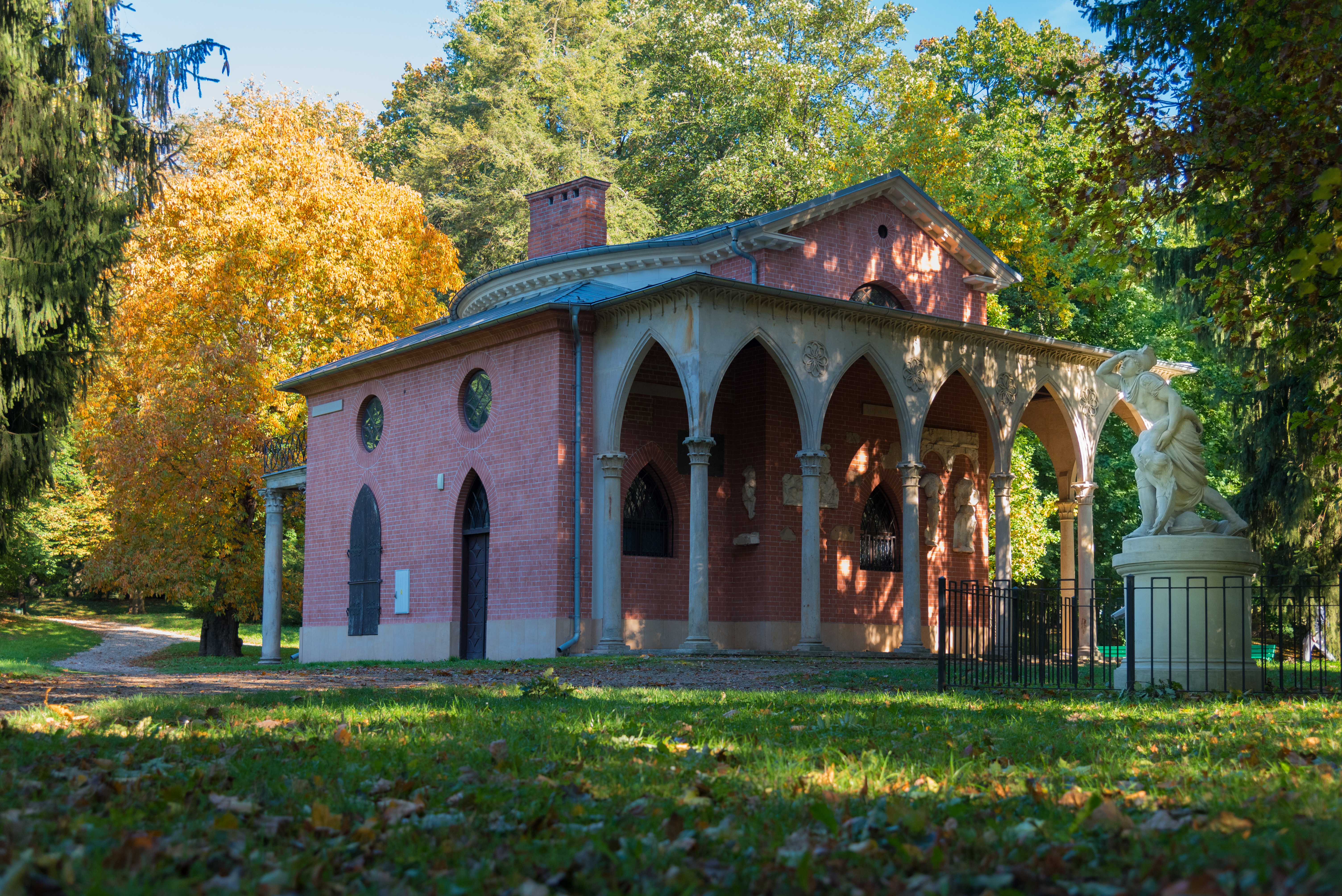
Dom Gotycki, Puławy

U schyłku XVIII wieku, w czasie politycznego upadku Polski i nasilających się działań zaborców zmierzających do unicestwienia polskiej państwowości, w społeczeństwie polskim wzrosła potrzeba ratowania narodowego dziedzictwa materialnego. Symbole polskiej kultury i historii – zwłaszcza zbiory archiwalne i biblioteczne – były systematycznie niszczone lub wywożone jako trofea wojenne, gdyż postrzegano je jako zagrożenie dla planów okupantów. Mogły bowiem budzić i podtrzymywać świadomość narodową. W tej krytycznej sytuacji jednym z ważnych działań patriotycznych stała się ochrona pamiątek przeszłości. Wśród osób zaangażowanych w to dzieło znalazła się księżna Izabela Czartoryska, która stworzyła pierwsze w Polsce muzeum narodowe. Izabela z Flemmingów Czartoryska (1746–1835) pochodziła z wpływowej rodziny, a poprzez małżeństwo z księciem Adamem Kazimierzem Czartoryskim związała się z jednym z najważniejszych rodów magnackich epoki. U boku światłego męża oraz dzięki licznym podróżom zdobyła szerokie wykształcenie i rozwijała zainteresowania intelektualne. Po klęsce insurekcji kościuszkowskiej księżna zamieszkała w Puławach, w których poświęciła się tworzeniu muzeum, które miało nie tylko dokumentować dzieje narodu, lecz także stanowić symbol jego trwania i duchowego odrodzenia.
Główne miejsce ekspozycji zajęła wzniesiona w 1801 roku Świątynia Sybilli – neoklasycystyczna budowla zaprojektowana przez Piotra Aignera. Jej symboliczna nazwa oraz architektura inspirowana antykiem nadawały miejscu niemal sakralny charakter – była to „Świątynia Pamięci” (Mnemez Hieron), której hasłem stało się „Przeszłość – przyszłości”. W jasnej, górnej sali z ołtarzem z różowego granitu zgromadzono najcenniejsze narodowe relikwie, m.in. tzw. Szkatułę Królewską z pamiątkami po polskich monarchach, militaria i trofea przypominające o dawnej potędze Rzeczypospolitej. Dolna, mroczna kondygnacja upamiętniała współczesnych bohaterów, takich jak książę Józef Poniatowski.
Księżna, wspierana przez takich współpracowników jak Tadeusz Czacki czy Julian Ursyn Niemcewicz, pozyskiwała eksponaty z różnych źródeł – od skarbców rodowych po znaleziska archeologiczne. Świątynia pełniła funkcje edukacyjne i patriotyczne: miała być „szkołą patriotyzmu” i „źródłem natchnienia dla poetów”. Czacki opracował także historyczny opis zbiorów, ukazując losy Polski poprzez zgromadzone artefakty.
Z czasem muzeum zostało rozszerzone o Dom Gotycki, otwarty w 1809 roku. Romantyczna budowla, początkowo przeznaczona na mieszkanie dozorcy, została przekształcona w neogotycki pawilon wystawowy. Umieszczono tam pamiątki, które nie zmieściły się w Świątyni Sybilli, w tym również obiekty pochodzące z zagranicy. Budynek symbolizował utraconą ojczyznę – w jego ścianach wmurowano fragmenty architektoniczne z polskich i europejskich zabytków. Klucz do Domu Gotyckiego opatrzono łacińskim mottem: Dux femina facti („Kobieta wodzem chwalebnego czynu”), podkreślającym rolę Izabeli jako inicjatorki całego przedsięwzięcia.
W zbiorach puławskich muzeów znalazły się tysiące obiektów: pamiątki po władcach, bohaterach i twórcach kultury, militaria, numizmaty, dokumenty oraz dzieła sztuki. Wszystkie miały na celu budzenie ducha oporu oraz nadziei na odzyskanie niepodległości. Działania Izabeli Czartoryskiej doprowadziły nie tylko do powstania wyjątkowego miejsca pamięci, lecz także stały się początkiem instytucjonalnego muzealnictwa w Polsce – świadectwem troski o przeszłość i kultury jako fundamentu tożsamości narodowej. Okres puławski dobiega końca wraz z wybuchem powstania listopadowego.

### Paryż
Po upadku powstania listopadowego zaangażowanie Adama Jerzego Czartoryskiego w działania patriotyczne zmusiło go do emigracji – jego bliscy udali się do Paryża, on sam początkowo do Londynu, a ostatecznie osiadł w stolicy Francji. Tam Czartoryscy borykali się z trudnościami finansowymi spowodowanymi konfiskatą dóbr. Kluczową rolę w ich ustabilizowaniu odegrała teściowa księcia – Anna z Zamoyskich Sapieżyna, zwana „ministrem finansów” rodu, dzięki swej zaradności i inwestycjom. Dzięki temu w 1843 r. zakupiono Hôtel Lambert, który stał się centrum politycznym Wielkiej Emigracji, domem rodzinnym oraz miejscem intensywnych działań na rzecz sprawy polskiej, prowadzonych m.in. przez Adama Mickiewicza.
Działalność Hôtel Lambert nie ograniczała się do polityki – miała też silny wymiar filantropijny i edukacyjny. Czartoryscy wspierali emigracyjne instytucje, takie jak Biblioteka Polska czy szkoła na Montparnasse. Księżna Anna oraz jej córka Izabela Działyńska założyły Instytut Panien Polskich, który wykształcił setki nauczycielek i guwernantek. W 1834 r. utworzono Towarzystwo Dobroczynności Dam Polskich, niosące pomoc emigrantom i ich rodzinom.
W drugiej połowie XIX w. kolekcjonerskie pasje Czartoryskich odżyły dzięki Izabeli i Władysławowi, którzy nadali zbiorom nowy wymiar – oparty na wysokiej klasie artystycznej, zgodny z zachodnioeuropejskimi trendami. Władysław Czartoryski, rezygnując z polityki po 1873 r., skoncentrował się na rozwijaniu kolekcji, gromadząc dzieła starożytności, włoską i flamandzką sztukę średniowieczną i renesansową, orientalne rzemiosło oraz polonika, co uczyniło kolekcję jedną z najcenniejszych w Europie.

### Muzeum w Krakowie
Na początku lat 70. XIX wieku Władysław Czartoryski postanowił przewieźć do Galicji zagrożoną w Paryżu kolekcję rodzinną. Korzystając z poprawiających się warunków politycznych w Galicji, Czartoryski zdecydował się osiedlić zbiory w Krakowie. Na wybór miasta wpłynęła bliskość Uniwersytetu Jagiellońskiego, wsparcie Akademii Umiejętności oraz przychylność prezydenta Mikołaja Zyblikiewicza. W 1874 roku gmina Krakowa przekazała Czartoryskiemu budynek dawnego arsenału miejskiego, a dwa lata później książę dokupił część zabudowań klasztoru Pijarów. 1 grudnia 1876 roku otwarto dla publiczności bibliotekę w Arsenale i kilka sal ekspozycyjnych w tzw. Klasztorku, co dało początek Muzeum Książąt Czartoryskich. W kolejnych latach kompleks muzealny był systematycznie rozbudowywany. W 1886 roku zakupiono narożną kamienicę przy zbiegu ulic św. Jana i Pijarskiej, a w 1889 roku – sąsiednią posesję. W 1896 roku trzecią kamienicę nabył syn Władysława, Adam Ludwik Czartoryski. Główna część muzeum, mieszcząca się w utworzonym z trzech kamienic pałacu, została udostępniona zwiedzającym dopiero w 1896 roku, dwa lata po śmierci Władysława Czartoryskiego.
Muzealne zbiory Czartoryskich początkowo zostały umieszczone w Arsenale Miejskim. Następnie ks. Władysław Czartoryski zakupił wschodnią część klasztoru Pijarów (tzw. klasztorek pijarski) i trzy kamienice na rogu ulic Pijarskiej i św. Jana, które zostały scalone i przekształcone w jednolitą budowlę pałacową przez architektów: Alberta Bitnera, Wandalina Beringera i Zygmunta Hendla. Przebudowa miała miejsce w l. 1879–1901. W jej wyniku powstała rezydencja z attyką i renesansowym dziedzińcem ozdobionym kolumnadą. Przebudowy pałacu na muzeum dokonał Maurycy Ouradou, uczeń Viollet le Duca. Architekt ten zaprojektował fasady od strony ul. Pijarskiej i od strony baszty Pasamoników oraz ozdobiony herbami kryty ganek przerzucony nad ul. Pijarską, łączący budynek główny pałacu z „klasztorkiem” i dalej z Arsenałem oraz z częścią murów miejskich z basztami Stolarską i Ciesielską. W ten sposób powstał zespół pałacowo-muzealny.
Po wybuchu II wojny światowej najcenniejsza część zbiorów została ewakuowana i ukryta w pałacu w Sieniawie. 16 lub 17 września Niemcy dowiedzieli się o kryjówce i rozpoczęli grabież. Rozbili skrzynie i wyrzucili na ziemię schowane w nich dzieła sztuki. Wówczas bezpowrotnie przepadły 64 obiekty ze Szkatuły Królewskiej, 156 obiektów złotnictwa starożytnego, 104 obiekty złotnictwa nowożytnego oraz 375 złotych monet. Przez całą niemiecką okupację Krakowa grabież była kontynuowana. Po wojnie dzięki staraniom Polski Ludowej większość eksponatów odzyskano. Jednak do zaginionych należy m.in. obraz Portret młodzieńca, przypisywany Rafaelowi. W 1950 roku Muzeum Czartoryskich zostało włączone do krakowskiego Muzeum Narodowego jako jeden z jego oddziałów. Ze względu na brak podstaw prawnych do przejęcia ruchomego majątku Czartoryskich, nie dokonano formalnej nacjonalizacji zasobów i status własnościowy kolekcji i budynków pozostał nieuregulowany.

### Fundacja XX. Czartoryskich
W 1991 roku ówczesny minister kultury, Marek Rostworowski (który wcześniej był wieloletnim kuratorem kolekcji Czartoryskich z ramienia Muzeum Narodowego w Krakowie), postanowił uporządkować status prawny Muzeum. Z inicjatywy Adama Karola Czartoryskiego, utworzono  Fundację Książąt Czartoryskich, która przejęła w imieniu prawowitych właścicieli pieczę nad zbiorami, pozostawiając je jednocześnie pod techniczną i kuratorską opieką Muzeum Narodowego. Zgodnie ze statutem Prezesem Fundacji miał pozostawać każdorazowo dyrektor Muzeum Narodowego w Krakowie, w 2004 Rada Fundacji zmieniła jednak statut i powierzyła prezesurę Adamowi Zamoyskiemu, który sprawował ją aż do 2011 roku.
11 stycznia 2010 roku rozpoczęto gruntowny remont muzeum i od tego czasu placówka była zamknięta do końca 2019 roku.

### Zakup kolekcji przez Skarb Państwa i prace modernizacyjne

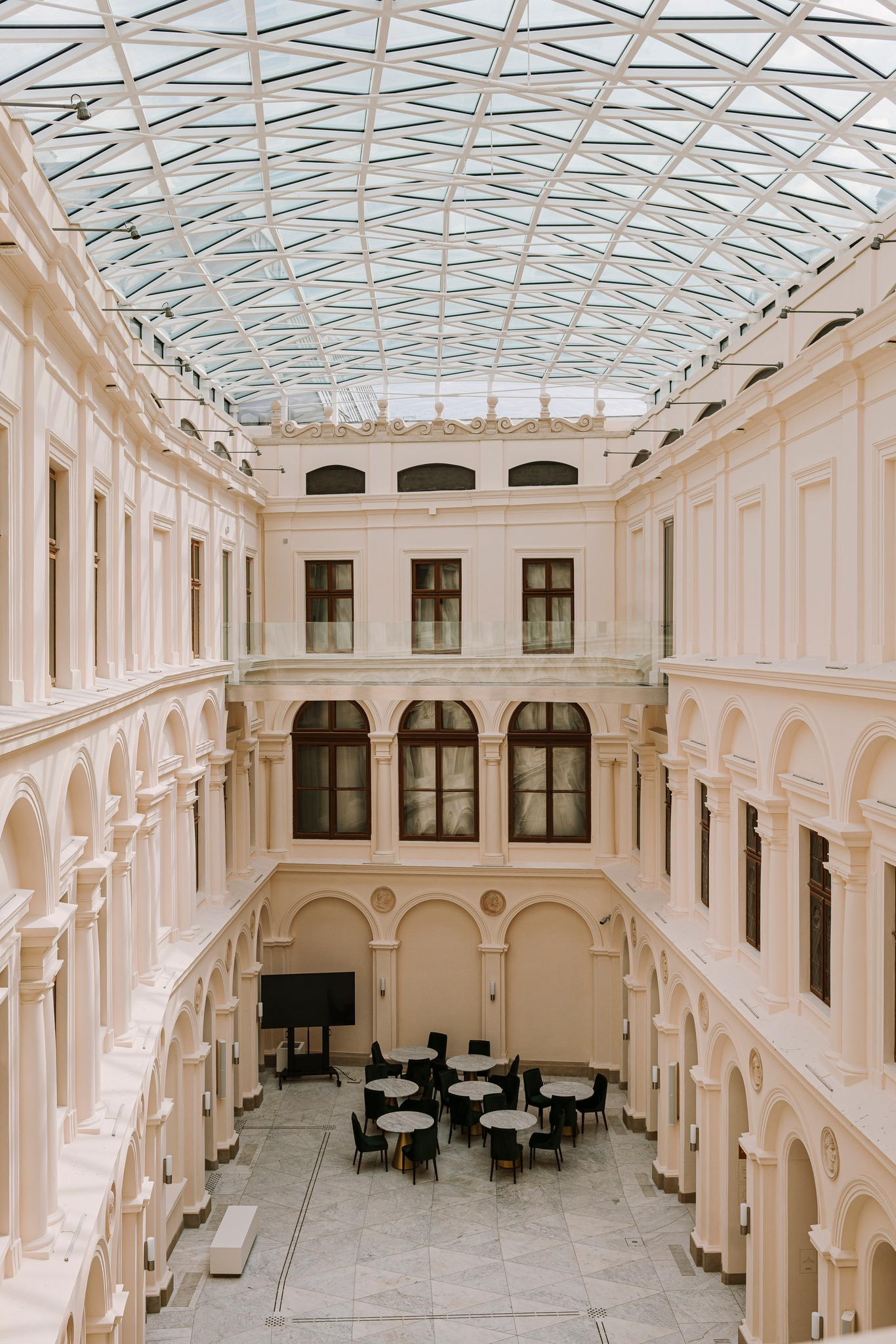
Dziedziniec pałacu

23 grudnia 2016 zarząd Fundacji Książąt Czartoryskich podał się do dymisji. Ówczesny prezes zarządu Marian Wołkowski-Wolski decyzję tę tłumaczył utratą zaufania do fundatora. W rozmowie z PAP przybliżył opinii publicznej, że prowadzone wówczas negocjacje dotyczące sprzedaży zbiorów odbywały się bez wiedzy zarządu Fundacji. Nowymi członkami zarządu Fundacji zostali Jan Lubomirski-Lanckoroński i Maciej Radziwiłł. 29 grudnia 2016 roku Fundacja Książąt Czartoryskich podpisała umowę o przekazaniu Skarbowi Państwa całej kolekcji Czartoryskich oraz nieruchomości w Krakowie za kwotę 100 mln euro. W czerwcu 2017 roku zbiory w całości zostały przekazane do krakowskiego Muzeum Narodowego. 
Od 20 grudnia 2019 roku w Muzeum Książąt Czartoryskich ponownie można obejrzeć kolekcję pamiątek narodowych i dzieł sztuki. Dziedziniec został nakryty przeszklonym dachem, a dzięki adaptacji oficyn pałacu przestrzeń ekspozycyjna zwiększyła się o jedną trzecią. Trwający blisko 10 lat remont i opracowanie nowej ekspozycji zostały sfinansowane ze środków unijnych i środków Ministerstwa Kultury i Dziedzictwa Narodowego.
W kolejnych latach kontynuowano dalsze prace modernizacyjne. Od wiosny 2021 roku oddano do celów muzealnych po remoncie i rozbudowie Arsenał. W czerwcu 2023 roku otwarto wystawę w Klasztorku, stanowiącą ostatnią część Muzeum Książąt Czartoryskich.

## Ekspozycja

### Pałac
Stała ekspozycja w Pałacu Muzeum Książąt Czartoryskich prezentuje najcenniejszą w Polsce i jedną z najcenniejszych kolekcji sztuki w Europie. Na wystawie znalazły się nie tylko arcydzieła światowego malarstwa jak Dama z gronostajem Leonarda da Vinci czy Krajobraz z miłosiernym Samarytaninem Rembrandta van Rijna, ale także inne dzieła malarstwa, rzeźby, rzemiosła, militariów czy sztuki użytkowej. W skład ekspozycji wchodzi również ogromny zbiór pamiątek związanych z historią Polski.
Ekspozycja jest rozłożona na dwa piętra:
1. piętro: Sale Czartoryskich, Sala Jagiellońska, Sala Wazowska, Sala Wiktorii Wiedeńskiej, Sala Saska, Sala Oświecenia - Finis Poloniae, Paramenty Liturgiczne i Pompa Funebris, Sztuka Orientu.
2. piętro: Salon Antyczny, Sala Sztuki Renesansu, Sala Damy z gronostajem, Sala Sztuki Średniowiecza, Sala Sztuki Europy Północnej XV-XVII wieku, Sala Sztuki Czasów Rembrandta, Sala Polska, Ekspozycje Biblioteki Książąt Czartoryskich, Ekspozycje Gabinetu Rycin i Rysunków.

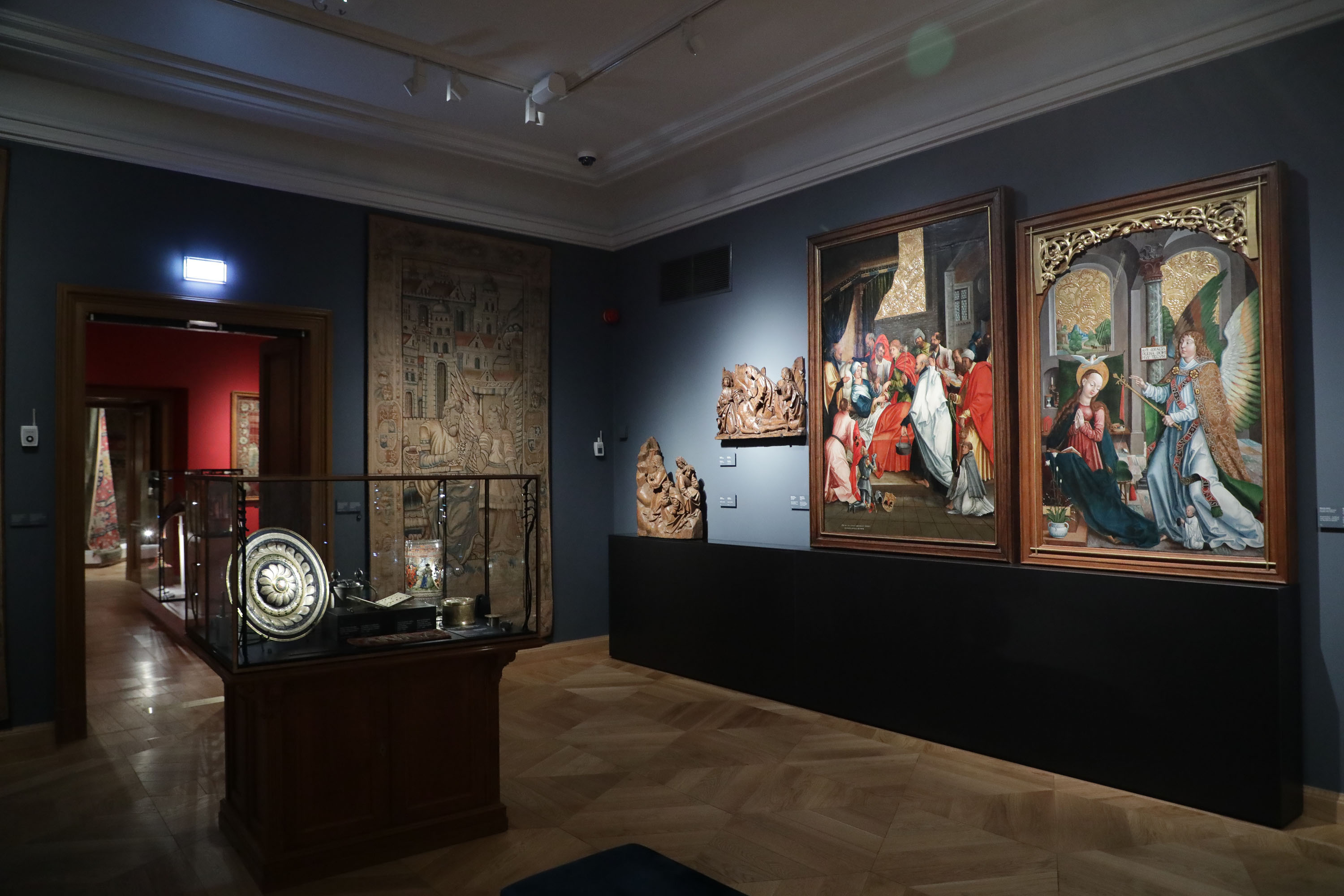
Sala Jagiellońska
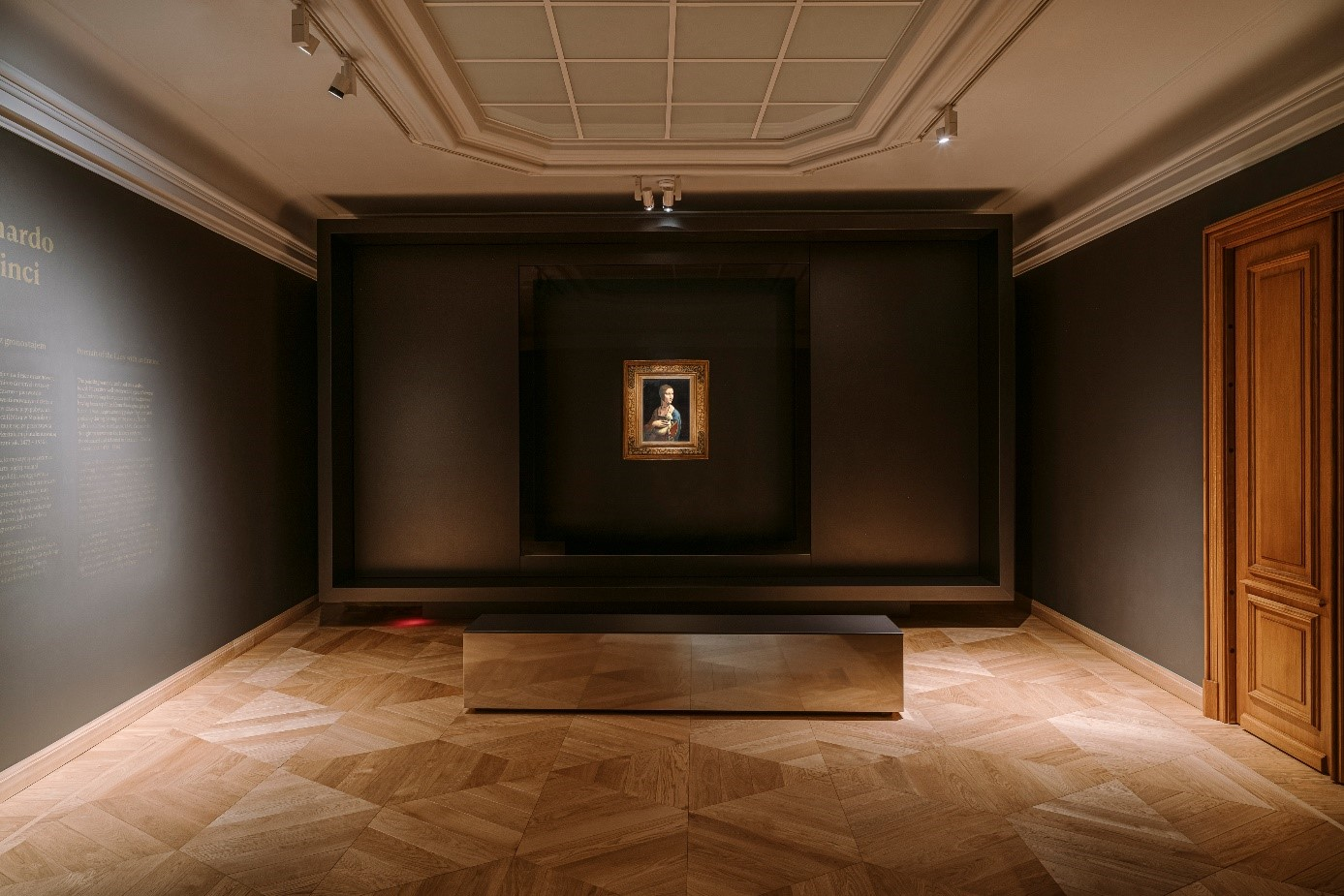
Sala Damy z gronostajem
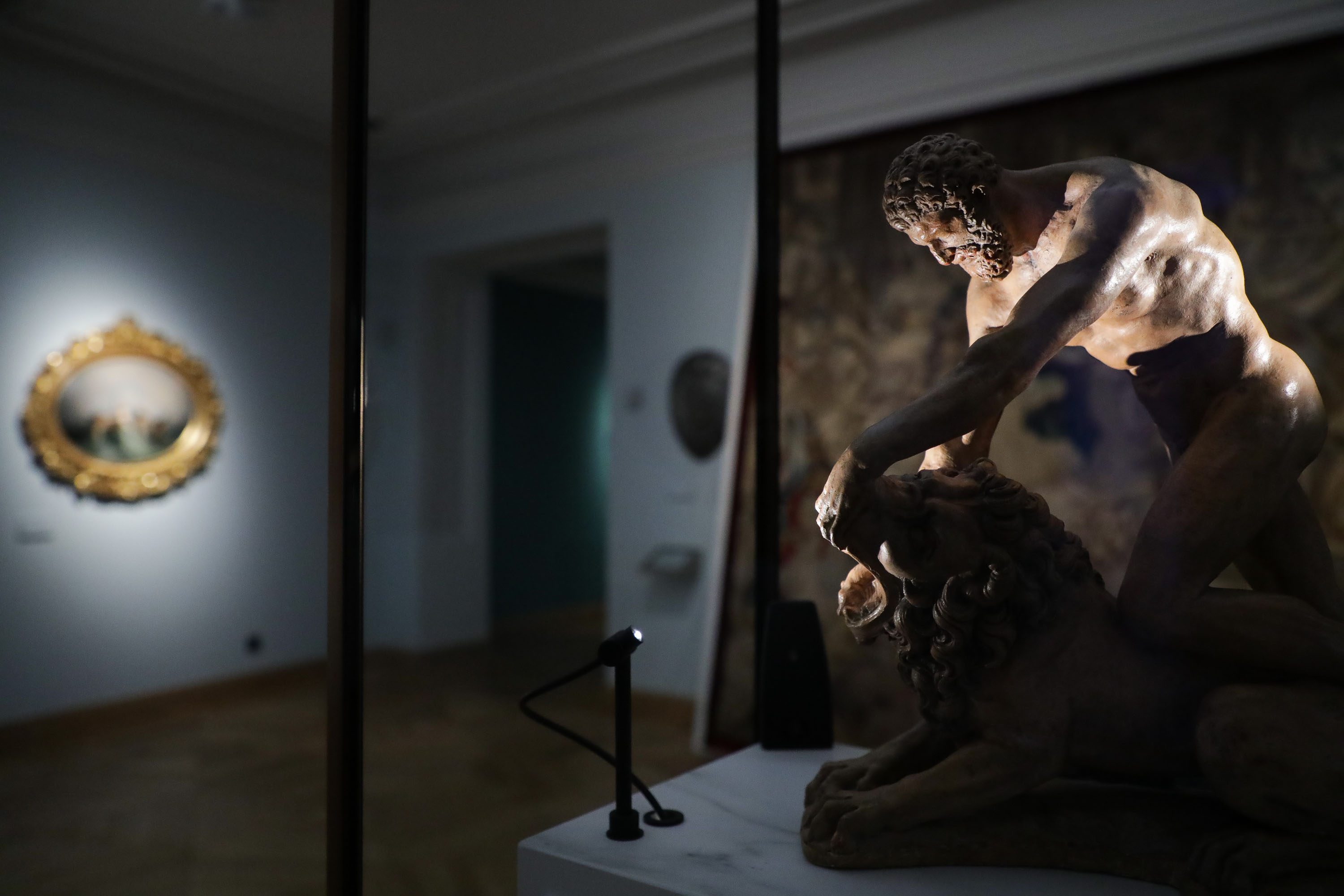
Salon Antyczny
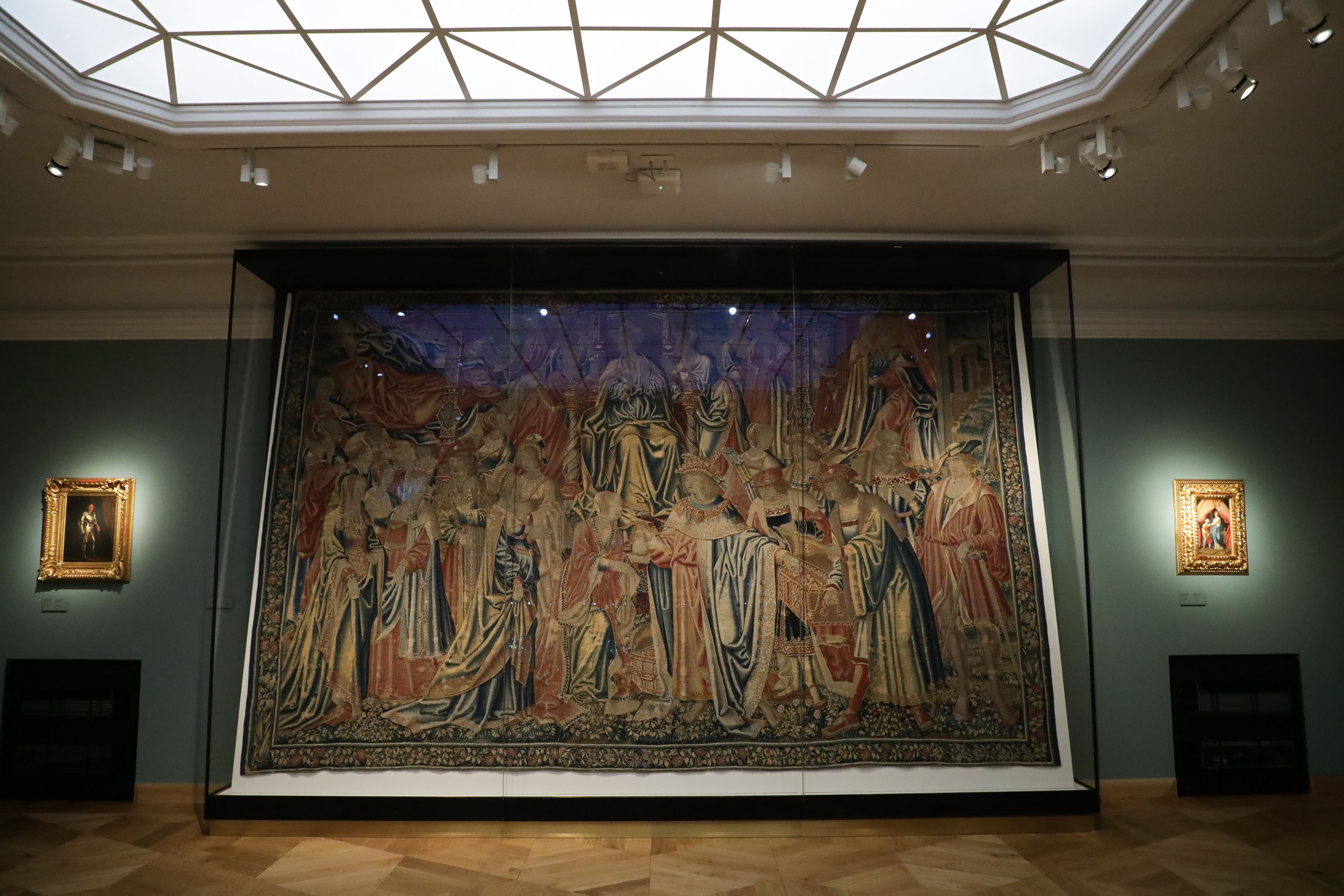
Sala Sztuki renesansu
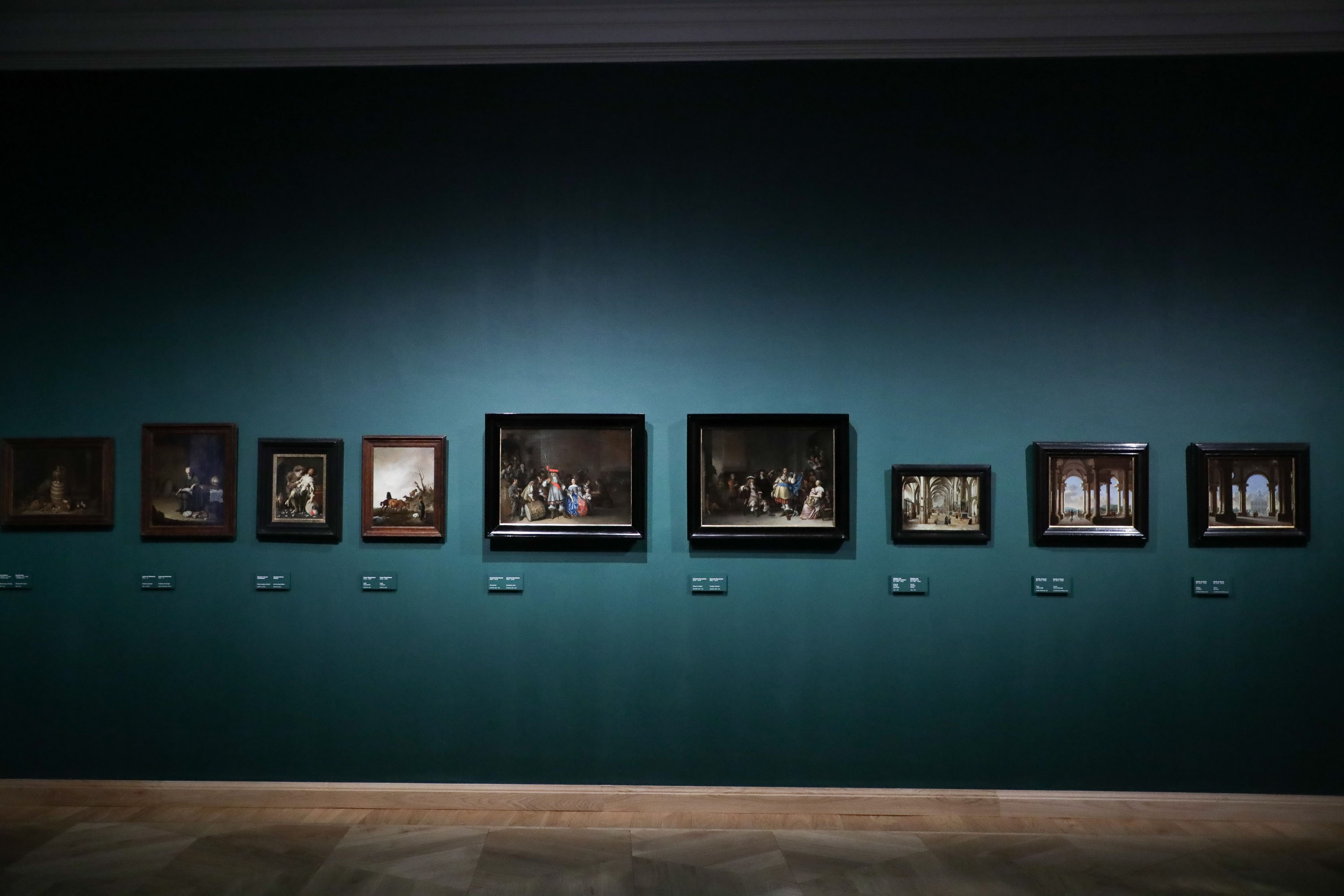
Sala Sztuki czasów Rembrandta

### Klasztorek
Klasztorek, biorący nazwę od wcześniejszej przynależności do klasztoru OO. Pijarów. Znajduje się pośrodku kompleksu nieruchomości stanowiących historyczną siedzibę Muzeum Książąt Czartoryskich w Krakowie. Obecny budynek powstał w wyniku przebudowy zakupionej przez księcia Władysława Czartoryskiego nieruchomości, wg projektu Maurycego Augusta Gabriela Ouradou, francuskiego architekta i kierownika robót konserwatorskich (m.in. przy katedrze Notre-Dame w Paryżu).
Wystawa w Klasztorku łączy dwa wątki: pierwszy uzupełnia narrację historyczną o okres napoleoński oraz czasy powstania listopadowego i Wielkiej Emigracji. Drugi wątek prezentuje memorabilia ze zbiorów puławskich, będące swego rodzaju galerią upamiętniającą osobistości trwale zapisane w dziejach i kulturze Europy i świata (znajduje się tu m.in. krzesło Szekspira). Atrakcją jest nowo otwarty Gabinet Medali oraz tzw. Gabinet Ciekawości.
Ekspozycja została podzielona na szereg stref tematycznych tj.:
1. Zbrojownia, Masztarnia i Szabelnia; 2. Dziedzictwo Puław; 3. Ciekawości, Gabinet Medali; 4. Napoleon i powstania narodowe; 5. Falsyfikaty, kopie, naśladownictwa; 6. Paryż-Kraków: Hotel Lambert i Wielka Emigracja; 7. Gabinet[25].

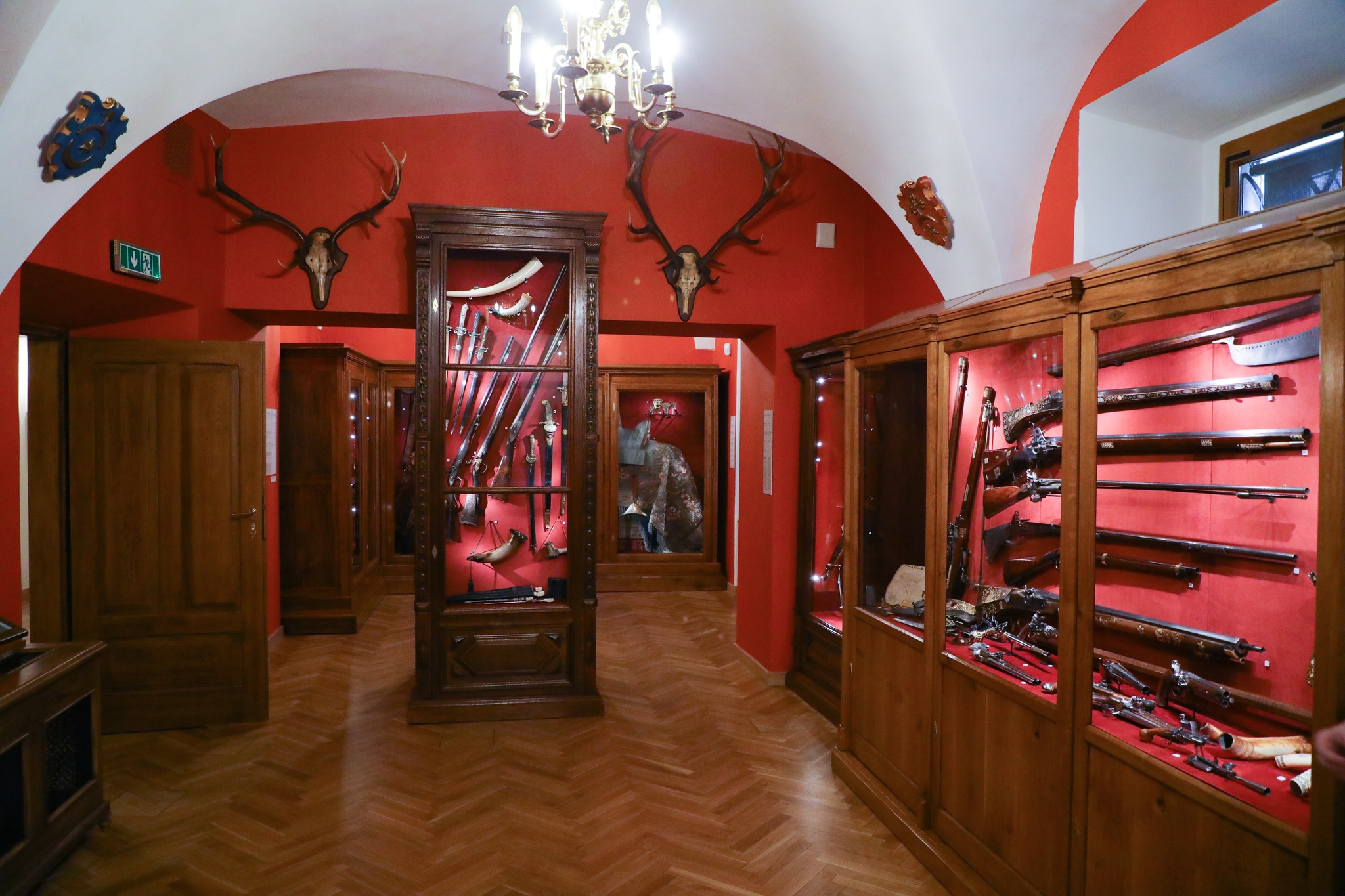
Zbrojownia
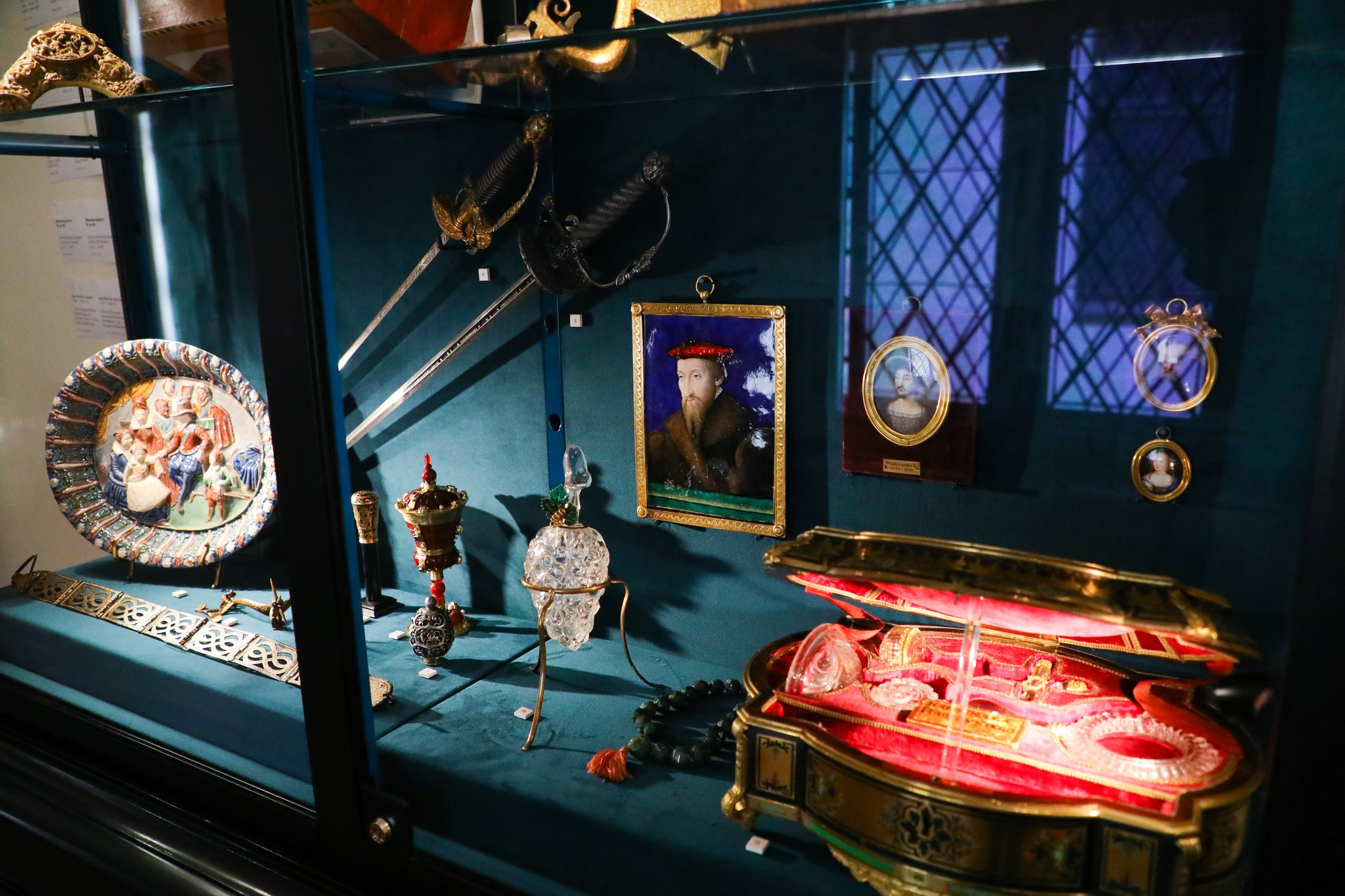
Klasztorek

### Arsenał
Budynek Arsenału Miejskiego (XVI, XIX w.) wraz z basztami: Stolarską i Ciesielską (XIV-XV w.), stanowią od 1874 r. część siedziby Muzeum XX. Czartoryskich w Krakowie. W budynku mieści się stała galeria sztuki starożytnej. Prezentuje ona kompleksowy obraz sztuki i kultur starożytnych. Trzon ekspozycji stanowi zbiór pozyskany przez księcia Władysława Czartoryskiego w 2. połowie XIX wieku.

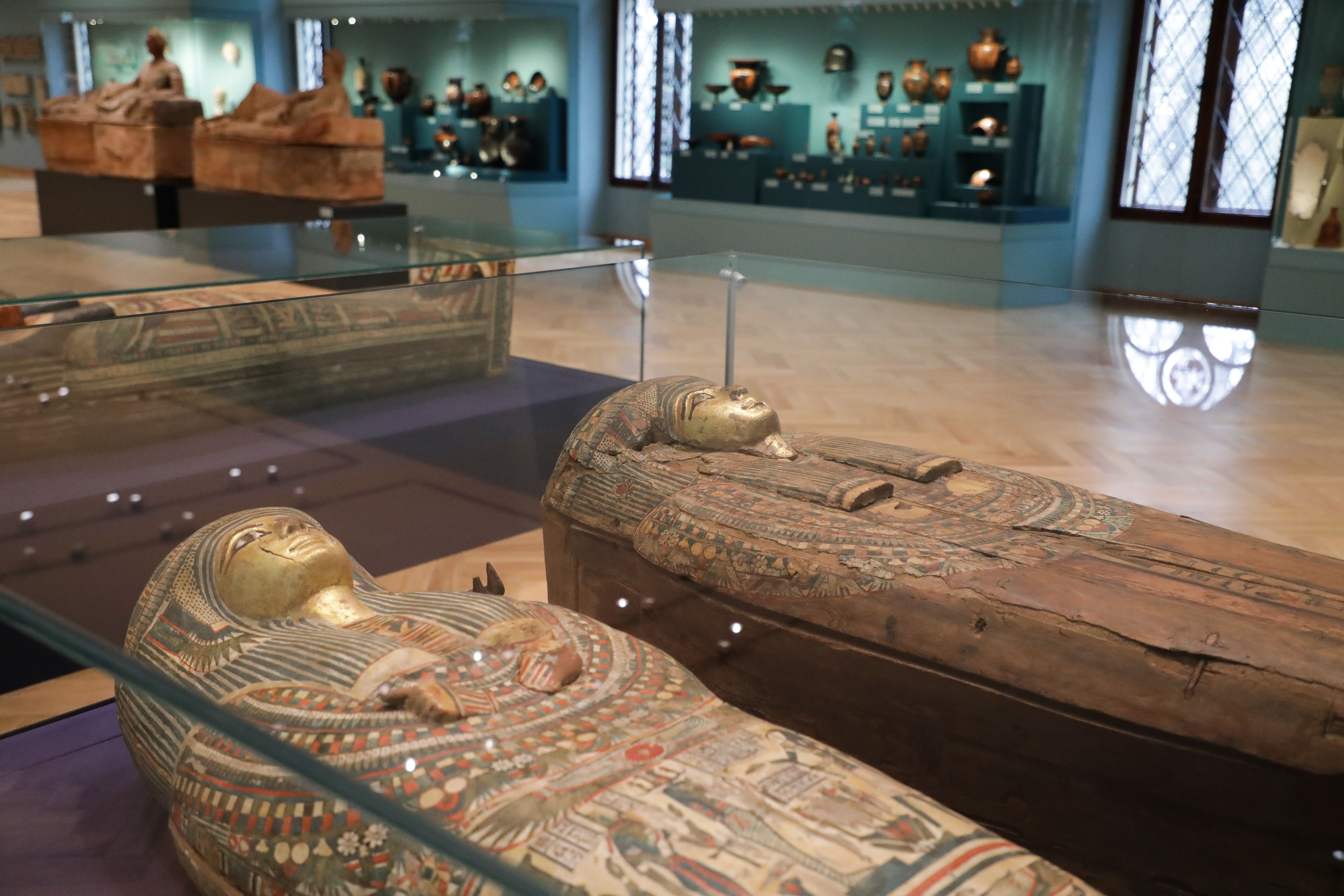
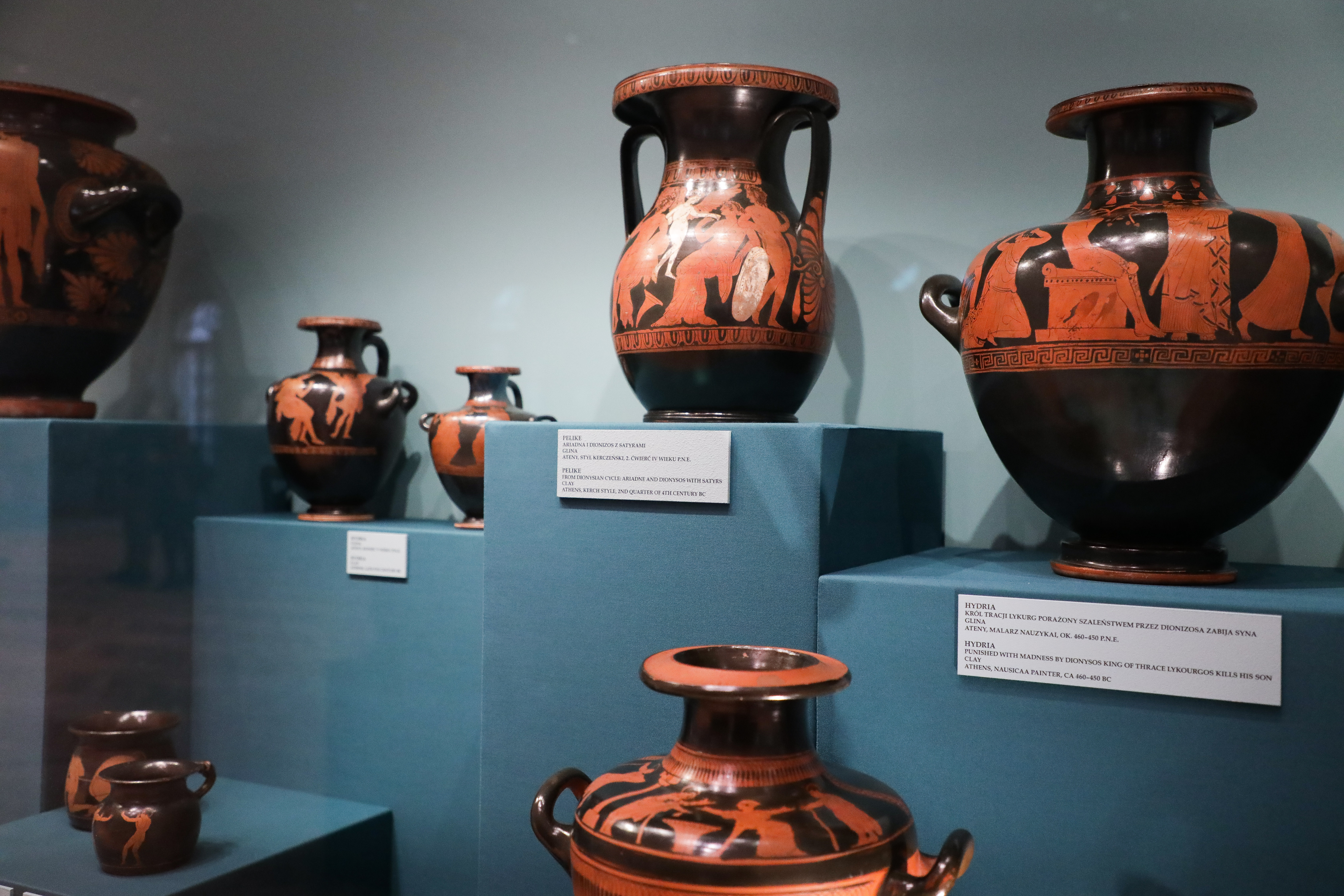
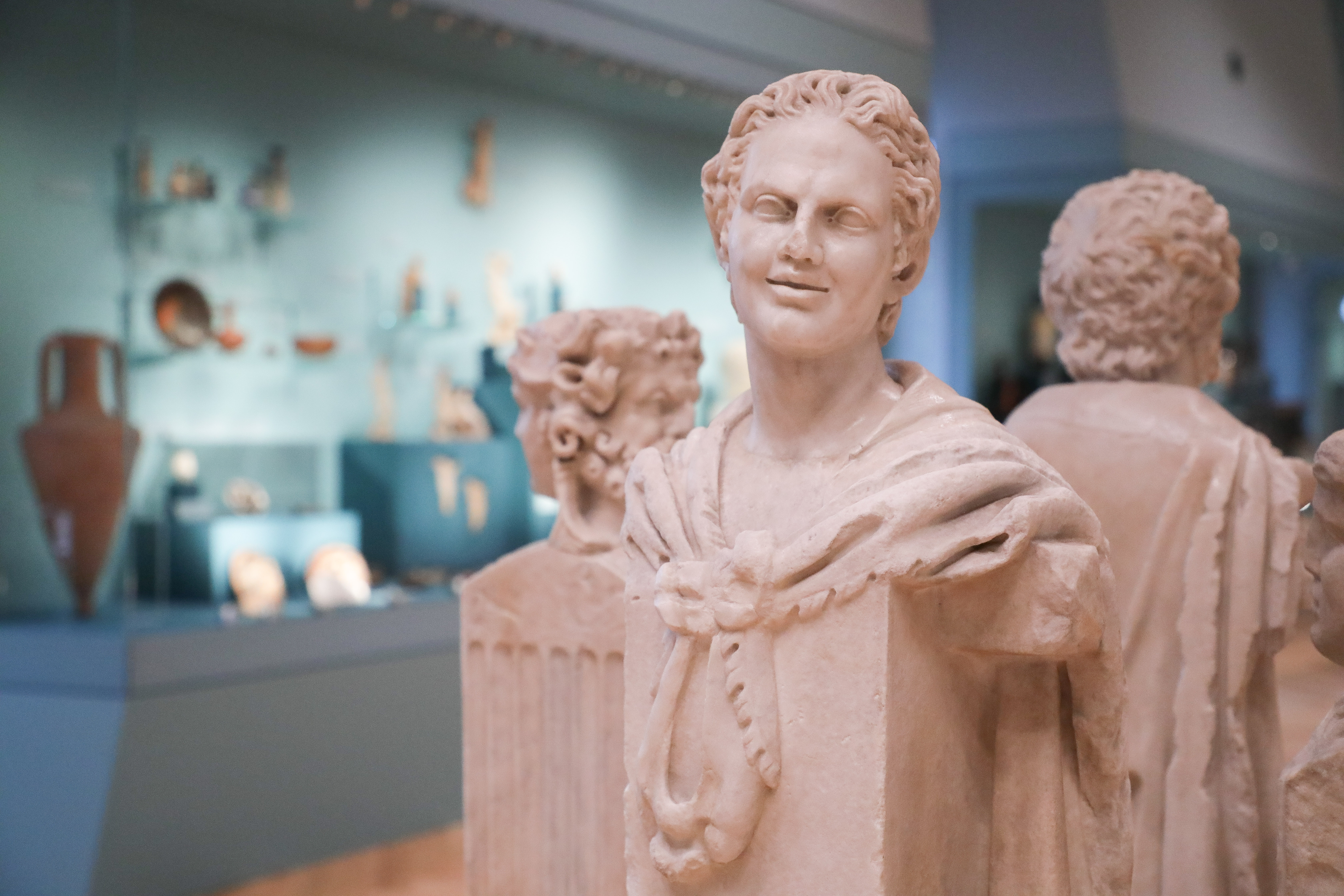
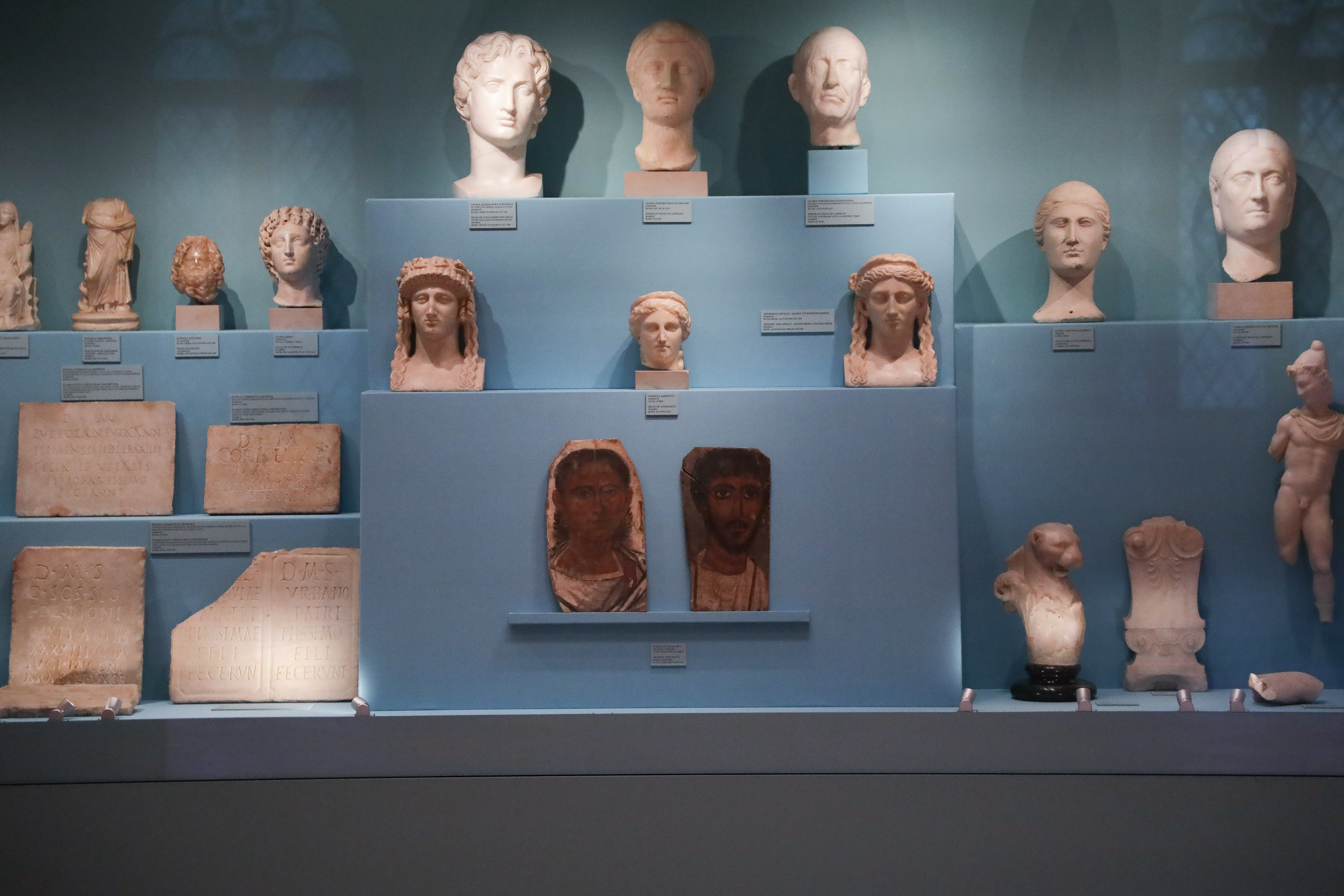
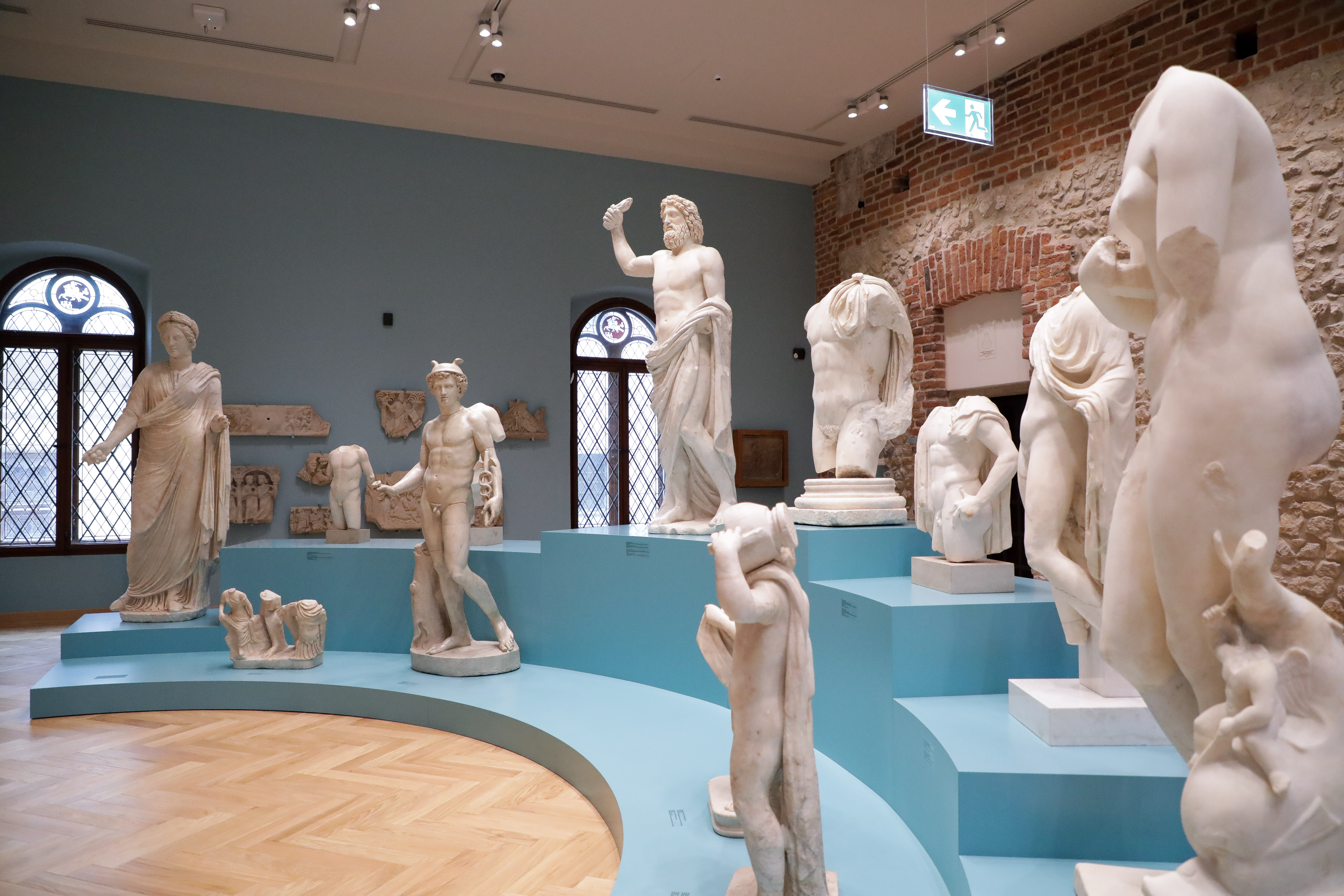

## Kolekcja Muzeum Książąt Czartoryskich
Kolekcja Muzeum Książąt Czartoryskich ma charakter zamknięty i  jest ujęta w zespoły: zabytków sztuki starożytnej, europejskiego malarstwa i rzeźby, rzemiosła artystycznego wraz ze zbrojownią oraz grafik i rysunków przechowywanych w Gabinecie Rycin i Rysunków. Poszczególne grupy obiektów można zaliczyć do najcenniejszych w polskich kolekcjach muzealnych.

### Sztuka starożytna
Znajdujące się w kolekcji muzeum dzieła sztuki starożytnej reprezentują rozwój kultur egipskiej, greckiej, etruskiej i rzymskiej oraz pokazują ich wzajemne wpływy. Wśród licznych przedmiotów codziennego użytku uwagę zwracają sarkofagi egipskie i etruskie, fragmenty papirusów z tekstami Księgi Umarłych, greckie wazy czarno – i czerwonofigurowe, fragmenty fresków pompejańskich, rzeźba Wenus typu Medici oraz dwa portrety mumiowe - znakomite przykłady antycznego malarstwa na drewnie. Do rzadkości należy etruskie zwierciadło z brązu z reliefowym wyobrażeniem Prometeusza.

Wybrane obiekty z kolekcji sztuki starożytnej
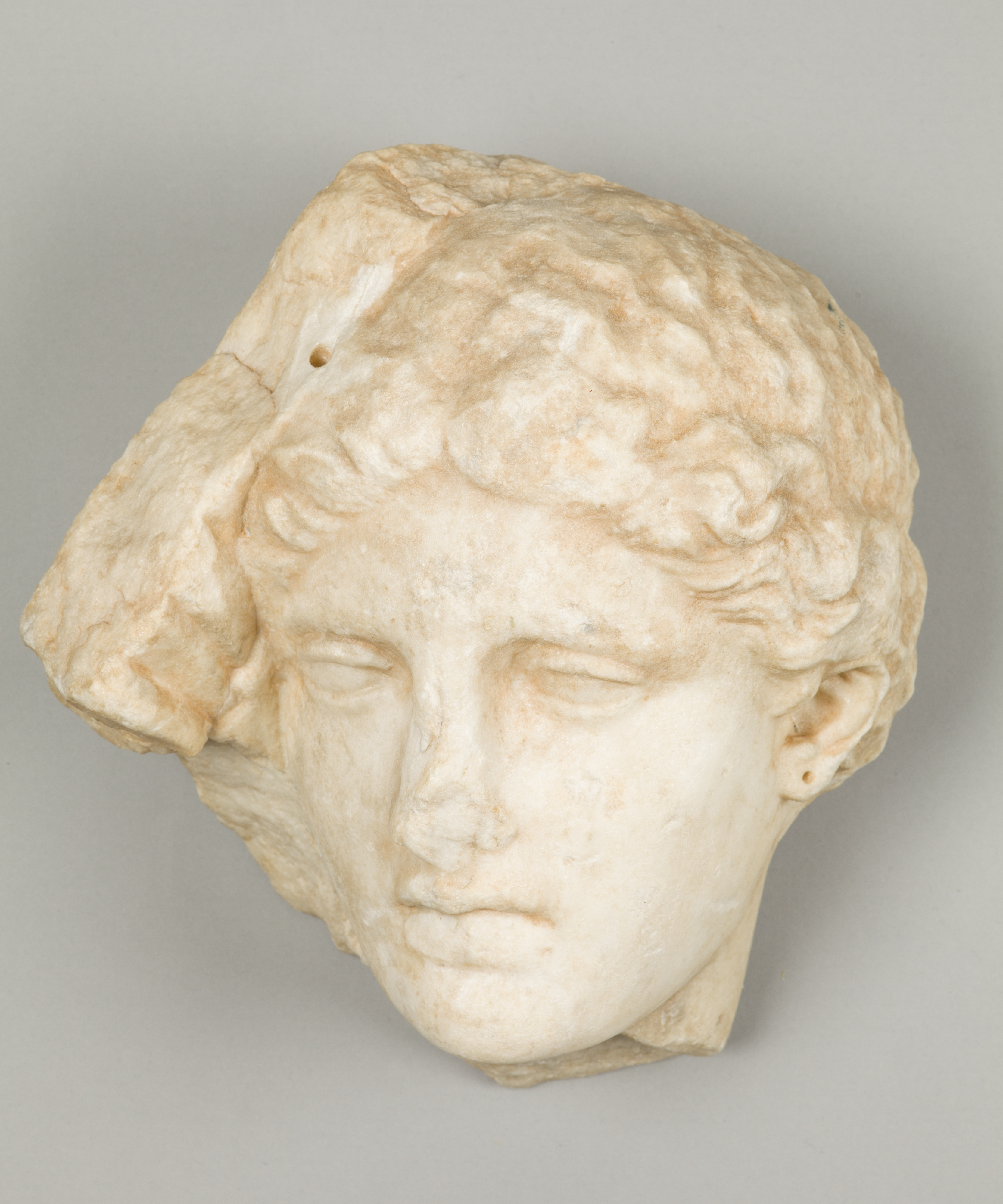
Głowa kobiety (IV wiek p.n.e.)
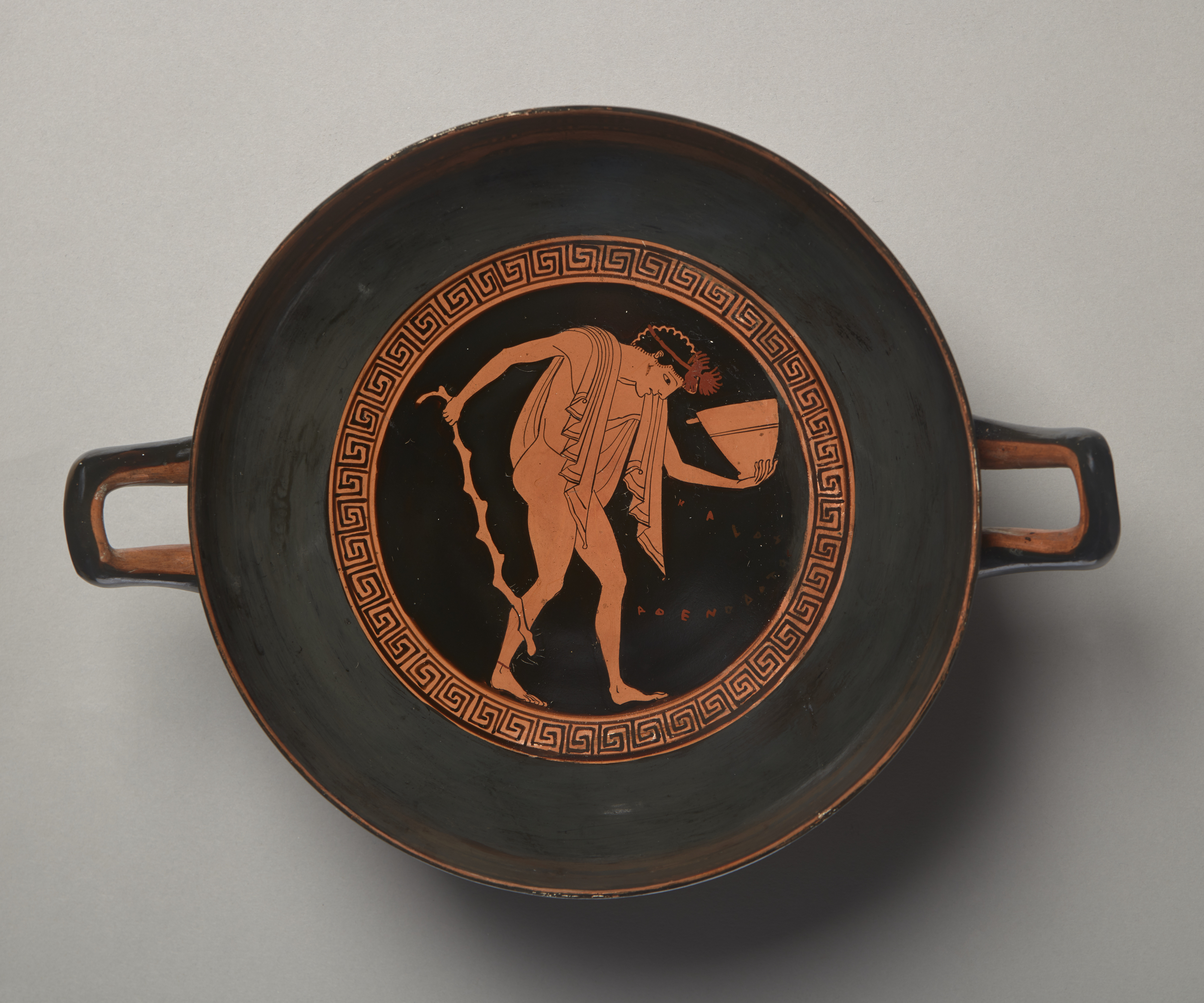
Kyliks czerwonofigurowy (500-490 p.n.e.)
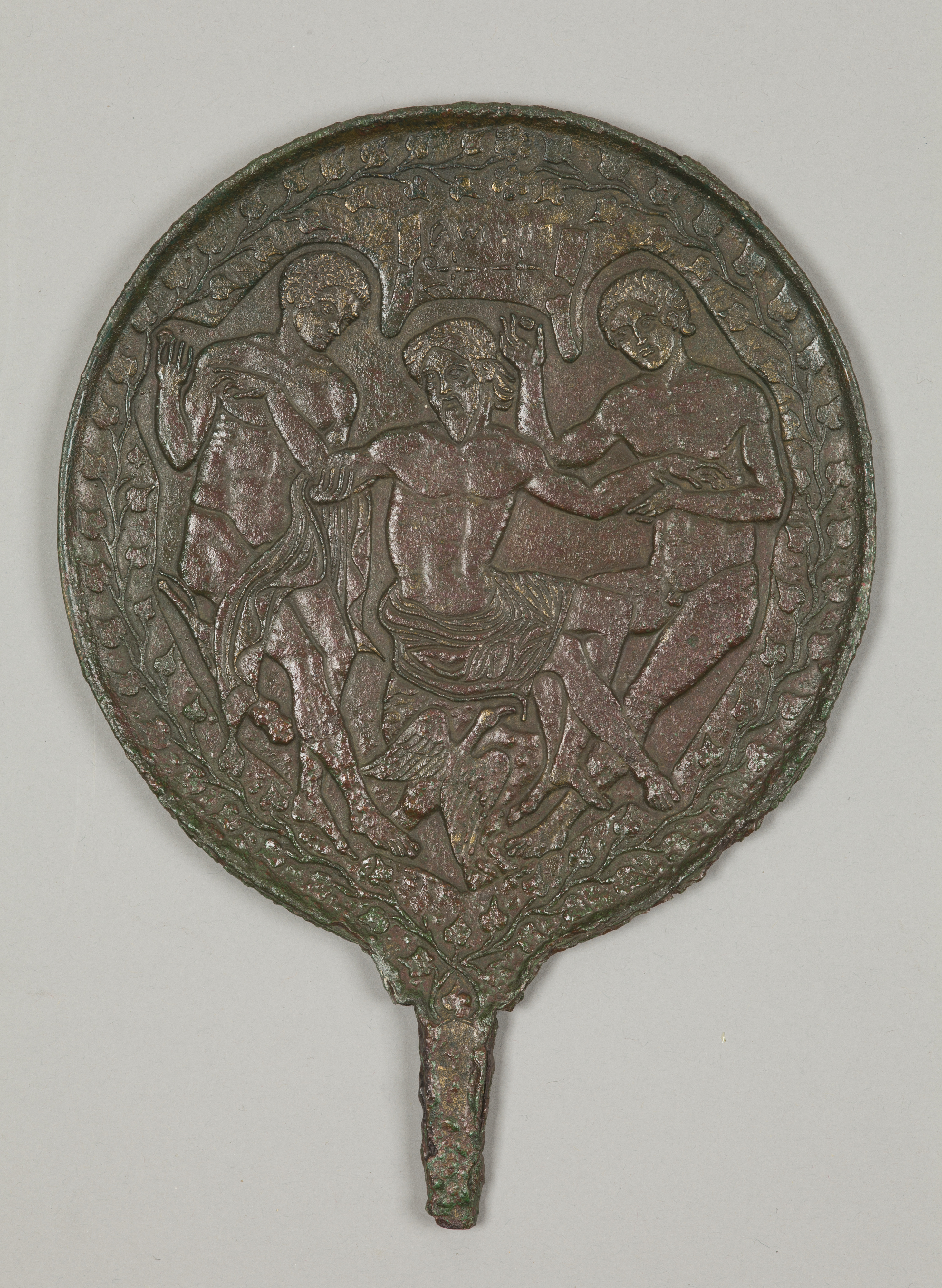
Zwierciadło z dekoracją reliefową  (460-440 p.n.e.)
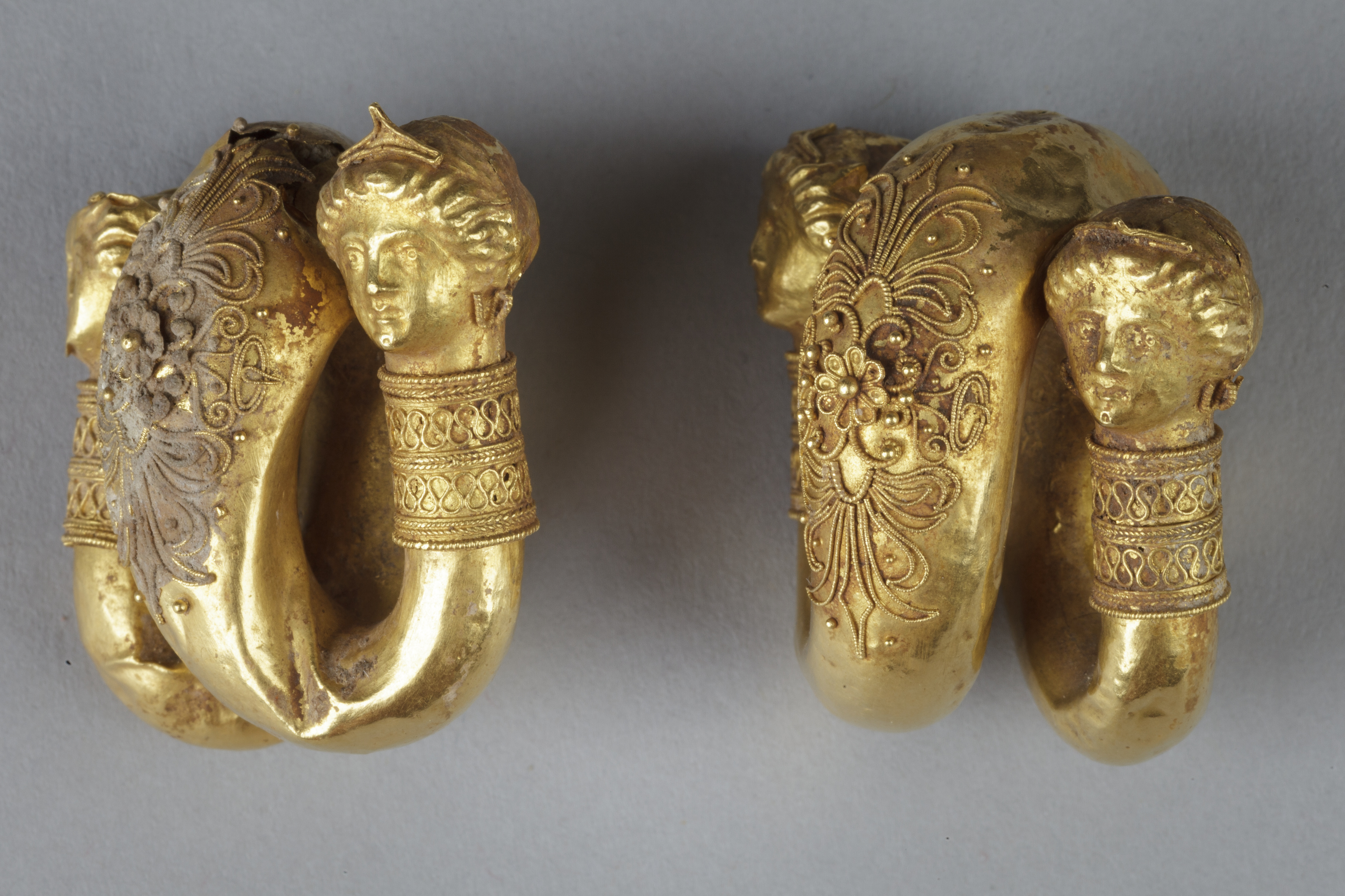
Kolczyki (470-330 p.n.e.)
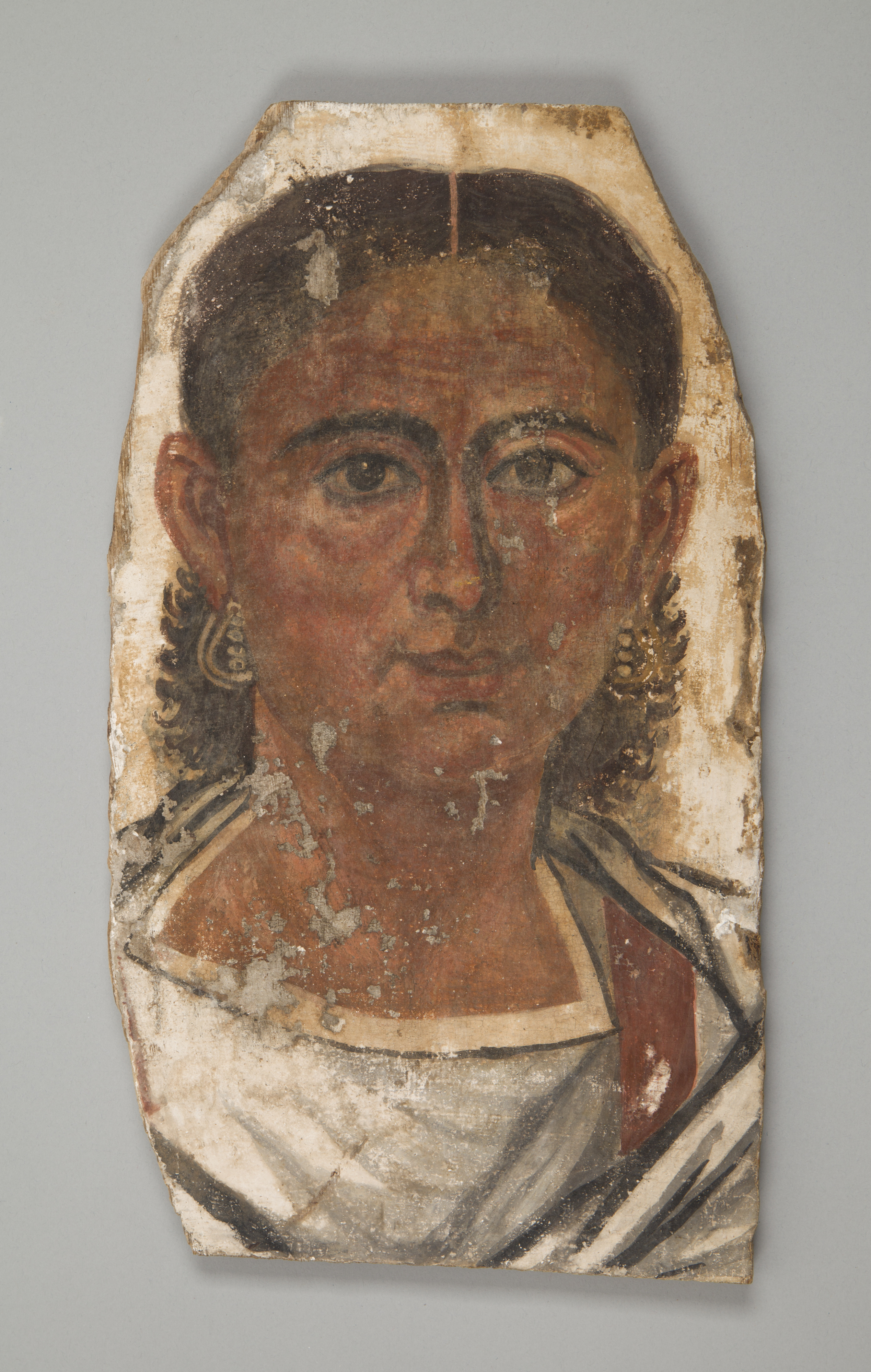
Portret mumiowy (pocz. III wieku)

### Malarstwo i rzeźba
Najcenniejszymi zabytkami w kolekcji malarstwa i rzeźby są: dzieło Leonarda da Vinci Dama z gronostajem (ok. 1490) oraz Krajobraz z miłosiernym Samarytaninem (1638) Rembrandta van Rijn.
Zbiory malarstwa dają możliwość zapoznania się obiektami powstałymi od okresu średniowiecza do XIX wieku a poszczególne przykłady układają się w zespoły ilustrujące działalność warsztatów zachodnioeuropejskich i polskich, realizujących tematykę zarówno sakralną, jak i świecką. Wyjątkową wartość przedstawiają włoskie obrazy gotyckie i wczesnorenesansowe, wśród których znajduje się m.in. Madonna z Dzieciątkiem Mistrza Klarysek (Siena, koniec XIII wieku). Ze względu na historyczny charakter kolekcji puławskiej znaczące miejsce zajmują portrety sławnych postaci jak np. miniatury członków dynastii Jagiellonów z warsztatu Łukasza Cranacha Młodszego. Rodzinny aspekt kolekcji podkreślają natomiast portrety członków rodu książąt Czartoryskich.

Wybrane obiekty z kolekcji malarstwa i rzeźby
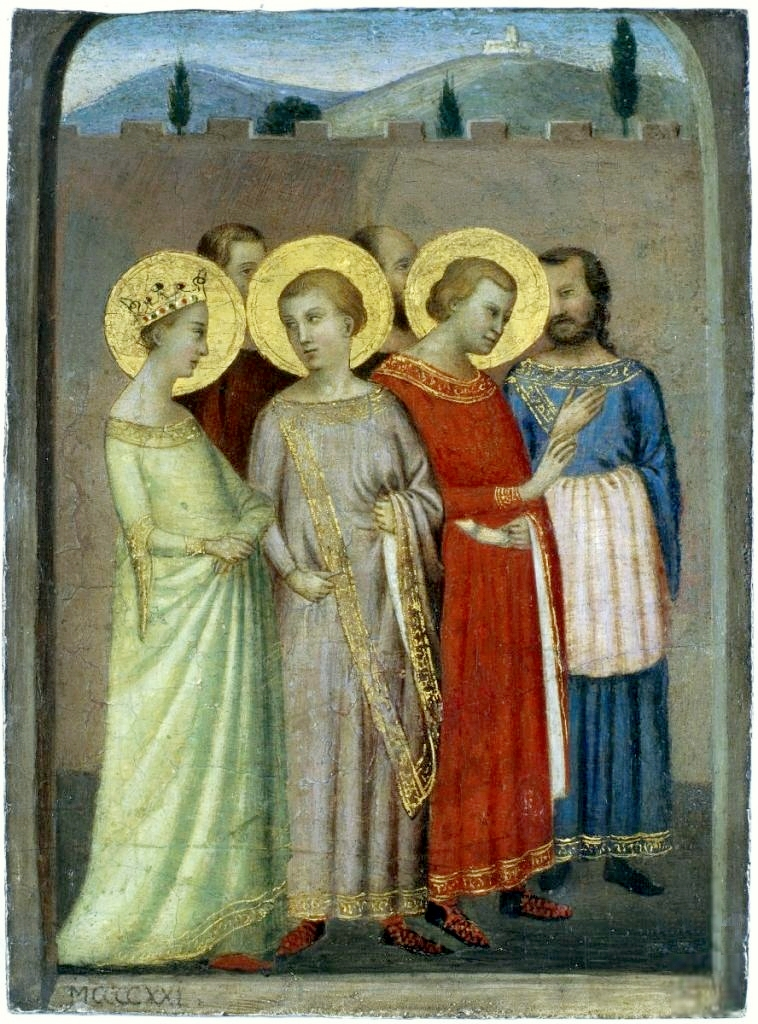
Bernardo Daddi, Grupa świętych (30. XIV w.)
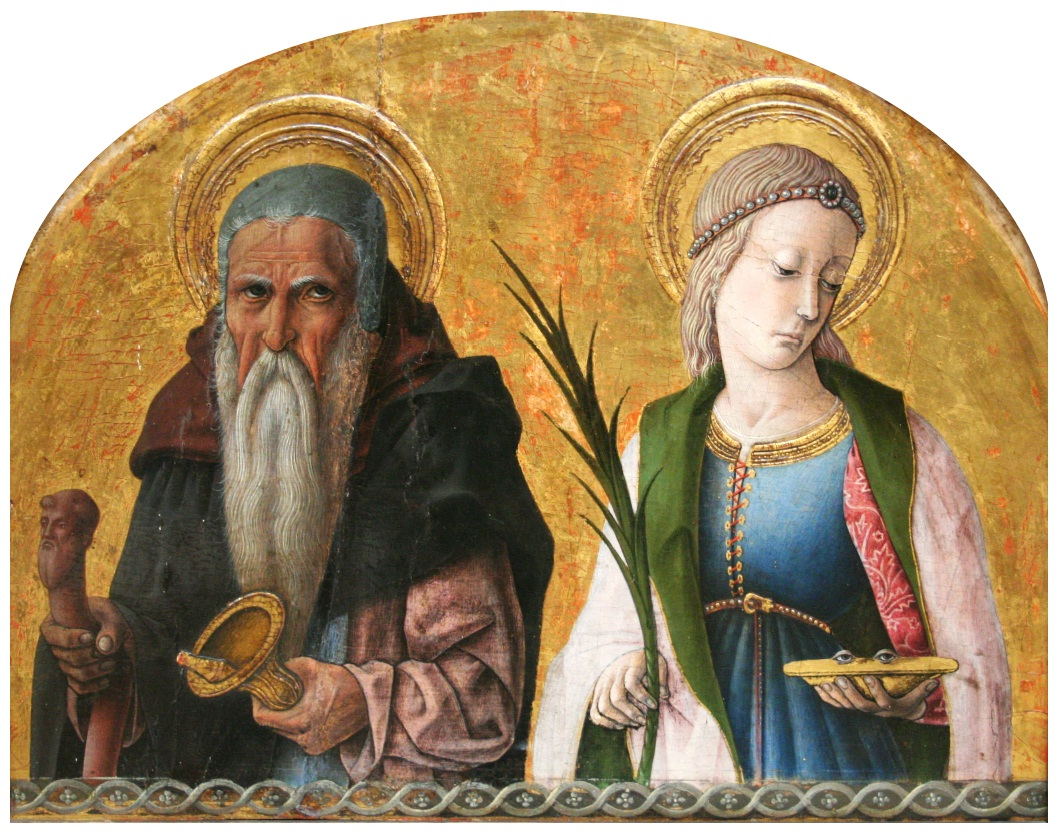
Carlo Crivelli, Święci Antoni i Łucja (ok. 1470)
Leonardo da Vinci, Dama z gronostajem, 1489–1490
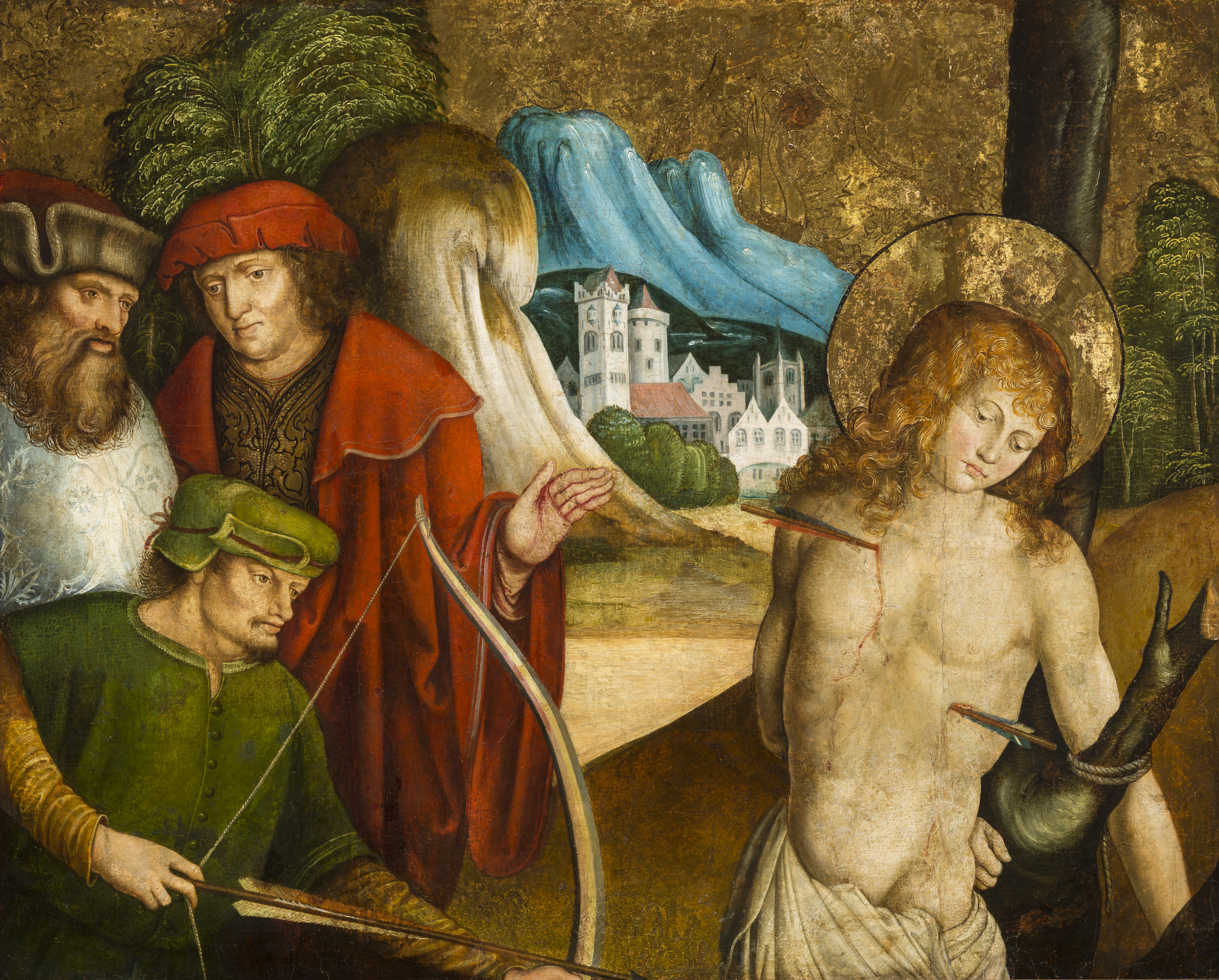
Mistrz z Sigmaringen, Męczeństwo Świętego Sebastiana (1500-1510)
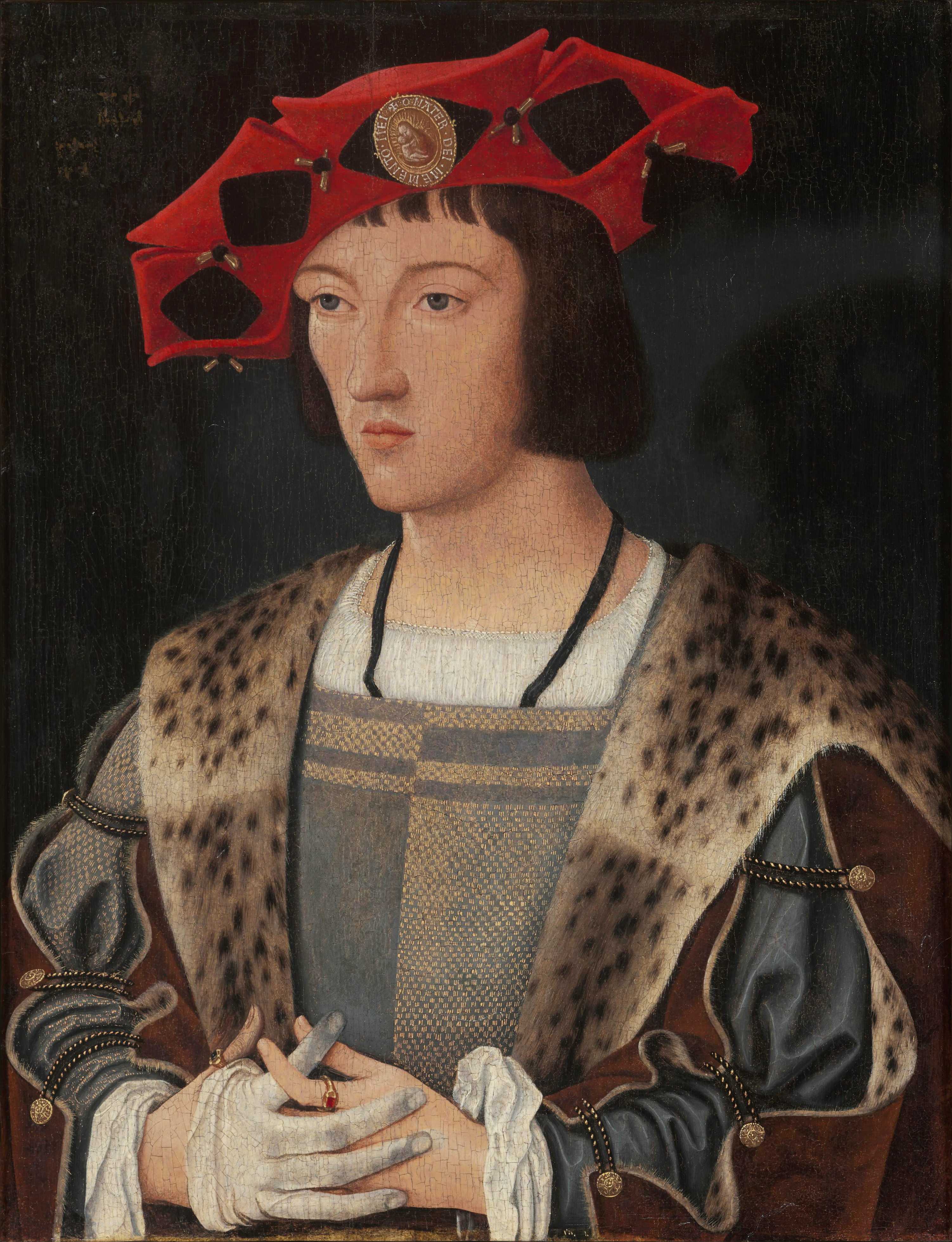
Jan Mostaert, Portret dworzanina (ok. 1520)
Lucas Cranach mł, (pracownia), Rodzina Jagiellonów (ok. 1556 r.)
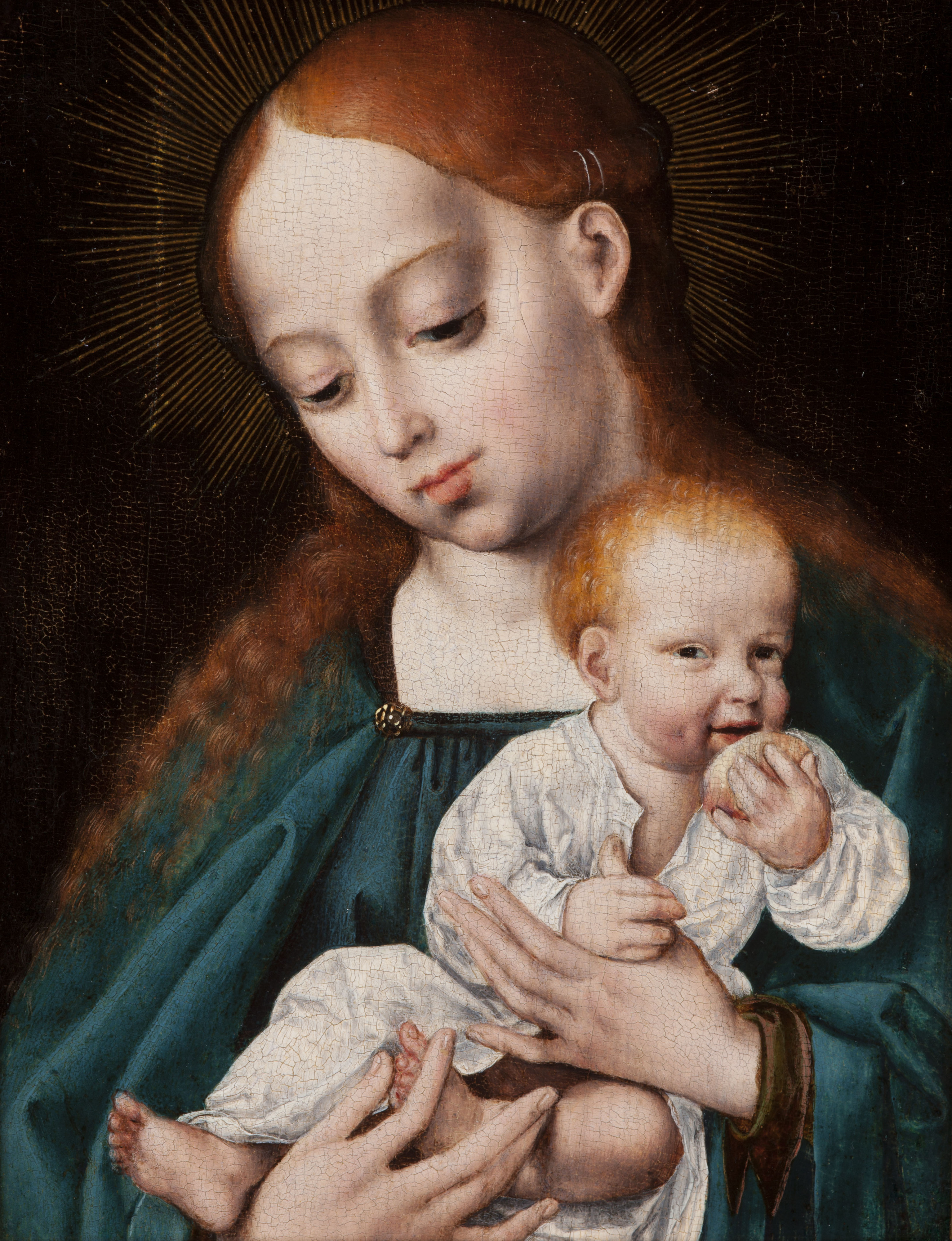
Joos van Cleve, Matka Boska z Dzieciątkiem jedzącym jabłko (1525-1530)
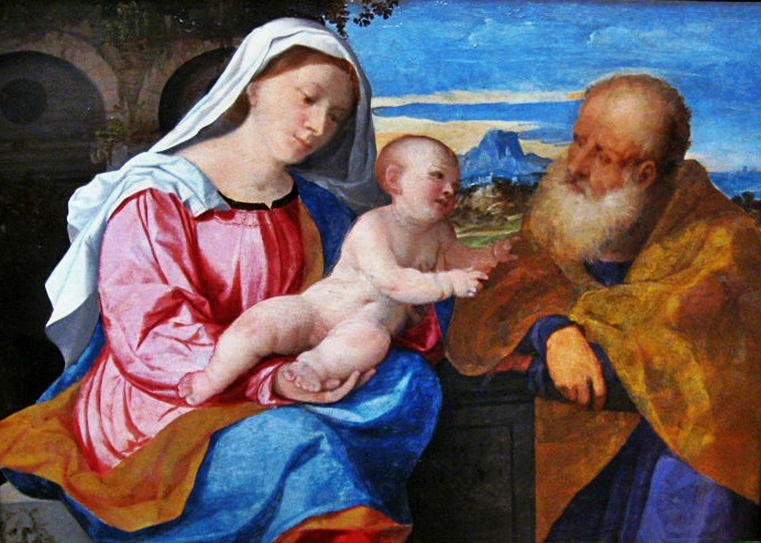
Jacopo Palma il Vecchio, Święta Rodzina (1513-1515)
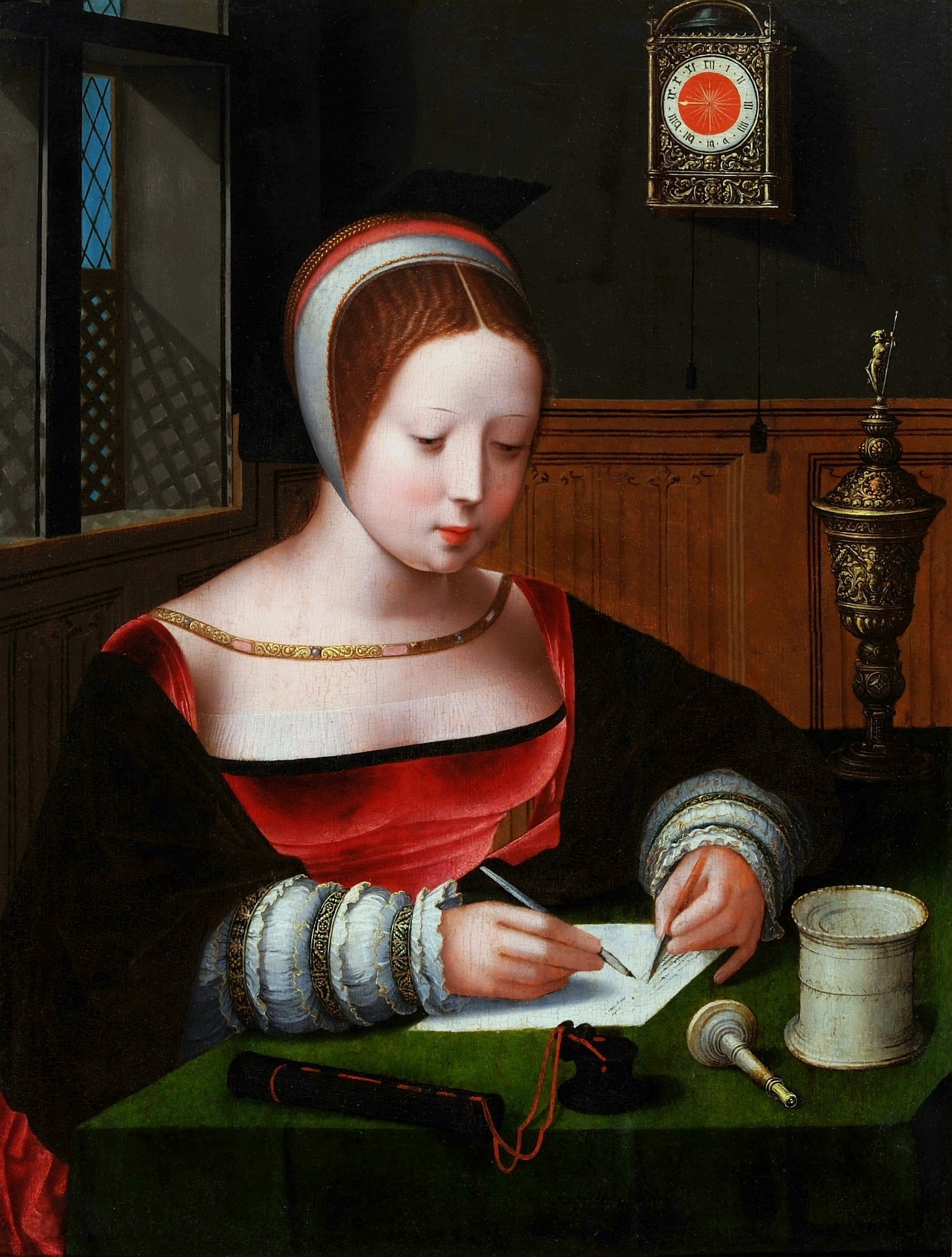
Mistrz Półfigur Kobiecych, Maria Magdalena pisząca (1 połowa XVI wieku)
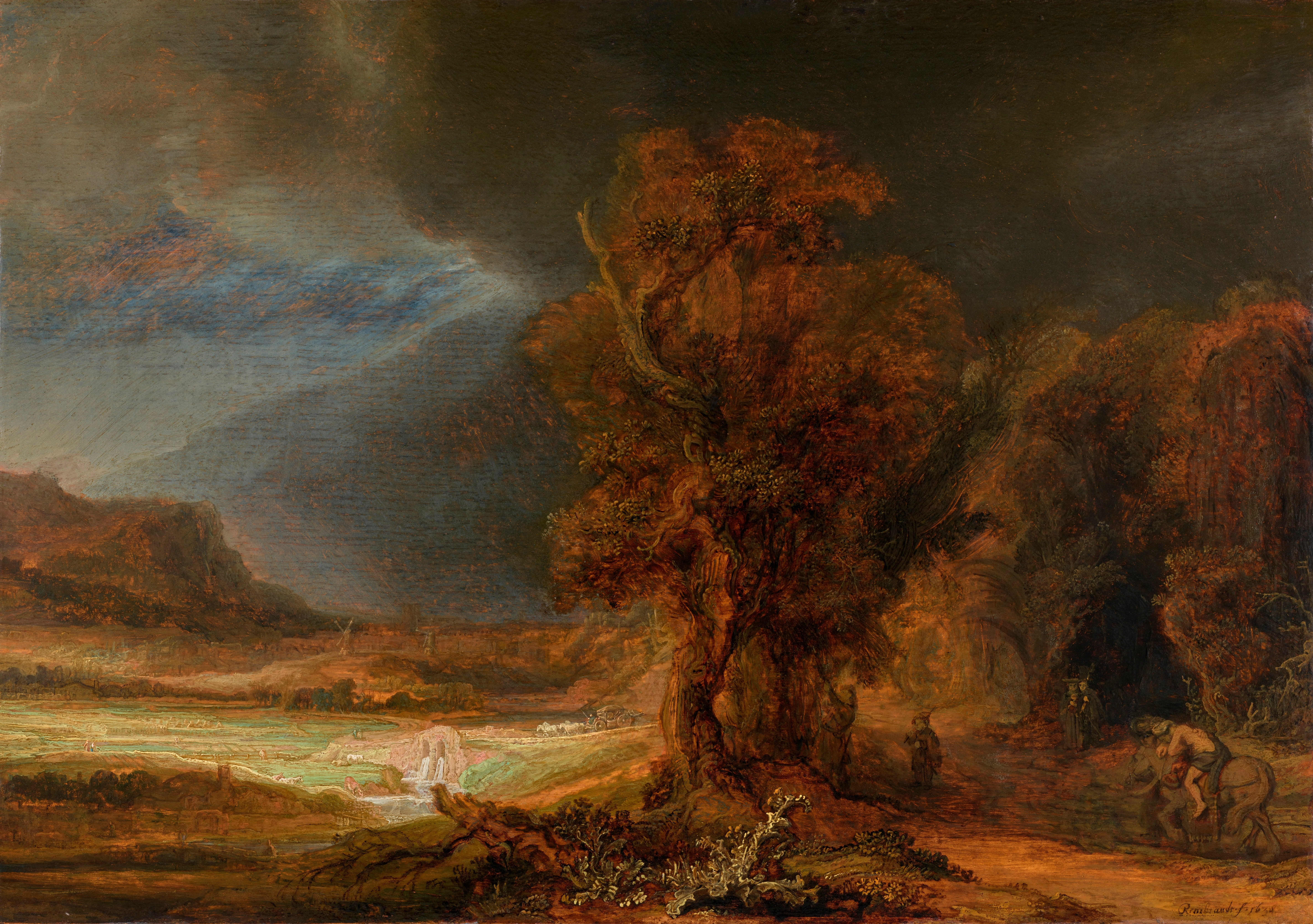
Rembrandt, Krajobraz z miłosiernym Samarytaninem, 1638

### Rzemiosło artystyczne
Zbiór rzemiosła artystycznego obejmuje zarówno obiekty o wysokiej randze artystycznej i historycznej, związane z postaciami zasłużonymi dla historii Polski oraz historii powszechnej, jak również przedmioty o charakterze pamiątek i relikwii. Cenne zespoły tworzą wyroby z kości słoniowej – dzieła artystów bizantyjskich, francuskich, niemieckich i włoskich od wieku XI po XVIII, średniowieczne i renesansowe emalie głównie z warsztatów w Limoges, ale także wyroby lotaryńskie i katalońskie. Reprezentowana jest również renesansowa majolika włoska i hiszpańsko-mauretańska, porcelana miśnieńska, wczesne szkła weneckie, tkaniny i kobierce oraz sztuka orientalna, głównie perska i turecka. Wartościową grupą zabytków są medale polskie i obce oraz kolekcja monet polskich.

Wybrane obiekty z kolekcji rzemiosła artystycznego Muzeum Książąt Czartoryskich
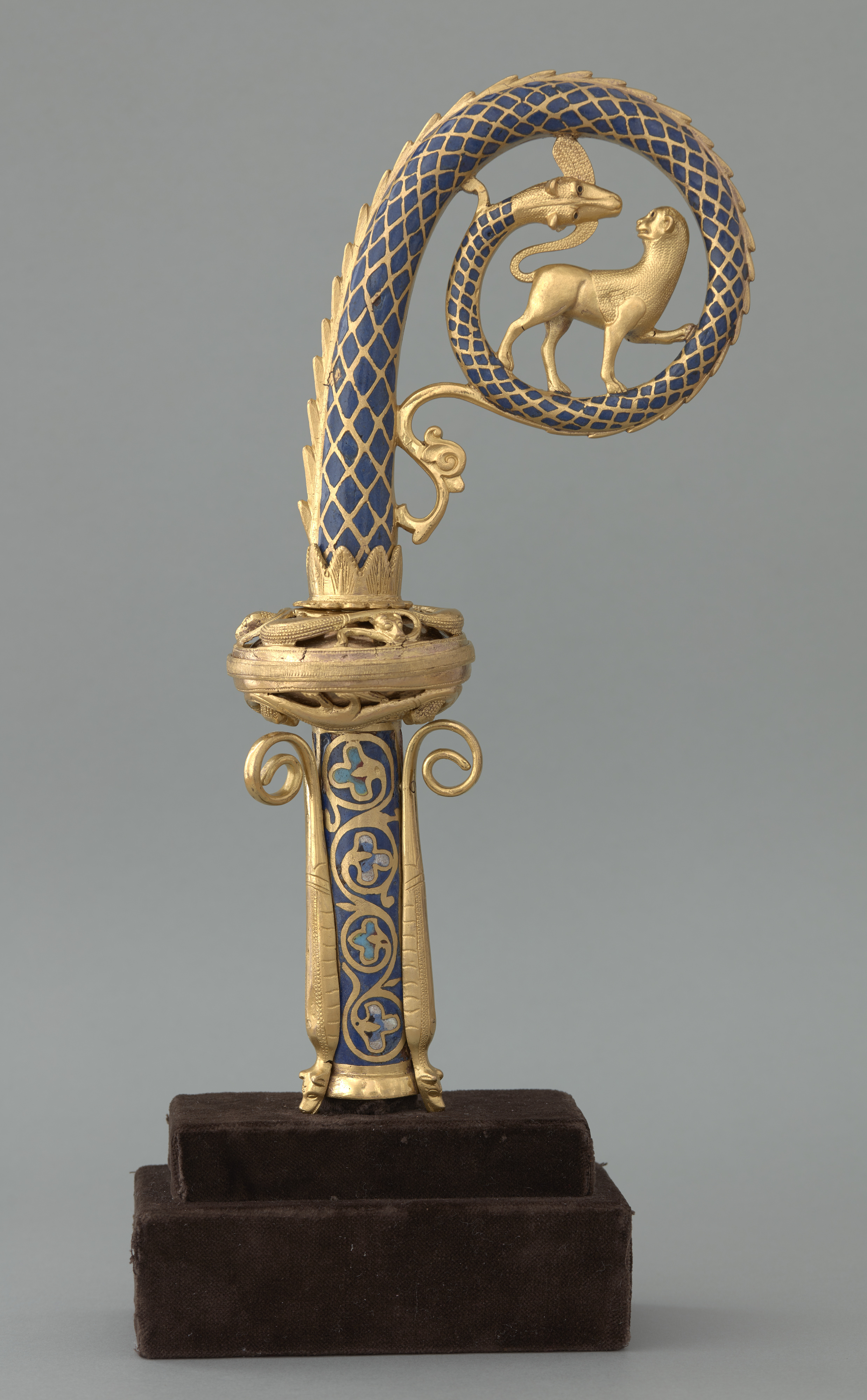
Krzywaśń pastorału (1220-1230)
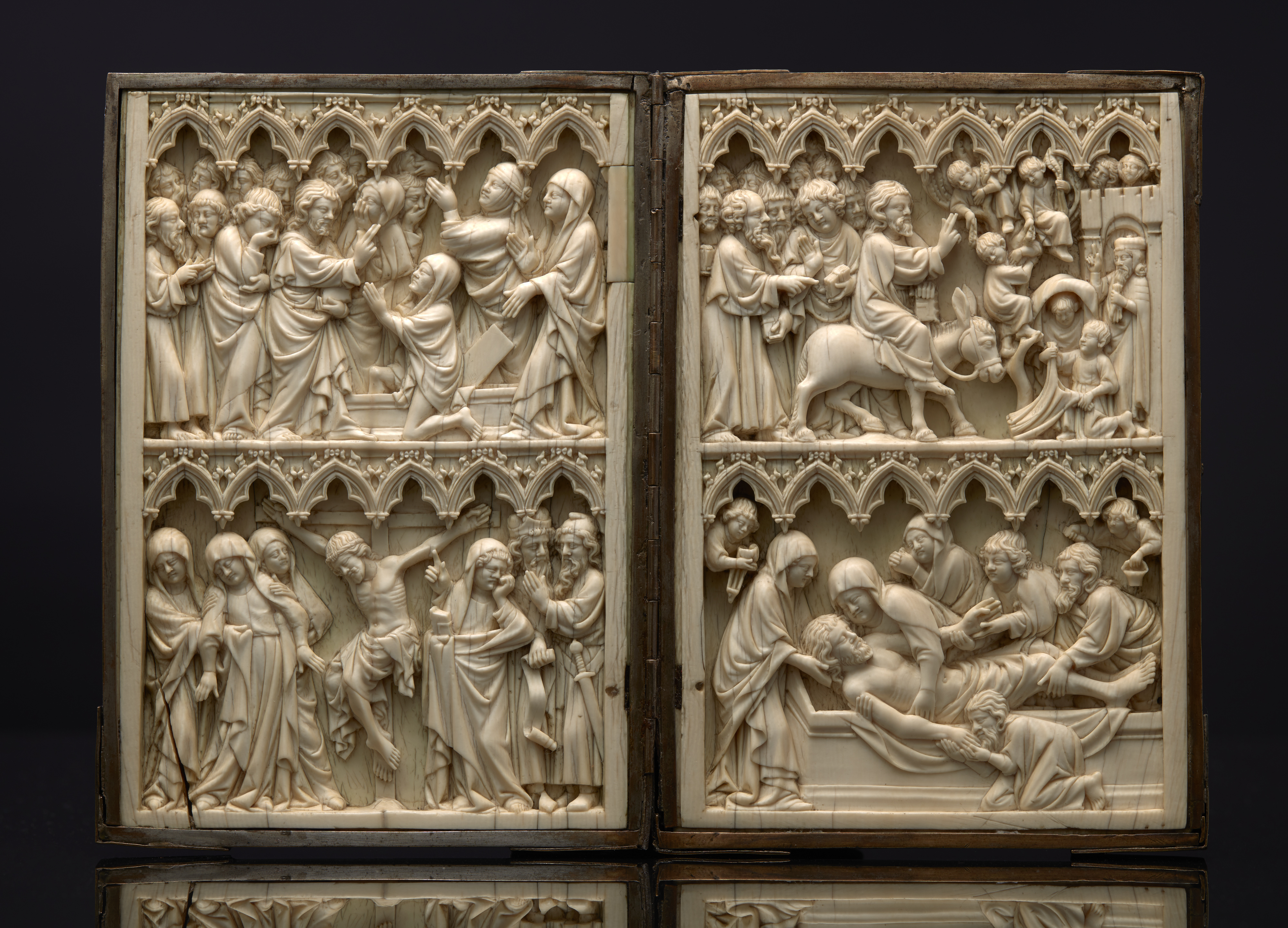
Dyptyk wg tradycji po królowej Jadwidze Andegaweńskiej (1350-1375)
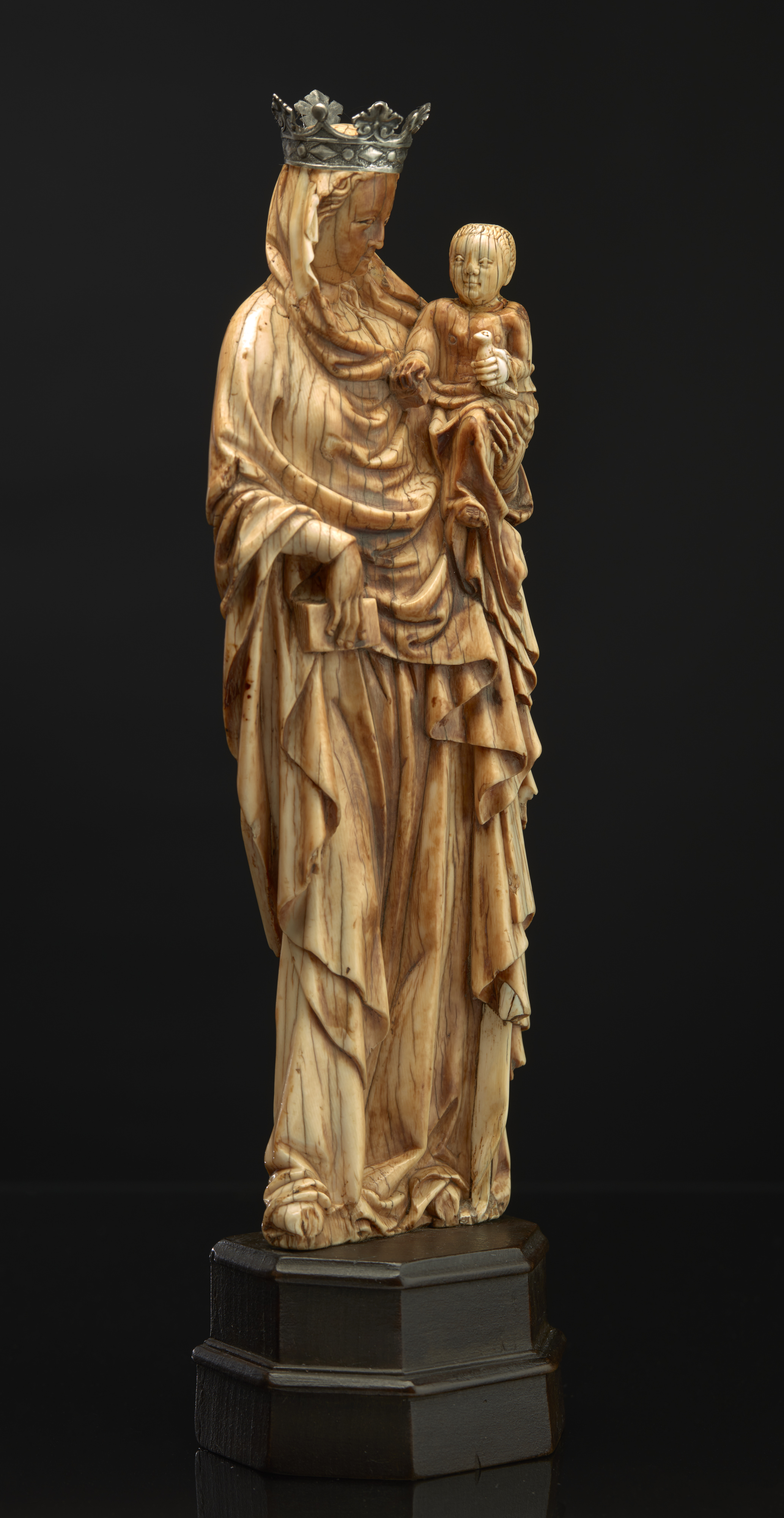
Madonna z Dzieciątkiem (ok. 1350)
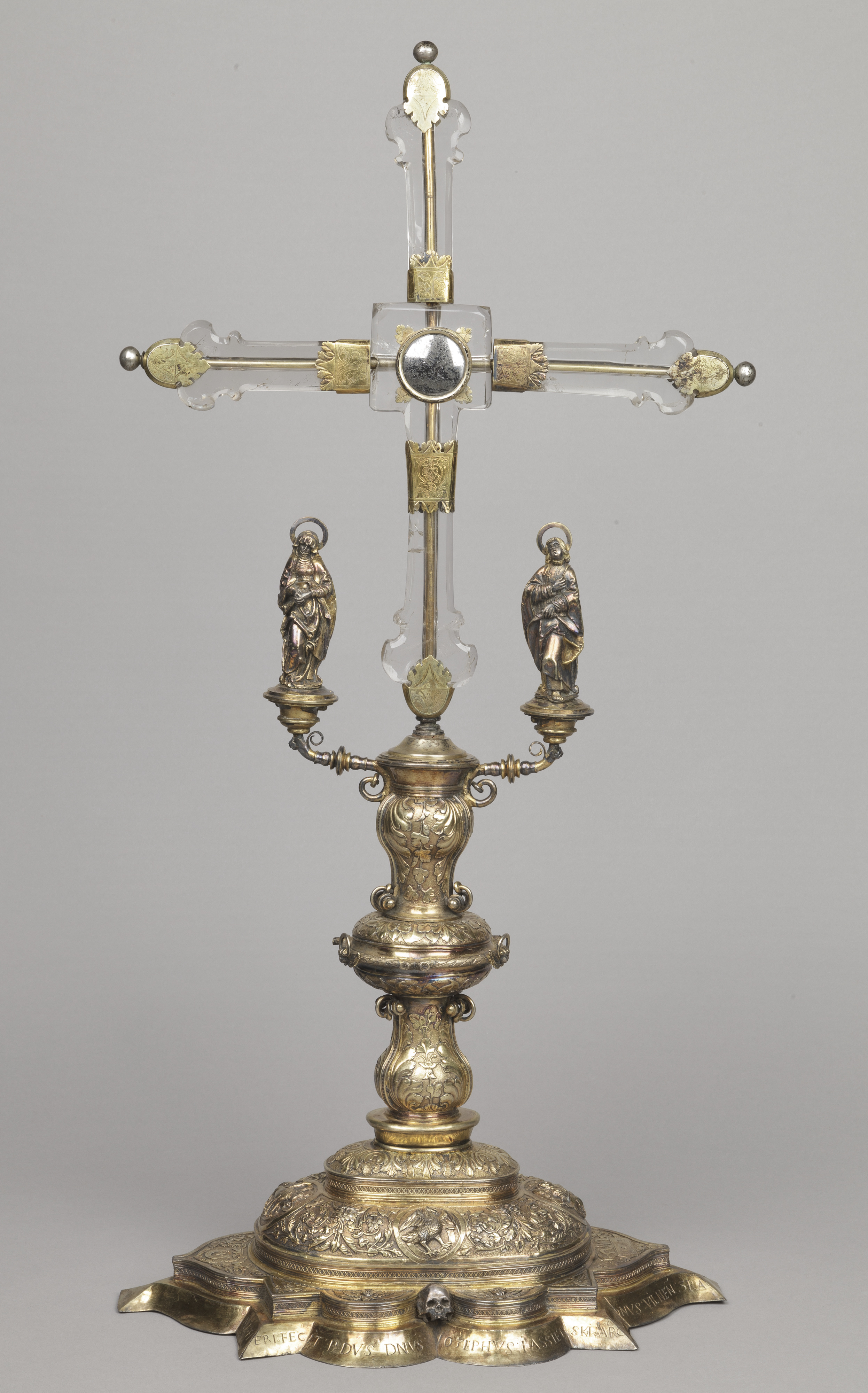
Krzyż pacyfikał fundacji Józefa Jasieńskiego (1543)
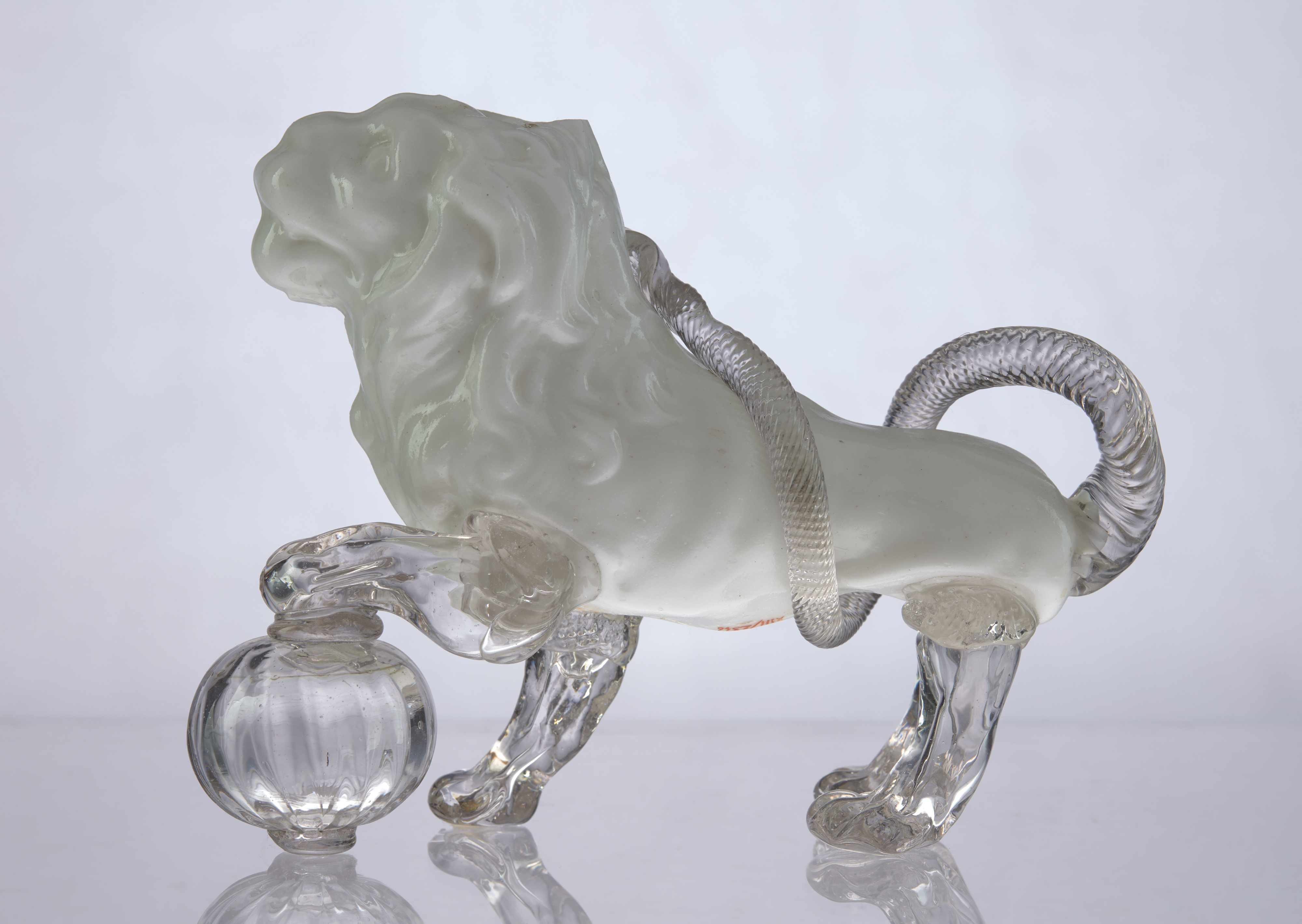
Figurka lwa (przełom XVII i XVIII wieku)
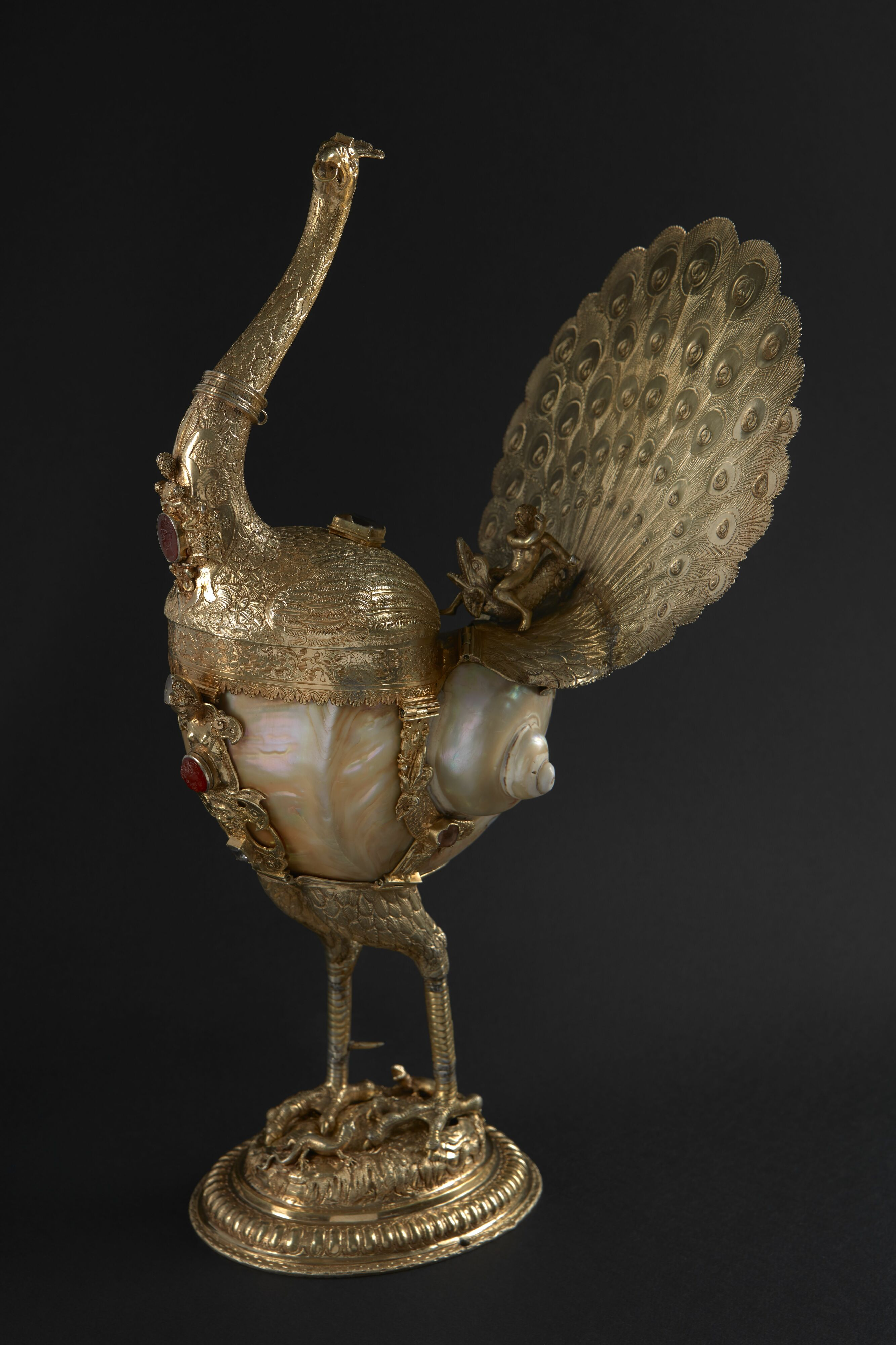
Puchar w kształcie pawia (ok. 1600)
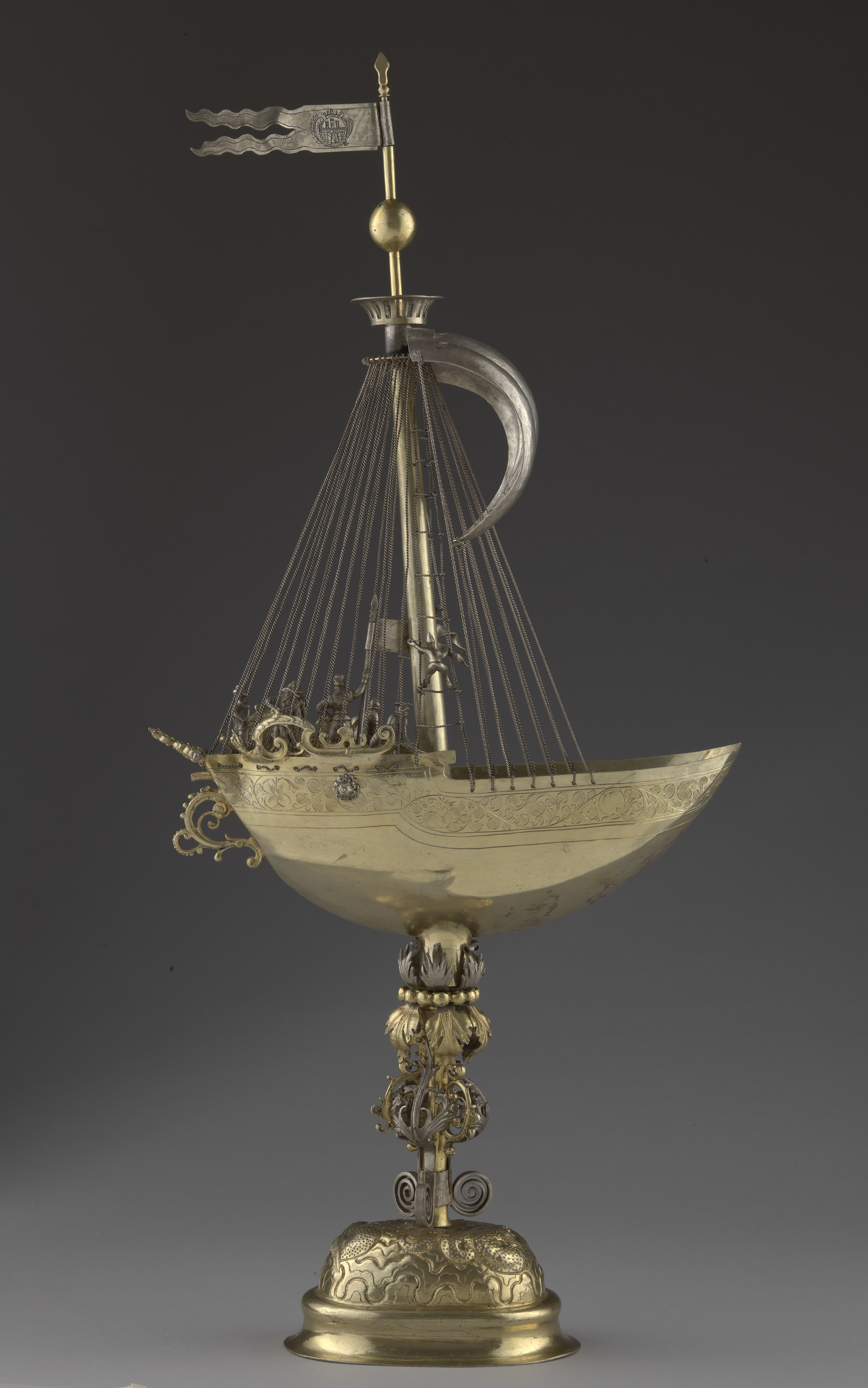
Pucharek w kształcie okrętu (1600-1625)
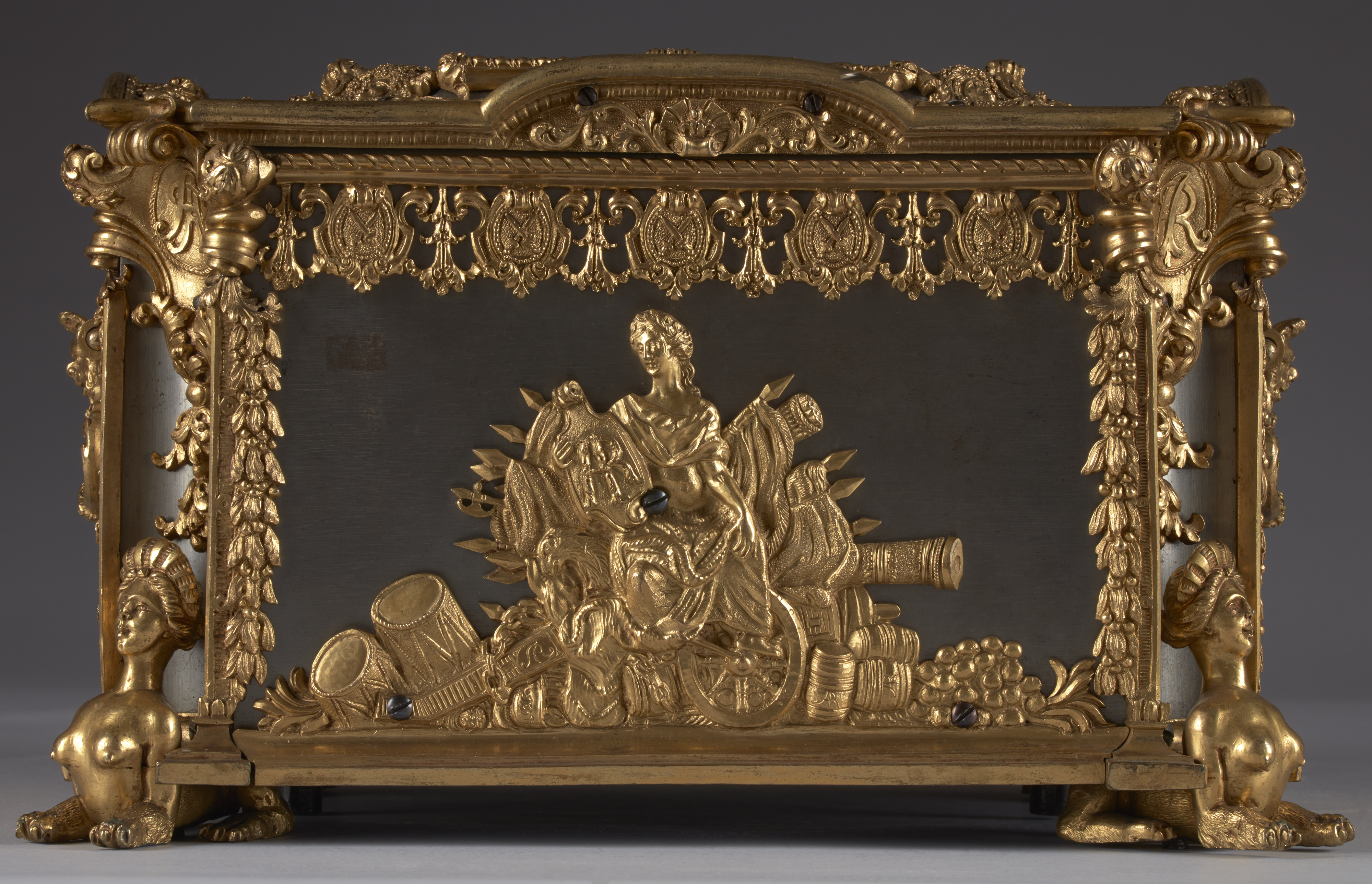
Szkatuła pancerna (przed 1738)
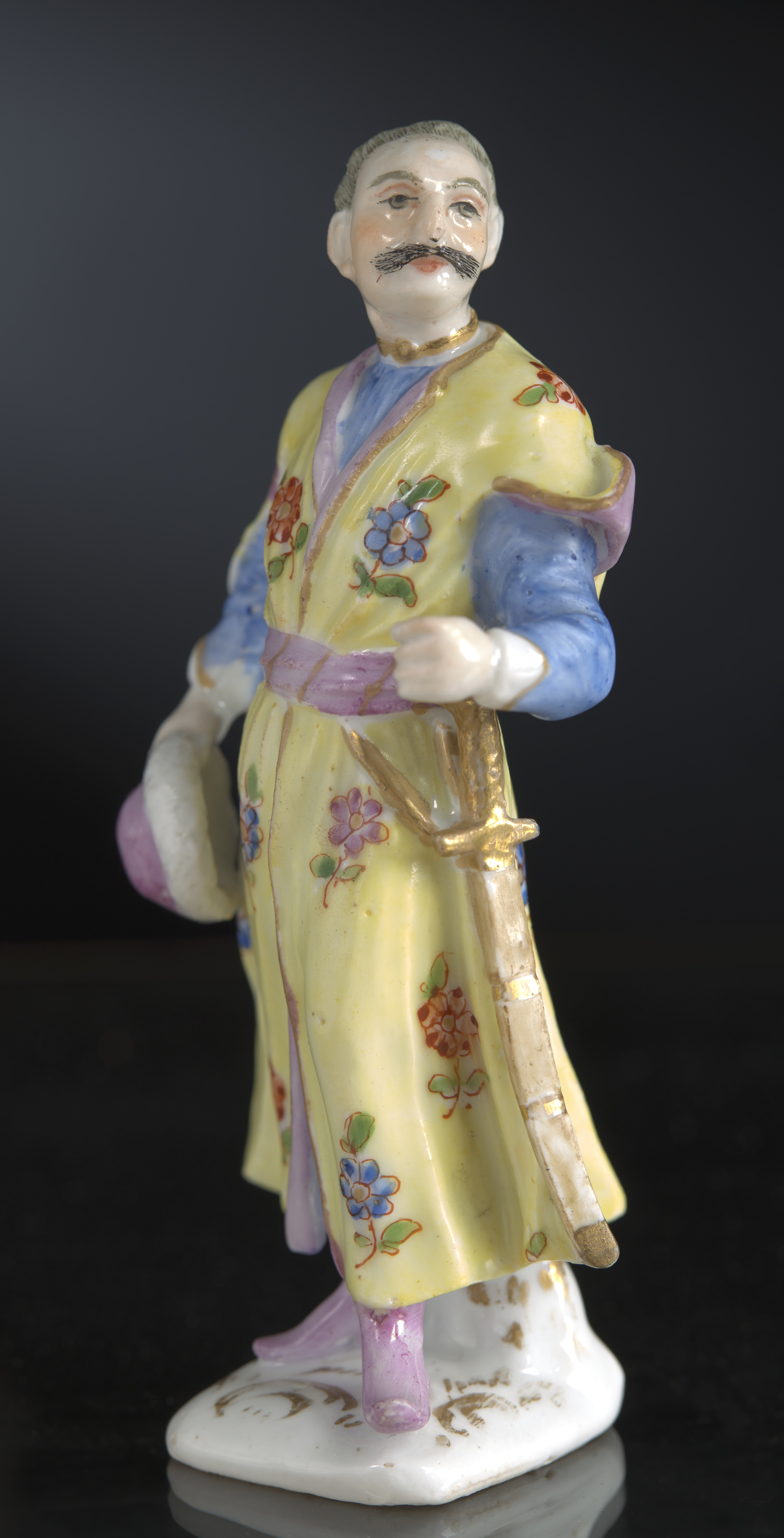
Figurka szlachcica (ok. 1755)

### Zbrojownia
Zbrojownia Muzeum Czartoryskich, choć niewielka, należy do najcenniejszych w kraju. Większość jej zabytków pochodzi z pierwotnej kolekcji puławskiej, ze Świątyni Sybilli (założonej w 1801 r.) i z Domu Gotyckiego (z 1809 r.).

Wybrane obiekty ze Zbrojowni Muzeum Książąt Czartoryskich
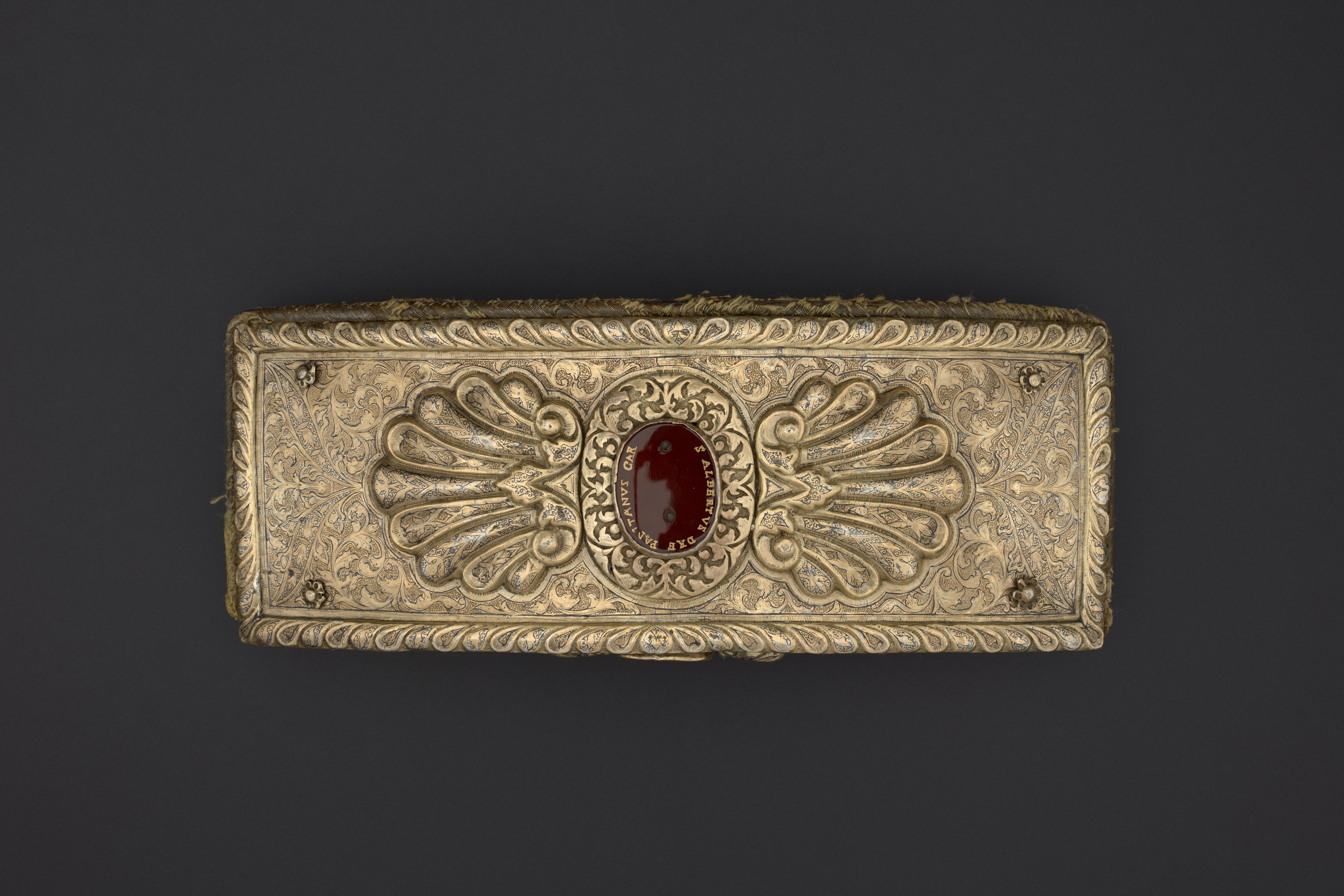
Ładownica (przełom XVII i XVIII wieku)
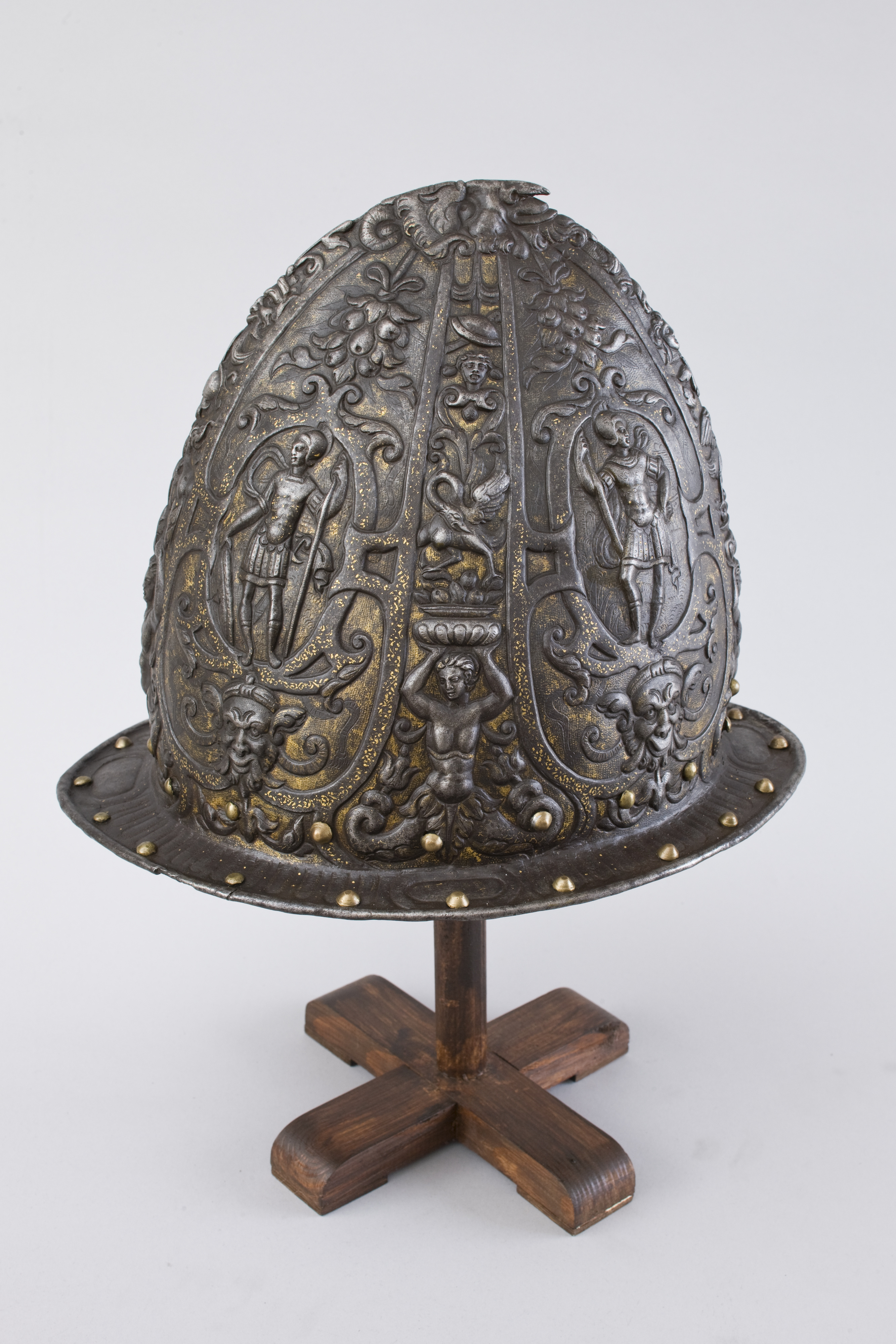
Morion, wg tradycji po Karolu Śmiałym  (ok. 1585)
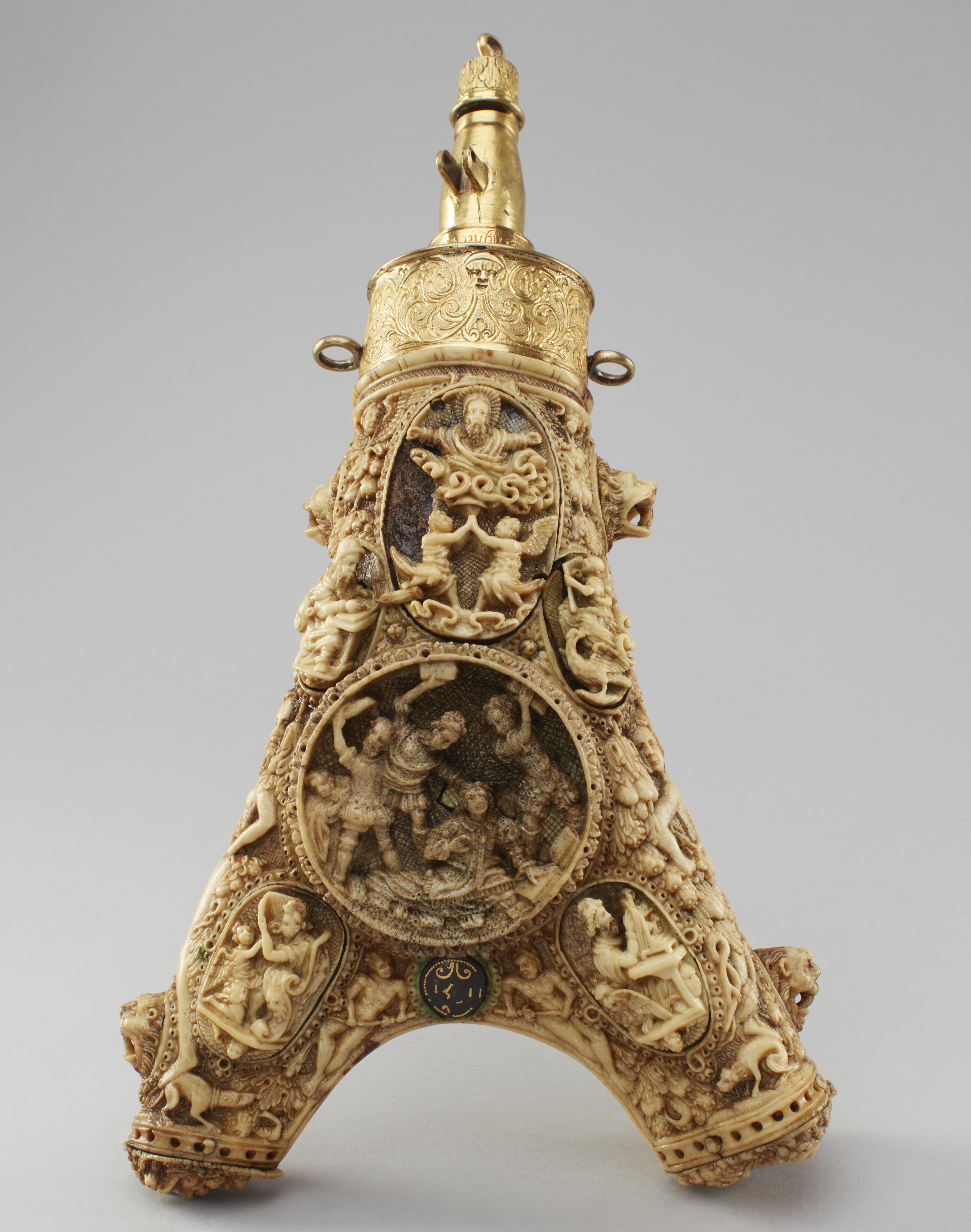
Prochownica wg tradycji po Henryku VIII (1531)
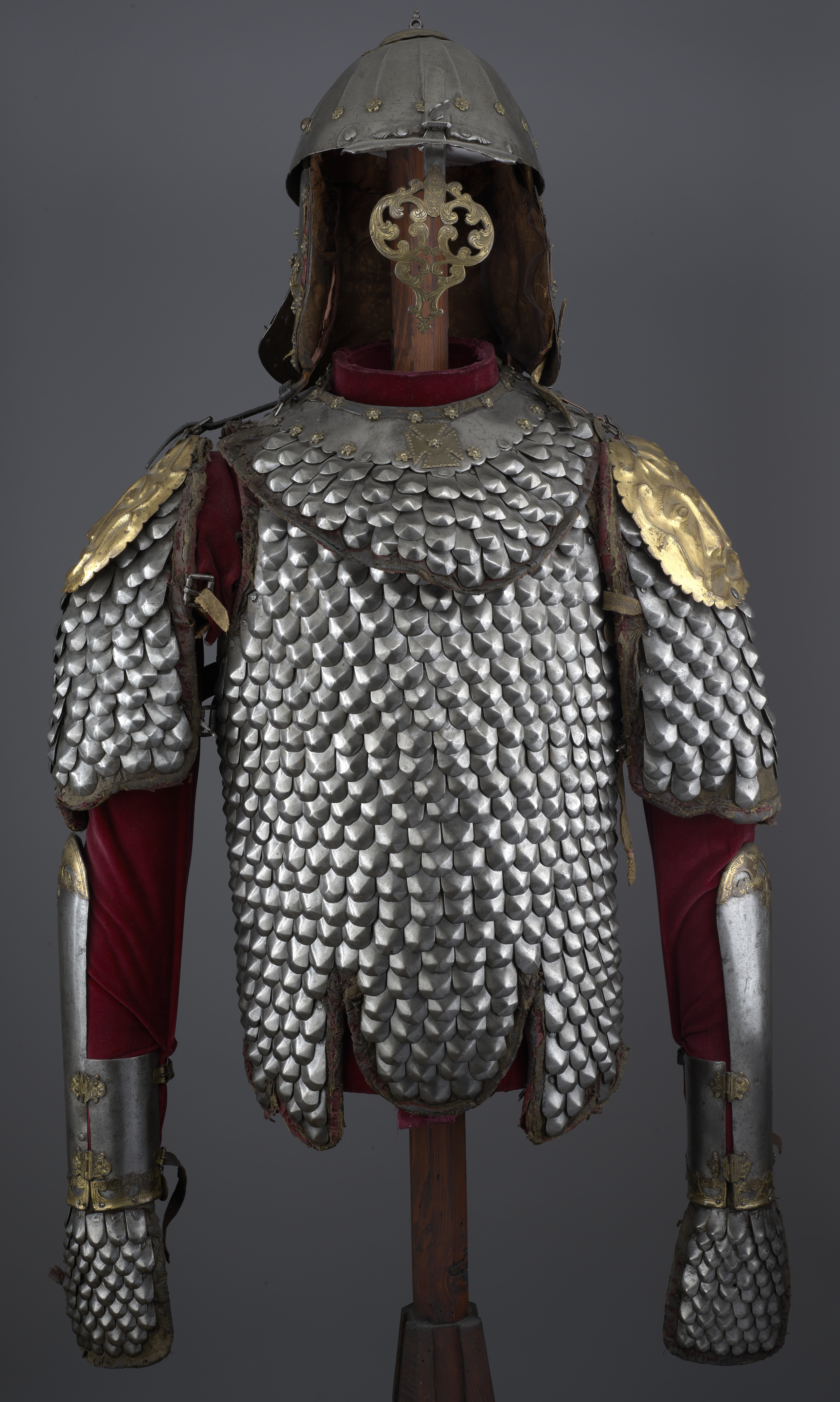
Pancerz karacenowy  (2 poł. XVII wieku)
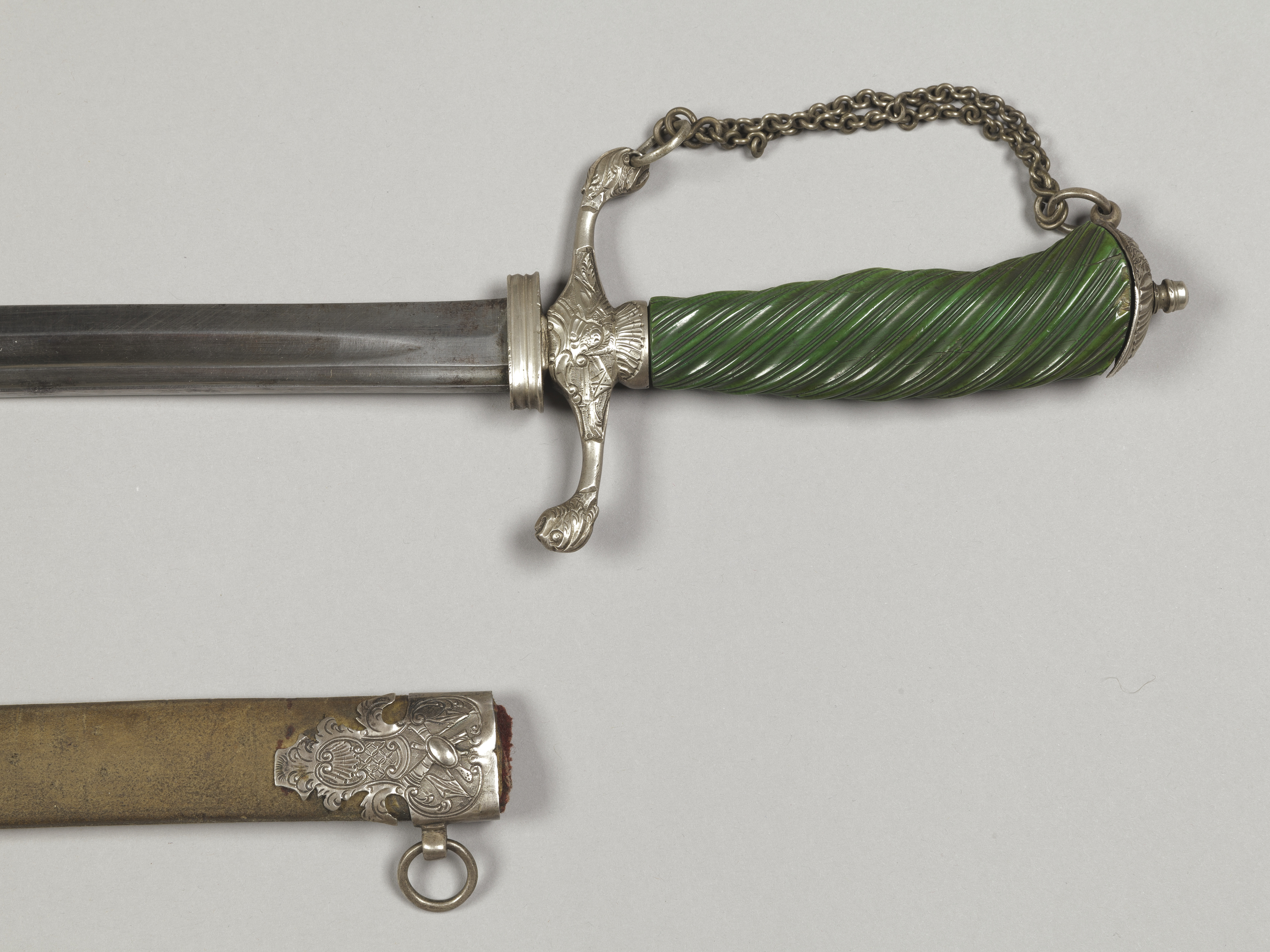
Kordelas z pochwą Jamesa Cooka (XVIII wiek)

### Gabinet Rycin i Rysunków
W zbiorach Gabinetu Rycin i Rysunków znajdują się zabytki przedstawiające portrety osobistości polskich i cudzoziemców, ryciny o tematyce historycznej oraz religijnej a także widoki miejscowości polskich i zagranicznych. W kolekcji przechowywane są dzieła  artystów jak  Jacques Callot, Stefano Della Bella, Jan Piotr Norblin.
Szczególną wartością odznaczają się przykłady grafiki włoskiej z XV i XVI w., zbiór rycin manierystów antwerpskich, a także ryciny Albrechta Dürera, 12 wielkich pejzaży według Petera Bruegela Starszego, Krajobraz z trzema drzewami Rembrandta. Osobną grupę stanowią rysunki zagraniczne jak np. Trzy głowy kobiece Gerarda Davida, czy prace Pietera Bruegela Starszego, Giandomenica Tiepola i innych. W kolekcji znajdują się również plany architektoniczne, m.in. związane z przebudową kamienic na rogu ulic św. Jana i Pijarskiej, dawnego klasztoru Pijarów oraz Arsenału na kompleks budynków Muzeum i Biblioteki Czartoryskich.

Wybrane obiekty z Gabinetu Rycin i Rysunków
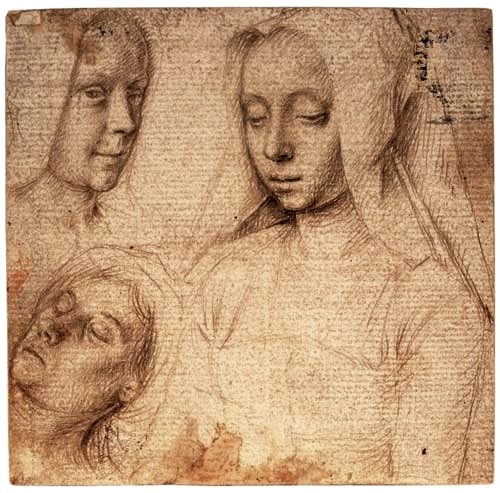
Gerard David, Studium głów
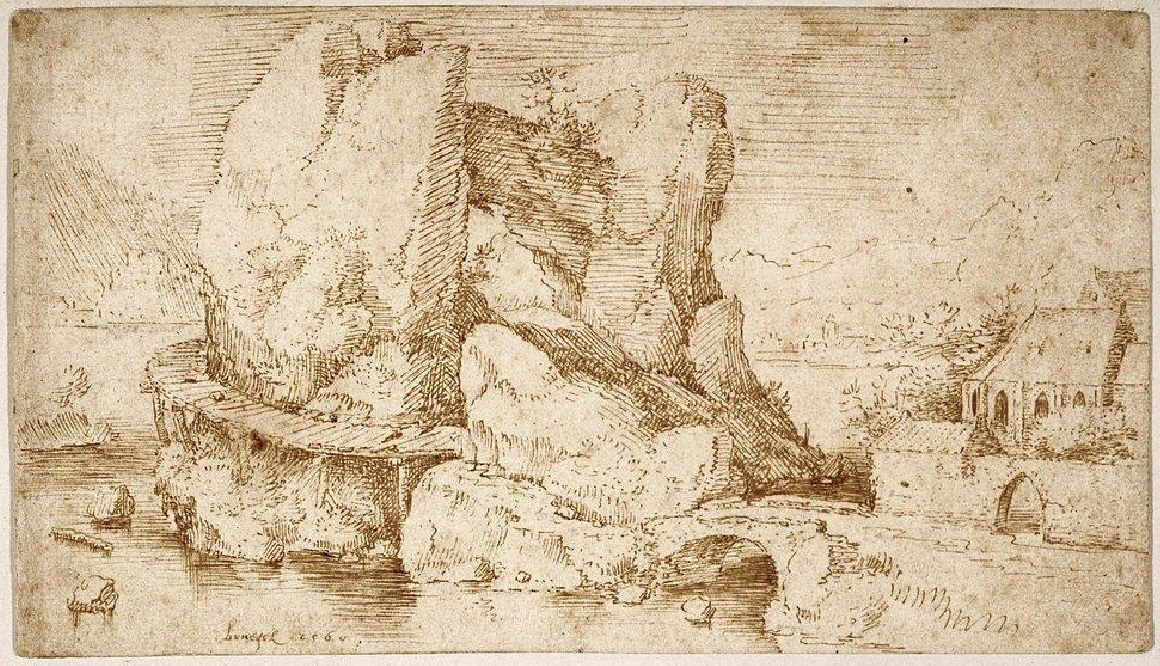
Pieter Bruegel St., Krajobraz ze skalistą wyspą
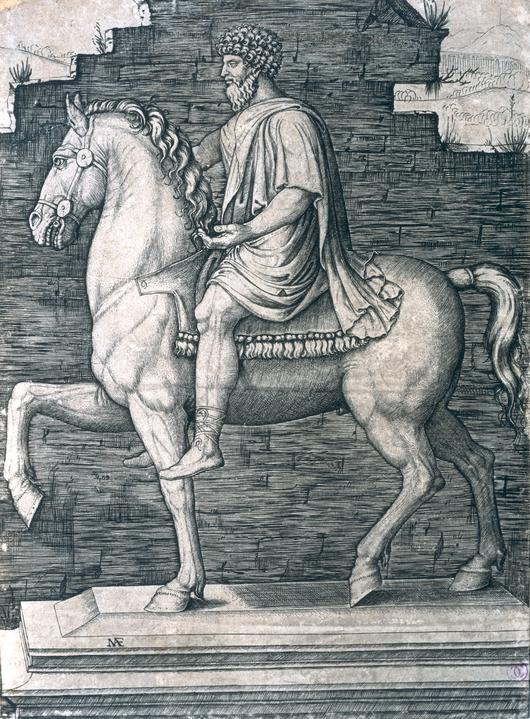
Marcantonio Raimondi, Pomnik Marka Aureliusza
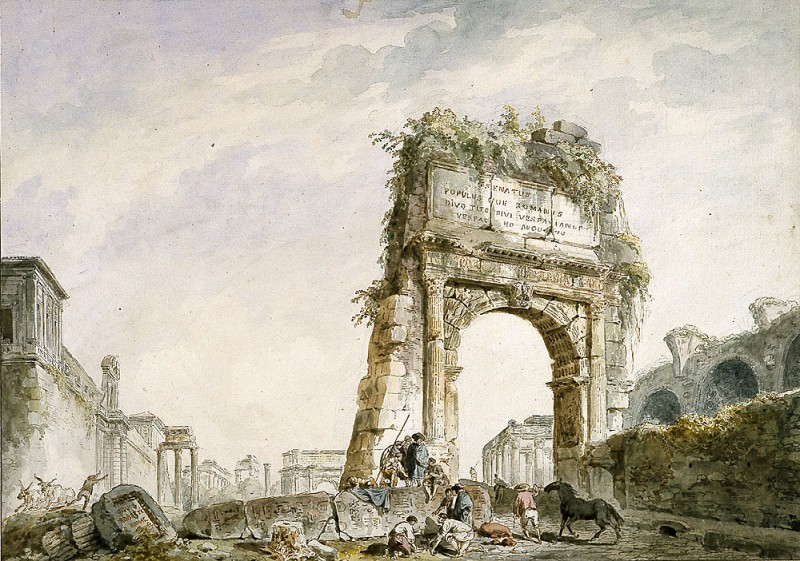
Hubert Robert, Łuk triumfalny Tytusa
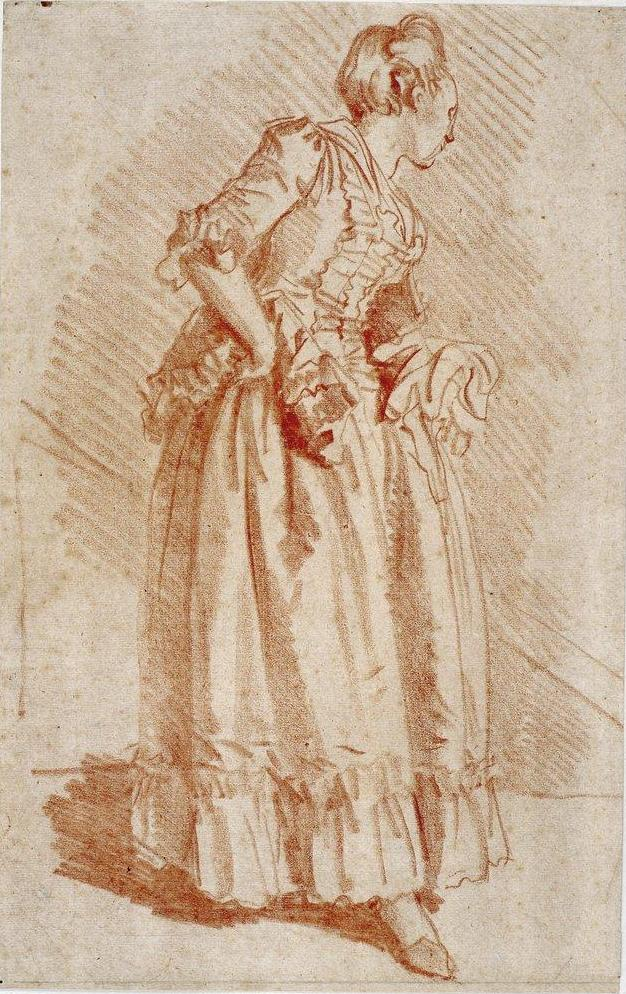
Jean-Honoré Fragonard, Studium kobiecej postaci

## Straty wojenne
Muzeum Książąt Czartoryskich w Krakowie utraciło w okresie II wojny światowej część swoich najcenniejszych zbiorów. Po zakończeniu wojny powróciły do Muzeum obrazy Leonarda da Vinci i Rembrandta oraz kilka innych cennych przedmiotów to  lista strat wojennych Muzeum Czartoryskich liczy 377 złotych monet oraz 329 muzealiów.  Wśród nich są m.in. obraz Rafaela Portret młodzieńca, pamiątki po monarchach i wybitnych polskich osobistościach, zgromadzone przez księżną Izabelę Czartoryską w tzw. Szkatule Królewskiej oraz przedmioty z kolekcji rzemiosła artystycznego, militariów, tkanin, zabytków archeologicznych, grafiki i malarstwa.

Wybór dzieł sztuki utraconych w wyniku grabieży w trackie II wojny światowej
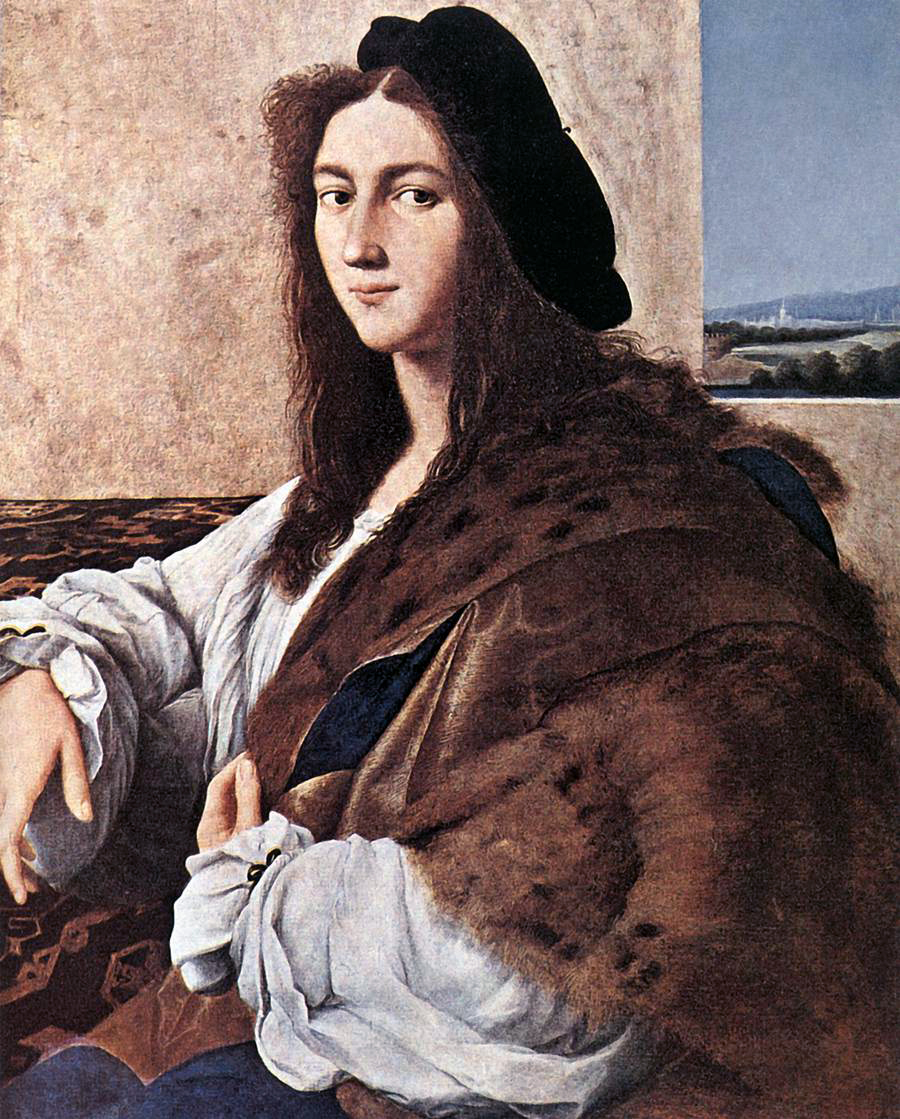
Rafael Santi, Portret Młodzieńca
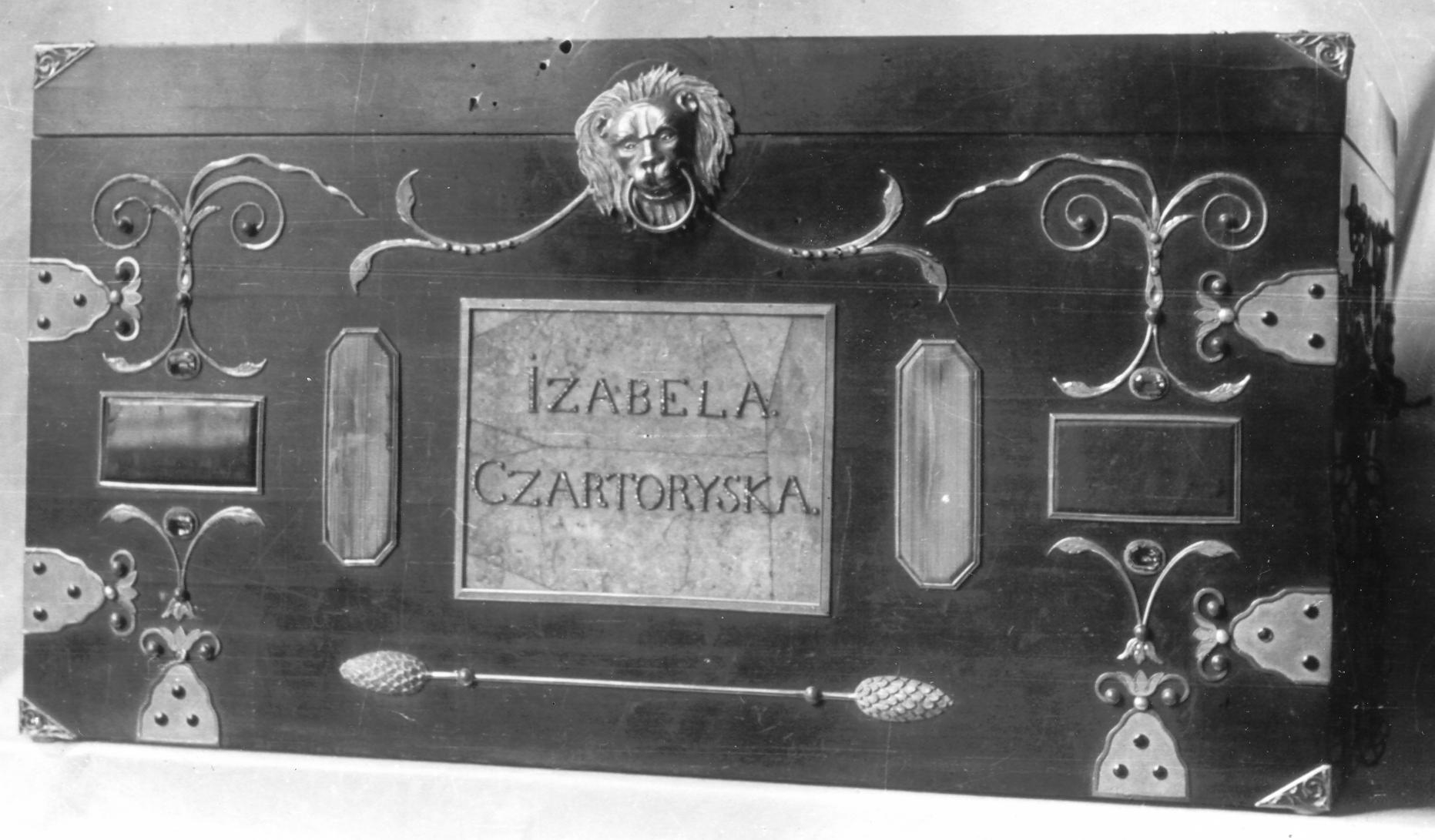
Szkatuła królewska
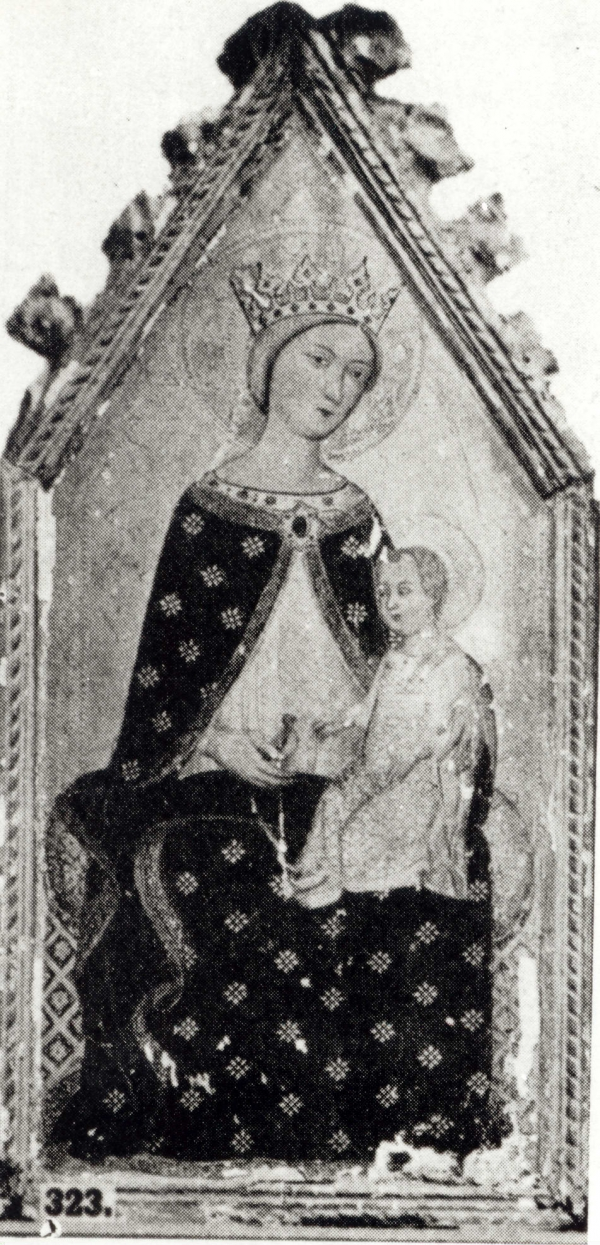
Madonna siedząca z Dzieciątkiem, środkowa część tryptyku
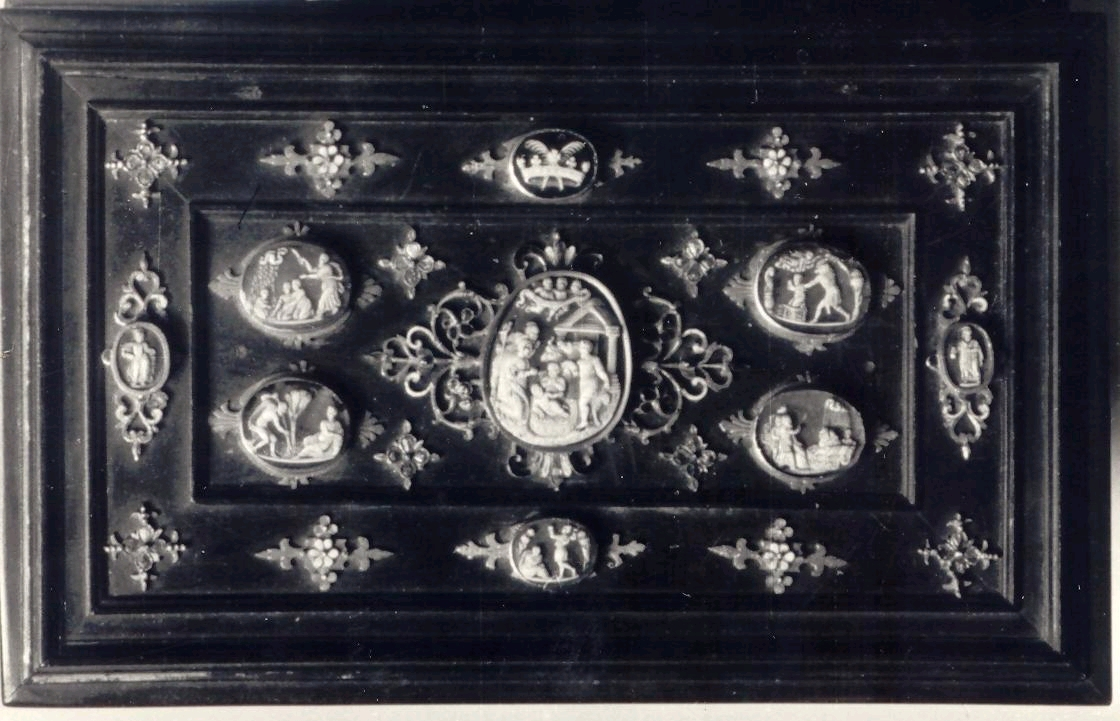
Szkatuła królowej Bony Sforzy
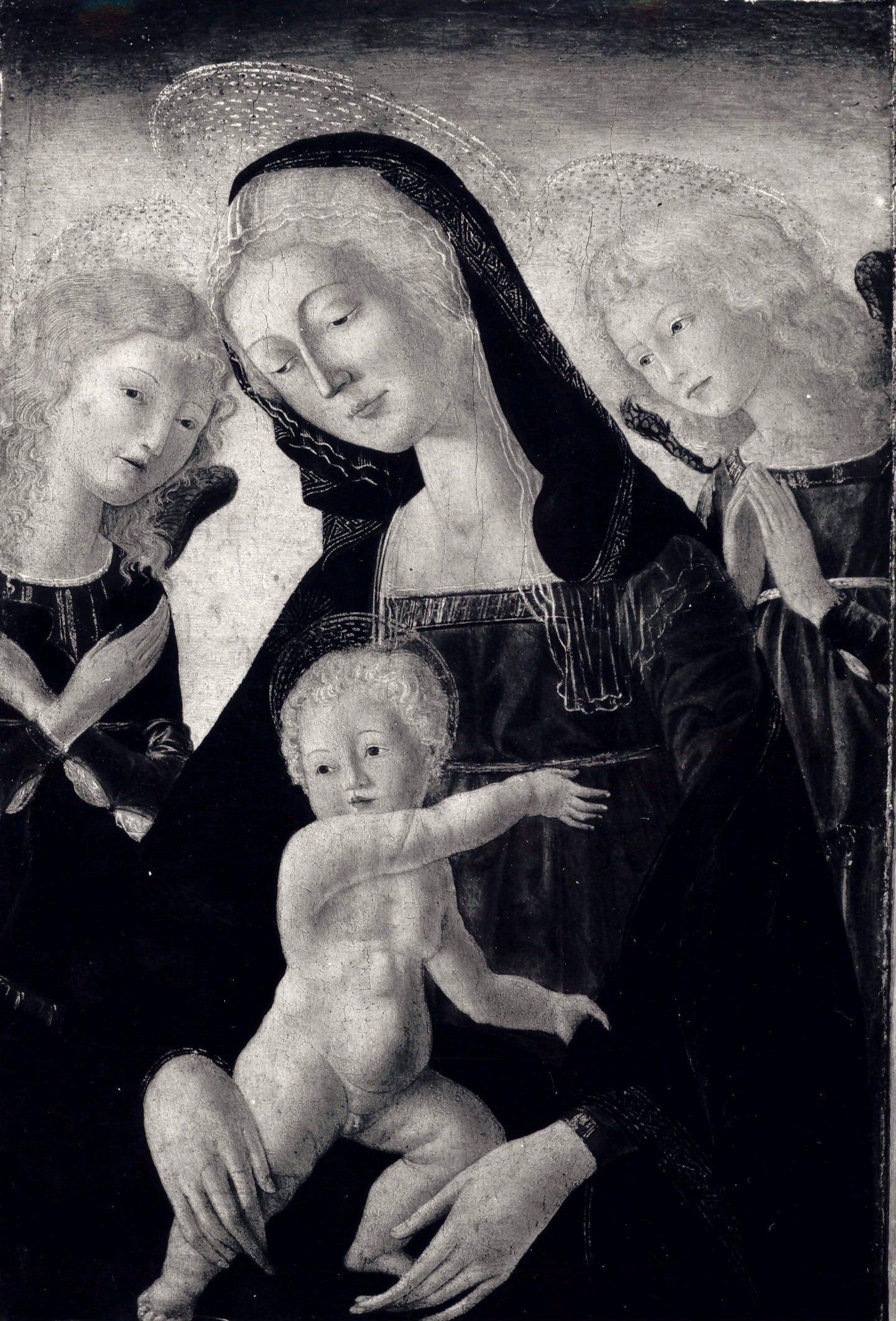
Neroccio di Bartolomeo dei Landi, Madonna z Dzieciątkiem i dwoma aniołami

## Biblioteka Książąt Czartoryskich
Biblioteka Książąt Czartoryskich jest jedną z najstarszych polskich bibliotek rodowych. Założycielami kolekcji byli — na przełomie XVIII i XIX wieku —  Adam Kazimierz i Izabela z Flemingów Czartoryscy. Ich syn, Adam Jerzy, kontynuował działalność kolekcjonerską, pragnąc stworzyć bibliotekę narodową, która stanowiłaby warsztat naukowy do badań nad historią i literaturą ojczystą. Książę Władysław Czartoryski w 1874 r. ulokował rodzinne zbiory biblioteczne w oddanym na ten cel przez władze Krakowa byłym Arsenale Miejskim. W ten sposób otwarta kilka lat później ekspozycja muzealna i biblioteka stworzyły zakład naukowy. Od 1961 r. księgozbiór znajduje się w specjalnie wybudowanej na ten cel kamienicy przy ul. św. Marka 17 w Krakowie.

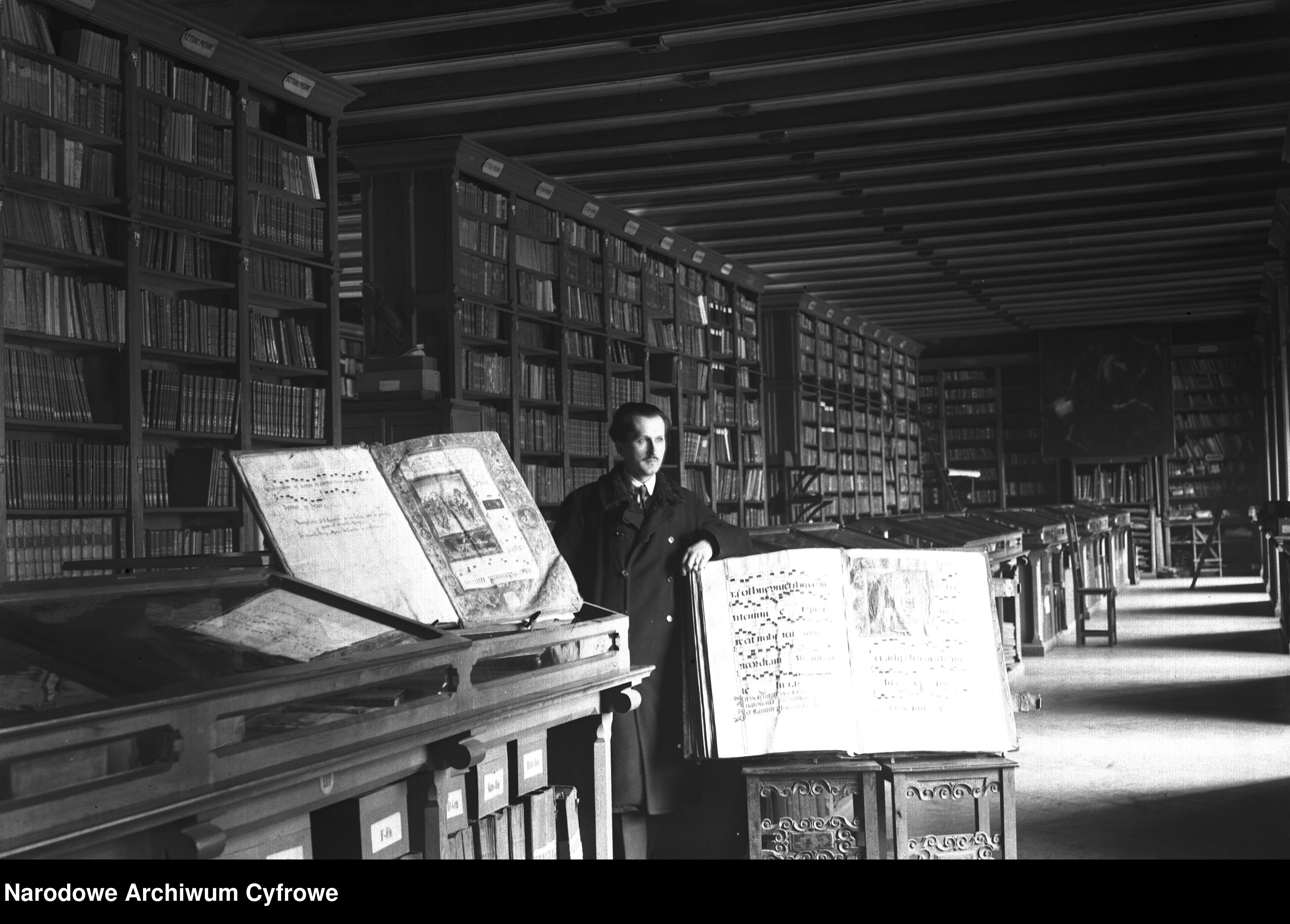
Wnętrze biblioteki w Arsenale Miejskim
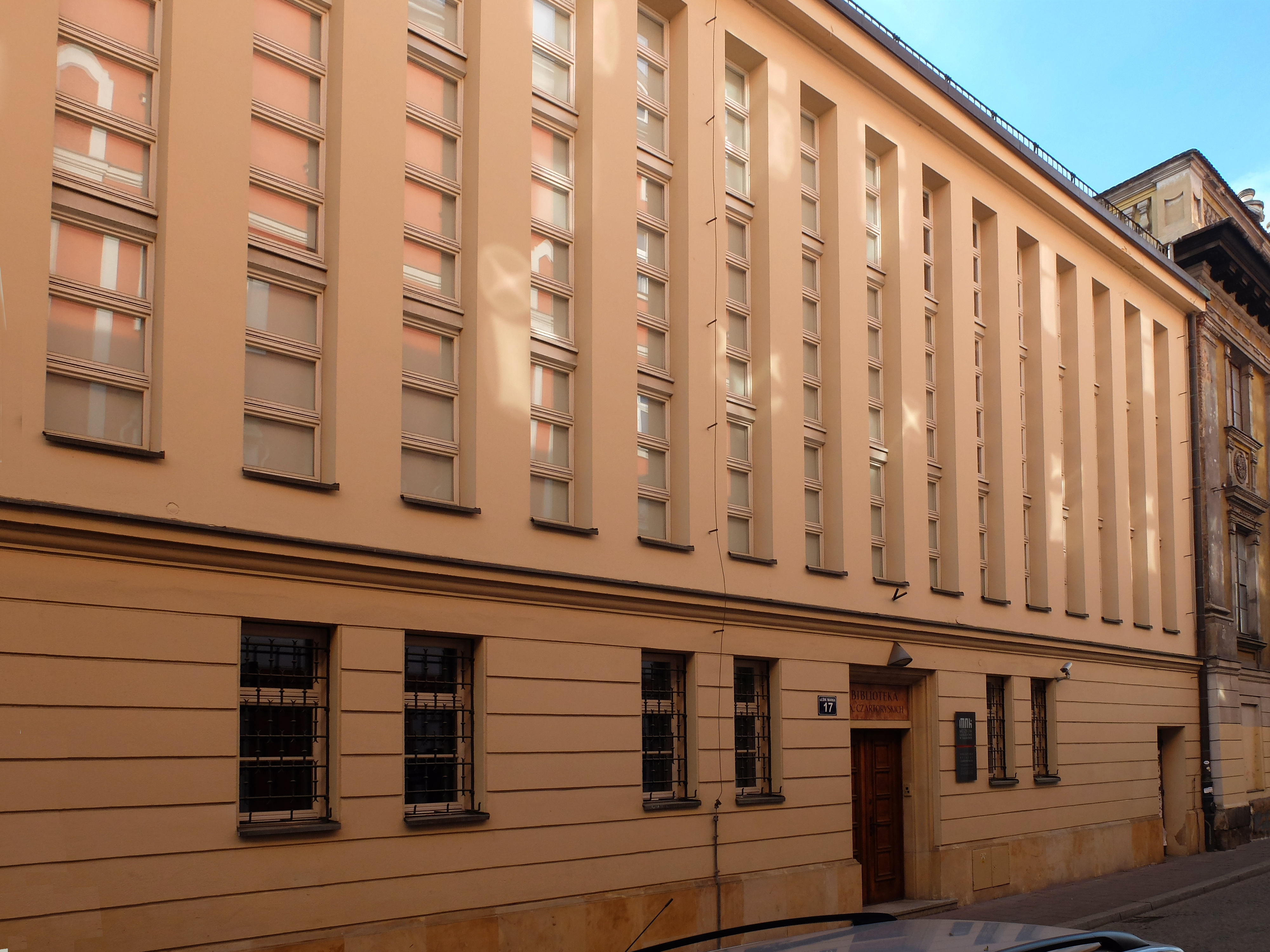
Budynek biblioteki przy ulicy św. Marka
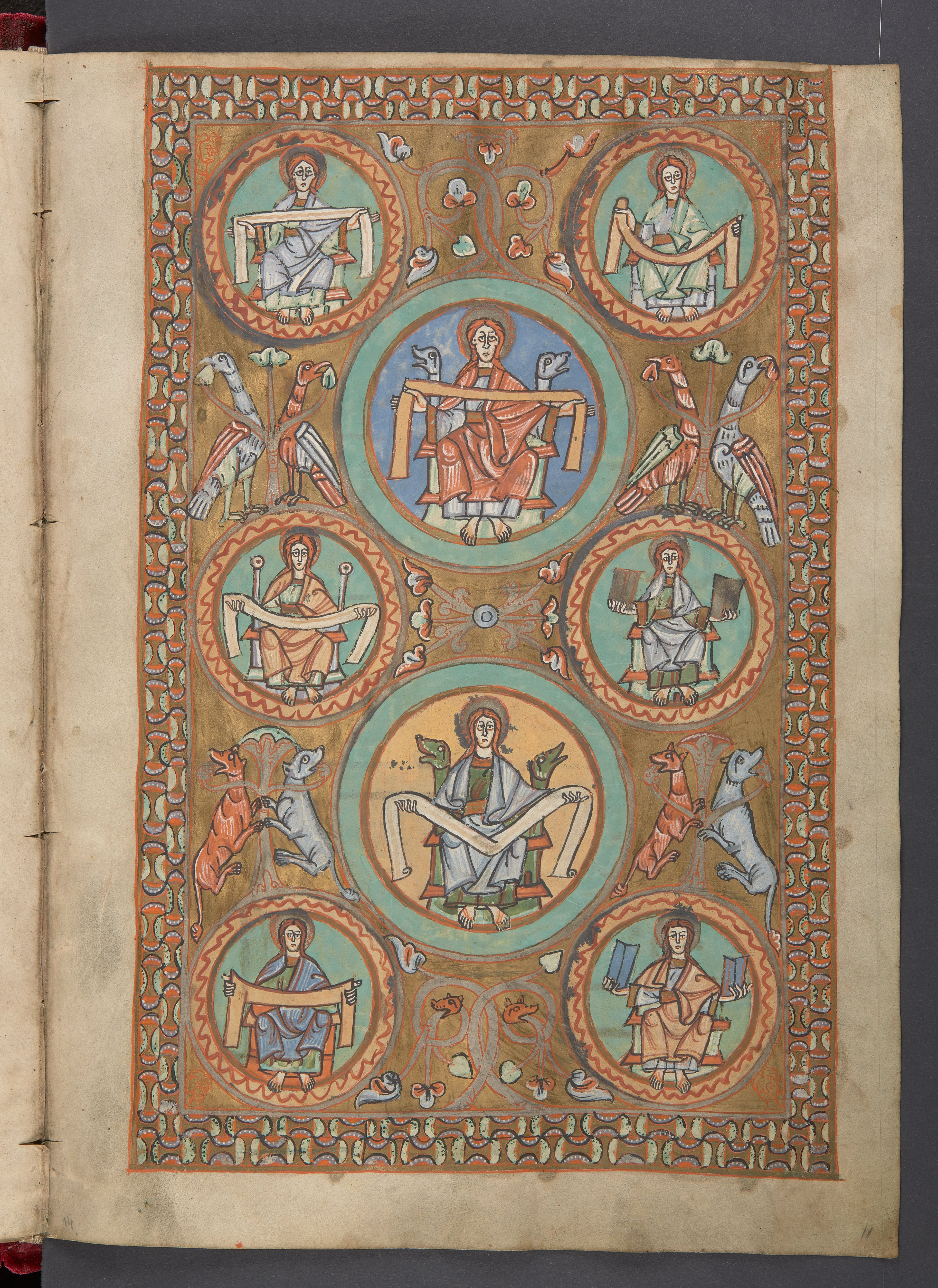
Złoty kodeks pułtuski, karta XIr
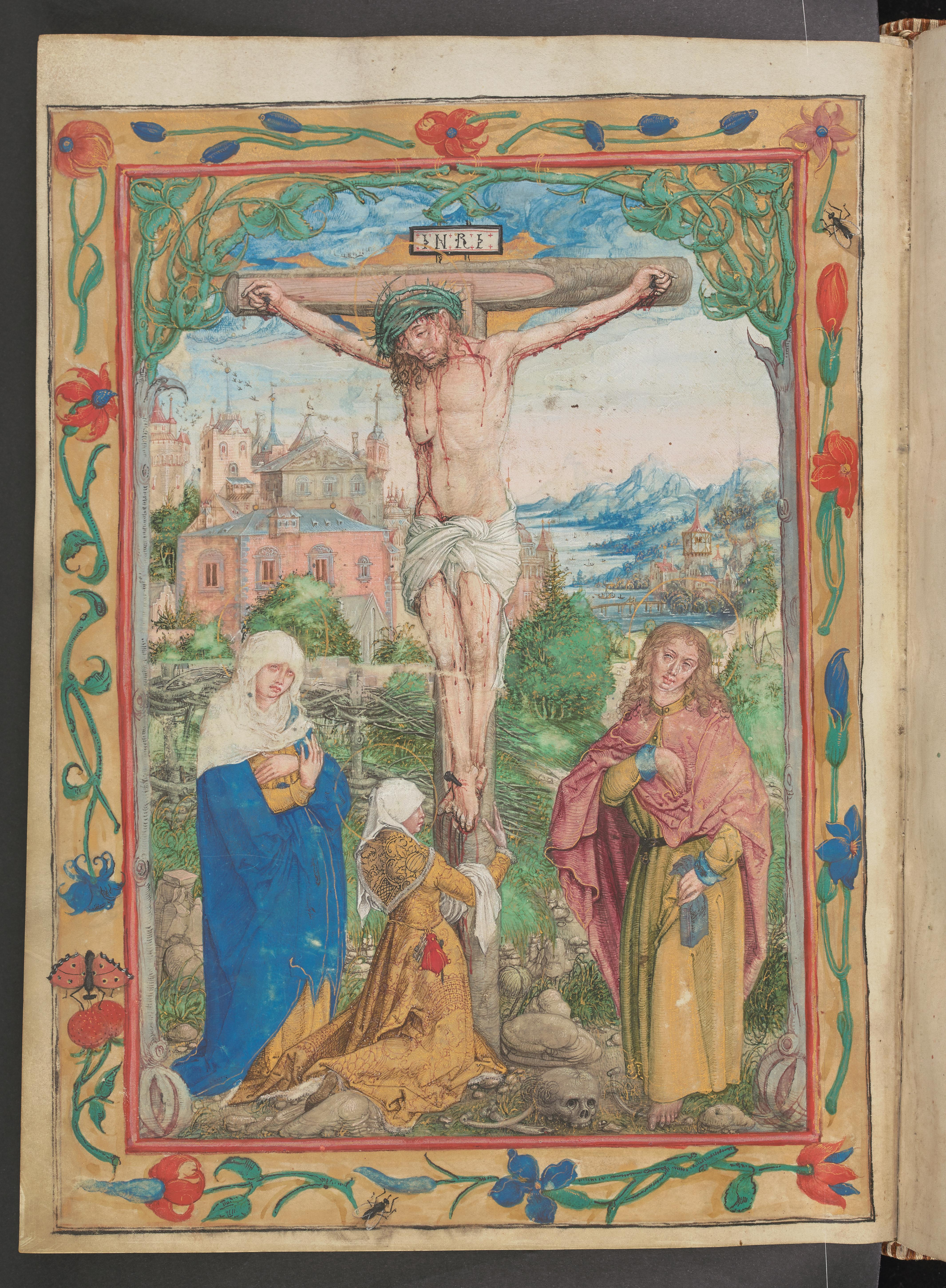
Pontyfikał Erazma Ciołka, karta CXCIIIIv

## Wystawy czasowe

### Wystawy i pokazy
- REMBRANDT. KRAJOBRAZ Z MIŁOSIERNYM SAMARYTANINEM (23.07-04.12.2016)
- NAJCENNIEJSZE. KOLEKCJA KSIĄŻĄT CZARTORYSKICH (07.04.2017-25.02.2018)
- POBIZANTYŃSKI TRYPTYK WYKONANY NA KRECIE W XVI WIEKU – POKAZ SPECJALNY (12.04-26.06.2022)
- DZIEŁO. ARTYSTA. KONSERWATOR. WIZUALNA PREZENTACJA PRAC KONSERWATORSKICH (24.10.2023-28.01.2024)

### Wystawy zbiorów Gabinetu Rycin i Rysunków Muzeum XX. Czartoryskich
- PORTRETY KRÓLEWSKIE – WAZOWIE (02.02-05.09.2021)
- KRÓLOWIE ELEKCYJNI I DYPLOMACJA (07.09.2021-30.01.2022)
- KRÓLOWIE ELEKCYJNI I DYPLOMACJA CZ. II (15.02-01.05.2022)
- STANISŁAW LESZCZYŃSKI I AUGUST II WETTIN (04.05-31.07.2022)
- KRÓLOWIE ELEKCYJNI – WETTINOWIE (06.09-27.11.2022)
- SZTUKA CZARNA. NAJPIĘKNIEJSZE MEZZOTINTY Z KOLEKCJI CZARTORYSKICH (10.10.2023-21.04.2024)
- MONASTYCYZM I GÓRA ATHOS (07.05-08.12.2024)

### Wystawy zbiorów Biblioteki XX. Czartoryskich
- Z KSIĄŻĘCEJ KOLEKCJI (02.02-05.09.2021)
- ZYGMUNT II AUGUST– WŁADCA I BIBLIOFIL (01.09.2020-31.01.2021)
- WIELCY POLACY (07.09.2021-30.01.2022)
- PAMIĄTKI PO EUROPEJSKICH I POLSKICH WŁADCACH (01.02-29.05.2022)
- KILKA WIEKÓW RAPPRESENTAZIONI MUSICALI W ZBIORACH BIBLIOTEKI KSIĄŻĄT CZARTORYSKICH (31.05-06.11.2022)
- STANISŁAW AUGUST PONIATOWSKI. KRÓL OŚWIECONY (08.11.2022-26.02.2023)
- 550. ROCZNICA URODZIN MIKOŁAJA KOPERNIKA (28.02-28.05.2023)
- POCZĄTKI DRUKU NA ZIEMIACH POLSKICH. PIERWSI DRUKARZE I ICH KSIĄŻKI (30.05-10.09.2023)
- RĘKOPISY ORIENTALNE Z KOLEKCJI CZARTORYSKICH. ADAMOWI KAZIMIERZOWI CZARTORYSKIEMU - IN MEMORIAM (19.09-29.10.2023)
- 250. ROCZNICA POWOŁANIA KOMISJI EDUKACJI NARODOWEJ (31.10.2023-24.03.2024)
- TADEUSZ KOŚCIUSZKO. DOBRY I WALECZNY, LECZ NIESZCZĘŚLIWY (26.03-11.08.2024)
- PRZYWILEJE, PRAWA I STATUTY ZE ZBIORÓW BIBLIOTEKI KSIĄŻĄT CZARTORYSKICH (13.08-15.12.2024)

Na podstawie informacji udostępnionych na stronie internetowej Muzeum Narodowego w Krakowie.

## Opiekunowie, dyrektorzy, kustosze[39]
- Leon Bentkowski
- Bolesław Biskupski
- Stefan Komornicki
- Józef Łepkowski
- Helena Małkiewicz
- Barbara Miodońska
- Krystyna Moczulska[40]
- Henryk Ochenkowski
- Janusz Ostrowski[41]
- Pelagia Potocka
- Marek Rostworowski
- Anna Różycka-Bryzek
- Marian Sokołowski
- Stanisław Smolka
- Adam Smoleński
- Janusz Wałek
- Zdzisław Żygulski